# Diaspora polonaise en France

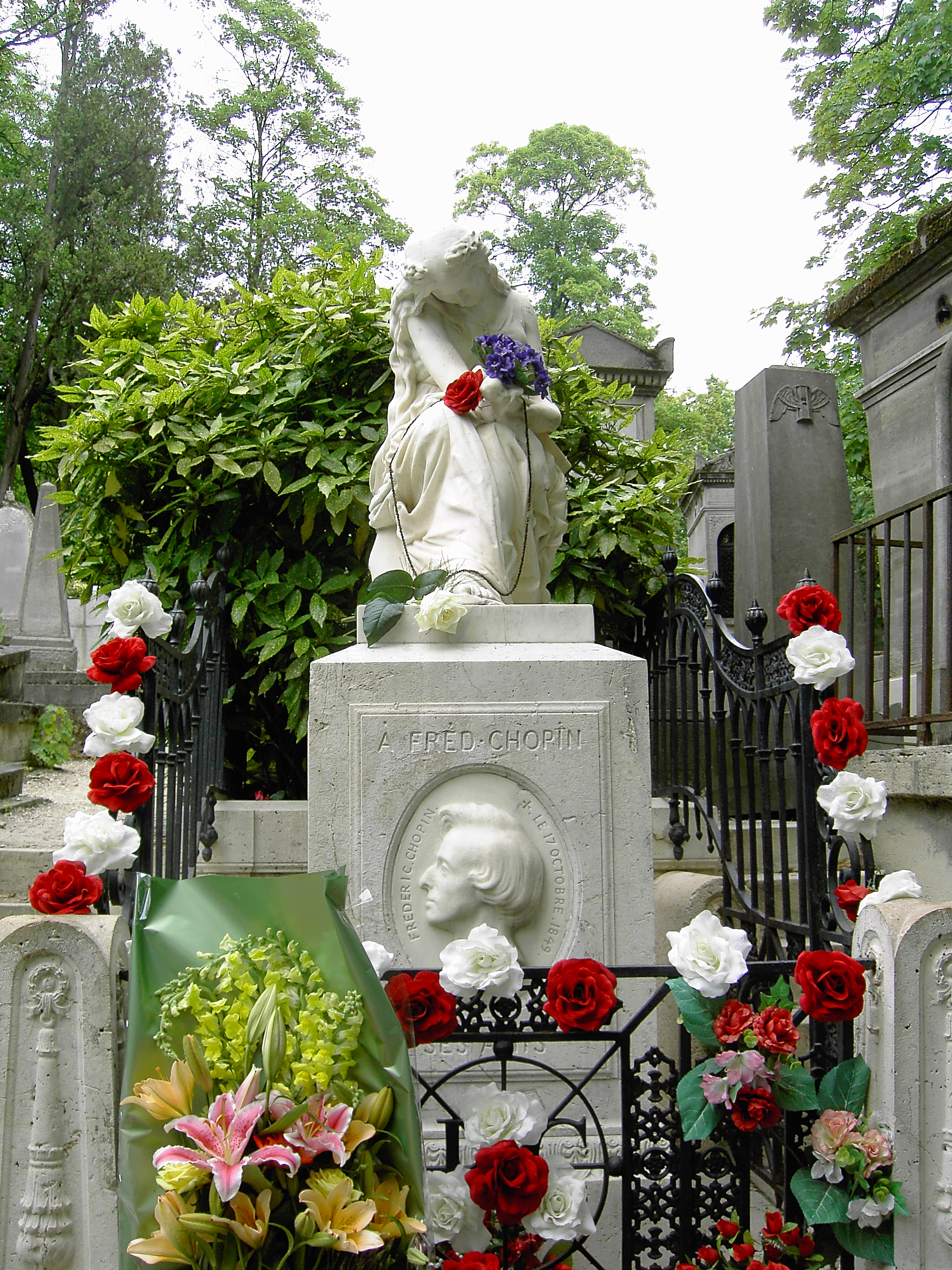
La tombe de Frédéric Chopin au cimetière du Père-Lachaise, décorée aux couleurs polonaises.

La diaspora polonaise en France est constituée par l'ensemble des personnes nées sur le territoire de la Pologne (historique et actuelle) ainsi que de leurs descendants, se disant Polonais et vivant sur le territoire français. Les Polonais désignent leur communauté par le terme latin de Polonia.
L'histoire de la Polonia française remonte au début du XIXe siècle, à l'époque où l'État polonais était dépecé et rayé de la carte de l'Europe par les pays voisins (Russie, Prusse et Autriche). La première grande vague d'immigration polonaise en France est politique. Elle suit l’échec de l’insurrection nationale de 1830 et pose les bases d’une présence et d’institutions polonaises qui perdurent jusqu’à nos jours. Adam Mickiewicz et Frédéric Chopin appartiennent à cette première vague patriote.

## L'histoire de l'immigration polonaise en France

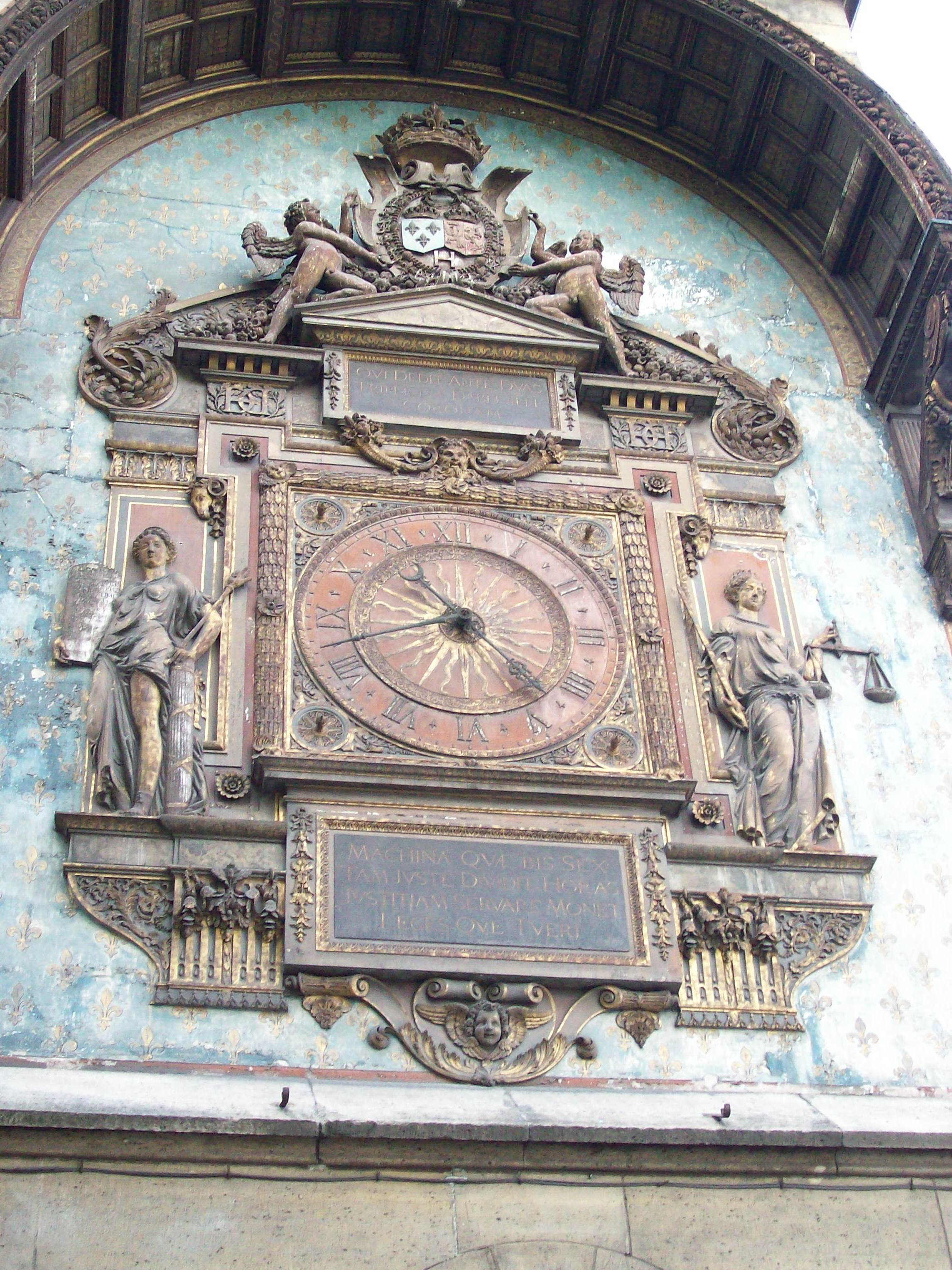
La plus vieille horloge publique de Paris surmontée des couronnes de France et de Pologne, royaumes d’Henri III.

La situation et le nombre des Polonais en France ont évolué au cours des siècles, notamment en fonction de la situation politique en Pologne. En effet, de nombreux mouvements migratoires des Polonais ont été induits par les répressions : d'abord de la part des occupants russes, prussiens et autrichiens qui se sont partagé ce pays au XVIIIe siècle, puis du régime communiste instauré en Pologne après la Seconde Guerre mondiale. À ces vagues d'exilés politiques s'ajoute l’émigration économique, la plus importante numériquement, à la suite de la Première Guerre mondiale.

### Les alliances royales
La Pologne et la France ont depuis longtemps entretenu des relations politiques amicales. Elles remontent au XVIe siècle, à l’élection en 1573 par la noblesse polonaise de Henri de Valois comme le premier monarque démocratiquement choisi de la république des Deux Nations (Pologne-Lituanie).
Par la suite, les alliances politiques nouées entre des rois de France et de Pologne sont renforcées par des mariages. Ainsi, en 1646 la princesse française Louise-Marie de Gonzague épouse le roi de Pologne  Władysław IV Waza, puis, après sa mort subite en 1648, son frère Jan Kazimierz Waza. Une dame de sa suite, Marie-Casimire-Louise de La Grange d'Arquien, deviendra reine de Pologne à son tour, en épousant en 1665 le futur roi Jan III Sobieski, le grand vainqueur de la bataille de Vienne de 1683.

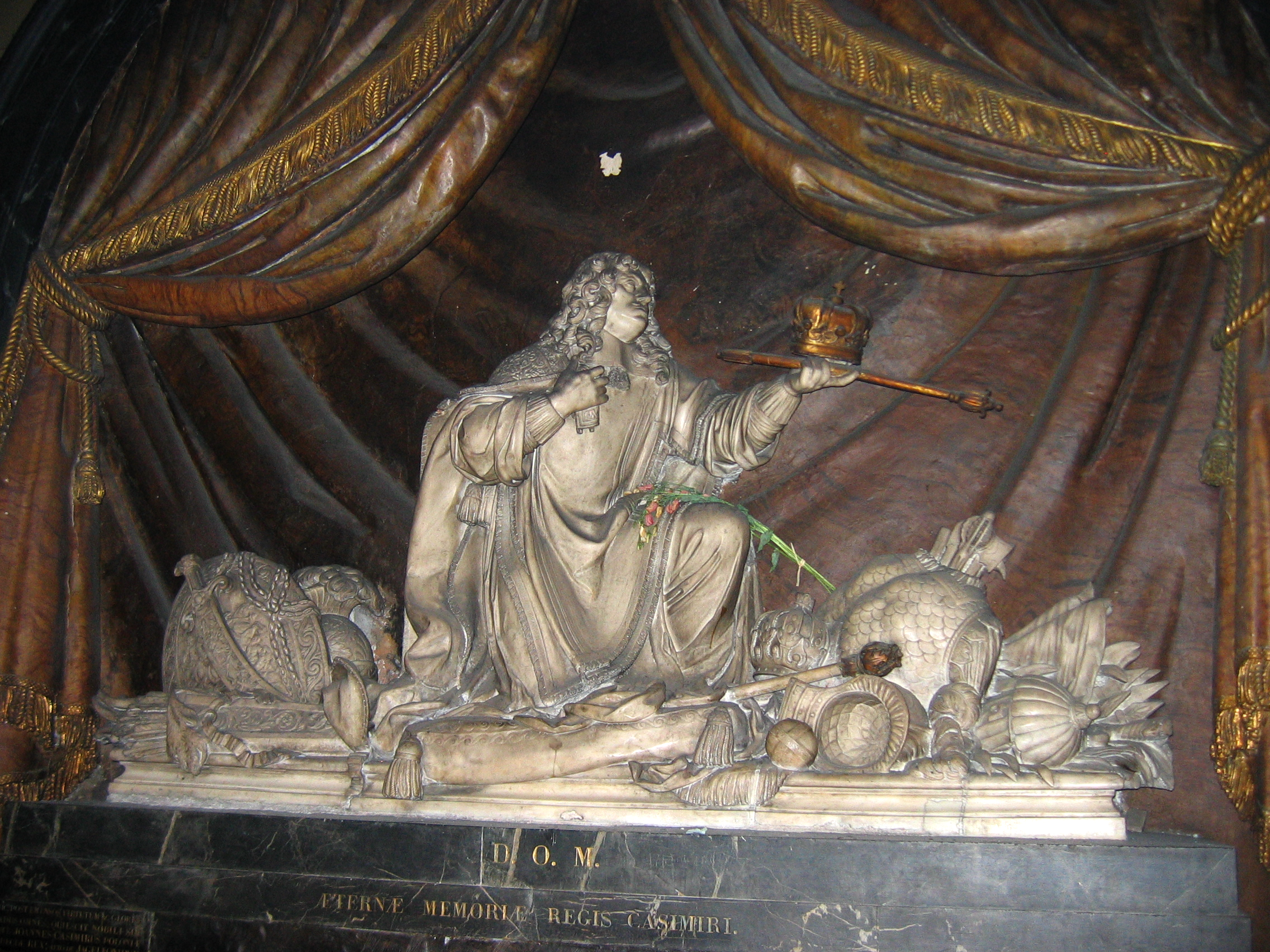
Tombeau du roi Jan Kazimierz à Paris (abbatiale de Saint-Germain-des-Prés).

Après son abdication en 1668, Jan Kazimierz Waza se retire au pays de son épouse et devient abbé commendataire des abbayes de Saint-Germain-des-Prés à Paris, de la Trinité à Fécamp et de Saint-Martin à Nevers où il meurt en 1672. La beau mausolée de ce roi, l'œuvre des frères Gaspard et Balthazar Marsy où le souverain est sculpté en présentant à Dieu son sceptre et sa couronne, peut toujours être admiré dans l'église Saint-Germain-des-Prés.
En 1725, Marie Leszczyńska, fille du roi détrôné de Pologne Stanislas Leszczyński, épouse le roi de France Louis XV. Le couple aura dix enfants dont le futur père de Louis XVI. Cependant, à cette époque le royaume de Pologne a déjà perdu de sa superbe ce qui permettra à Élisabeth-Charlotte d'Orléans, duchesse de Lorraine et de Bar, commenter ainsi ce mariage : « J'avoue que pour le Roi, dont le sang était resté le seul pur en France, il est surprenant que l'on lui fasse faire une pareille mésalliance et épouser une simple demoiselle polonaise, car [...] elle n'est pas davantage, et son père n'a été roi que vingt-quatre heures. » En effet, déchu de son trône, le roi Stanisław Leszczyński se réfugie en France d'abord de 1725 à 1733, puis de nouveau à partir de 1734 après la guerre de Succession de Pologne.

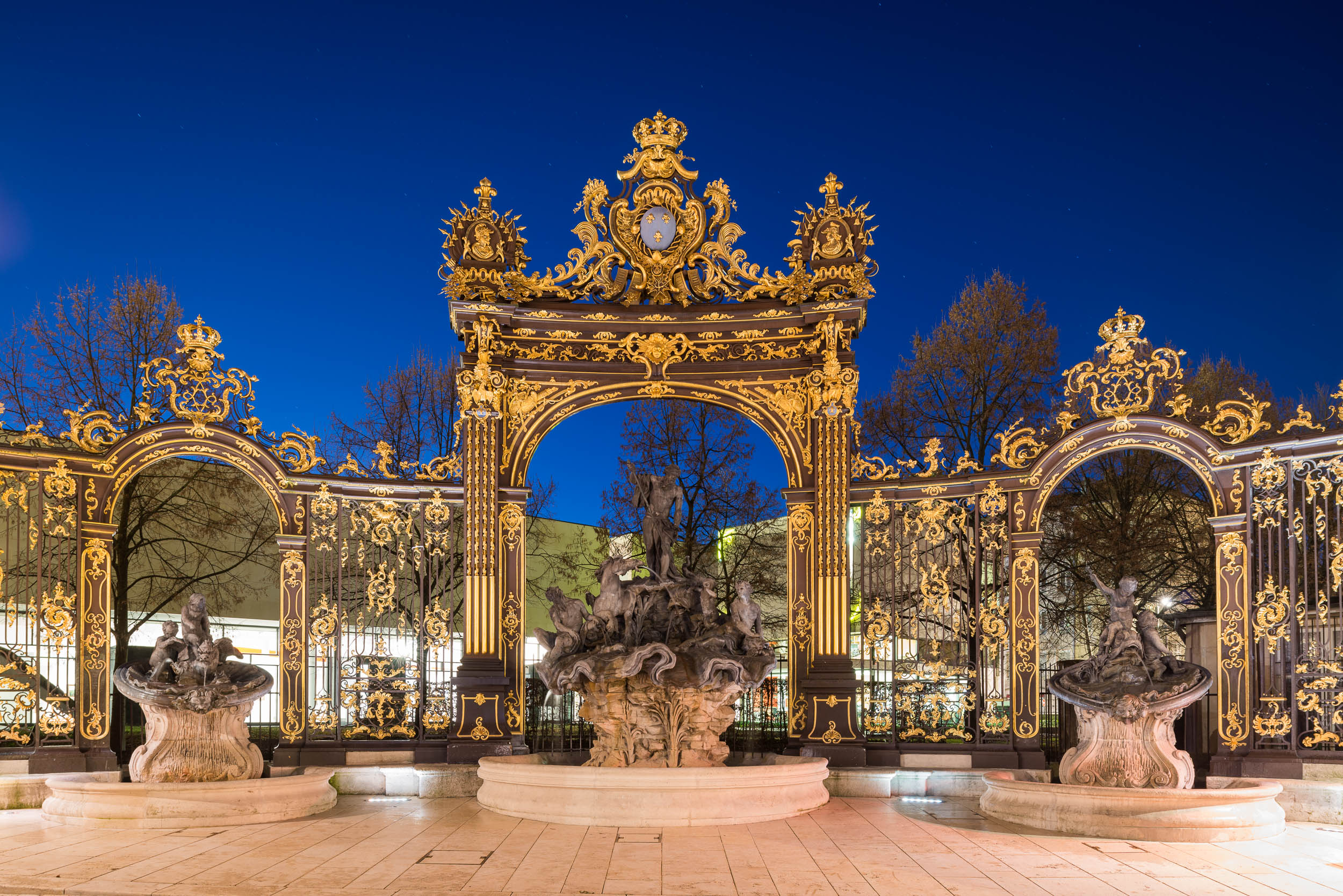
La fontaine de Neptune sur la place Stanislas à Nancy.

Le beau-père de Louis XV, devenu duc de Lorraine et de Bar à titre viager (la duc légitime échangeant ses états contre la Toscane et la couronne impériale), termine ses jours à Lunéville en 1766, en ayant su se faire apprécier de ses sujets Lorrains et Barrois grâce à son action culturelle et au développement des arts. L'ancien roi polonais arrive en France accompagné de nombreux courtisans et d'hommes de confiance dont Franciszek Maximilian Ossoliński à qui Stanisław Leszczyński confie la charge de l’administration de ses duchés. En 1750, il fonde l’académie Stanislas (sous le nom de Société royale des Sciences et Belles-Lettres de Nancy) qui bientôt compte parmi ses étudiants 160 Polonais dont certains s’installent en France et y font carrière comme Wojciech Jakubowski (pl) qui devient maréchal. Avec son architecte Emmanuel Héré, Stanisław Leszczyński embellit Nancy en créant la place royale (actuelle place Stanislas) - classée au patrimoine mondial de l’UNESCO.

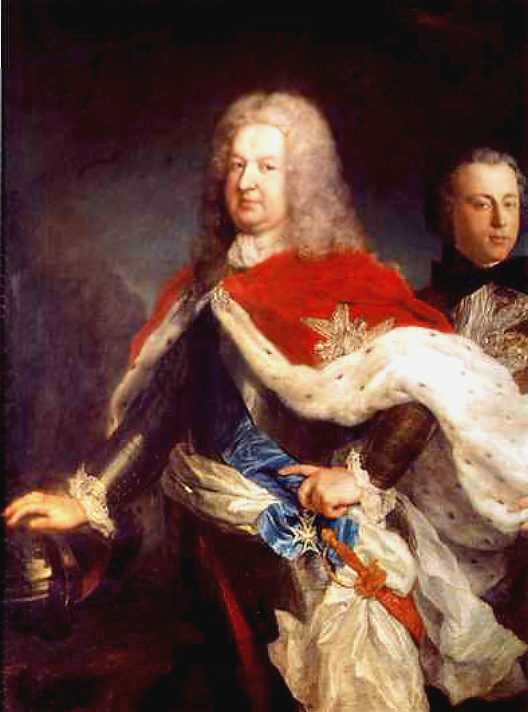
Stanislas Leszczynski.
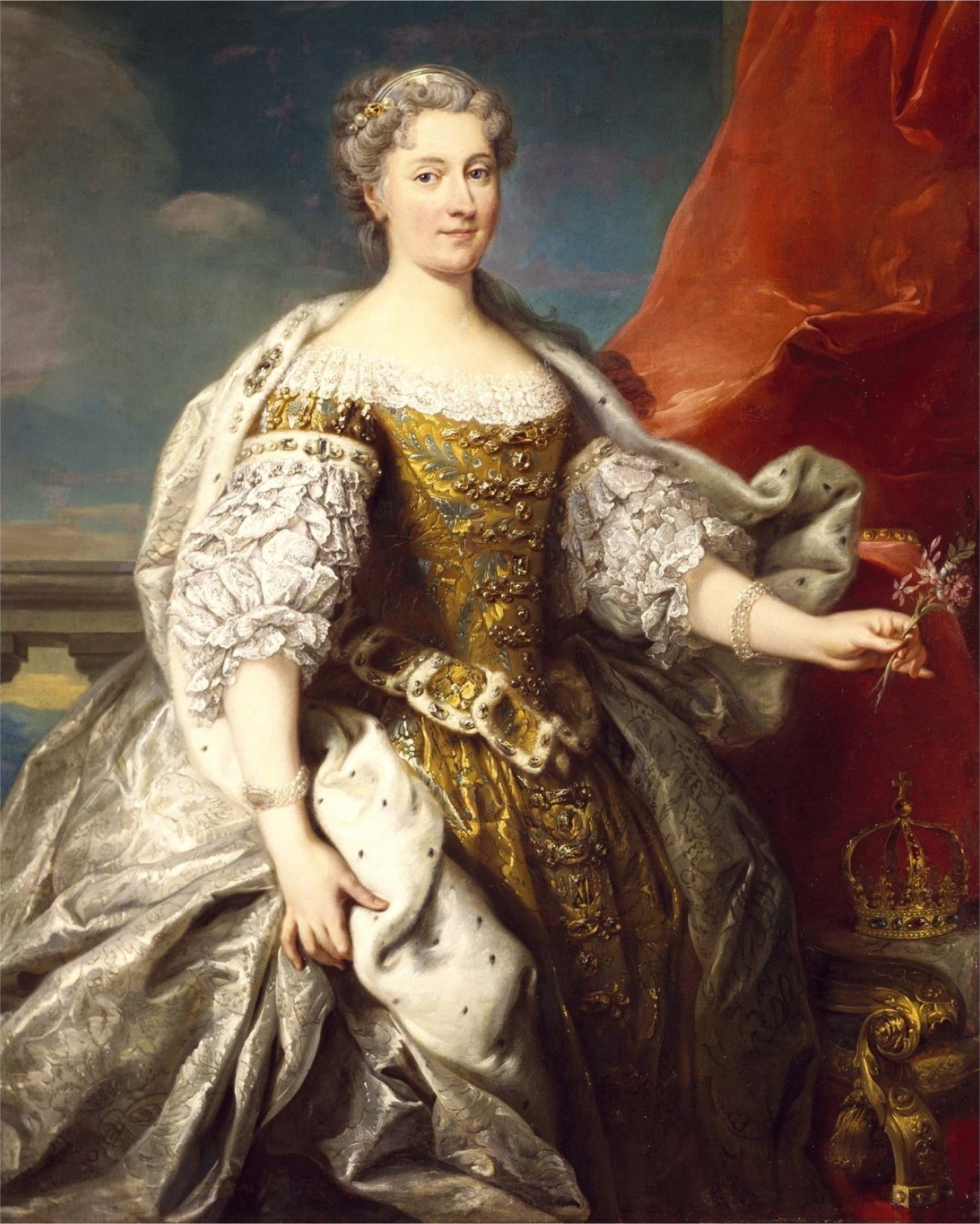
Katarzyna Leszczynska, née Opalińska.
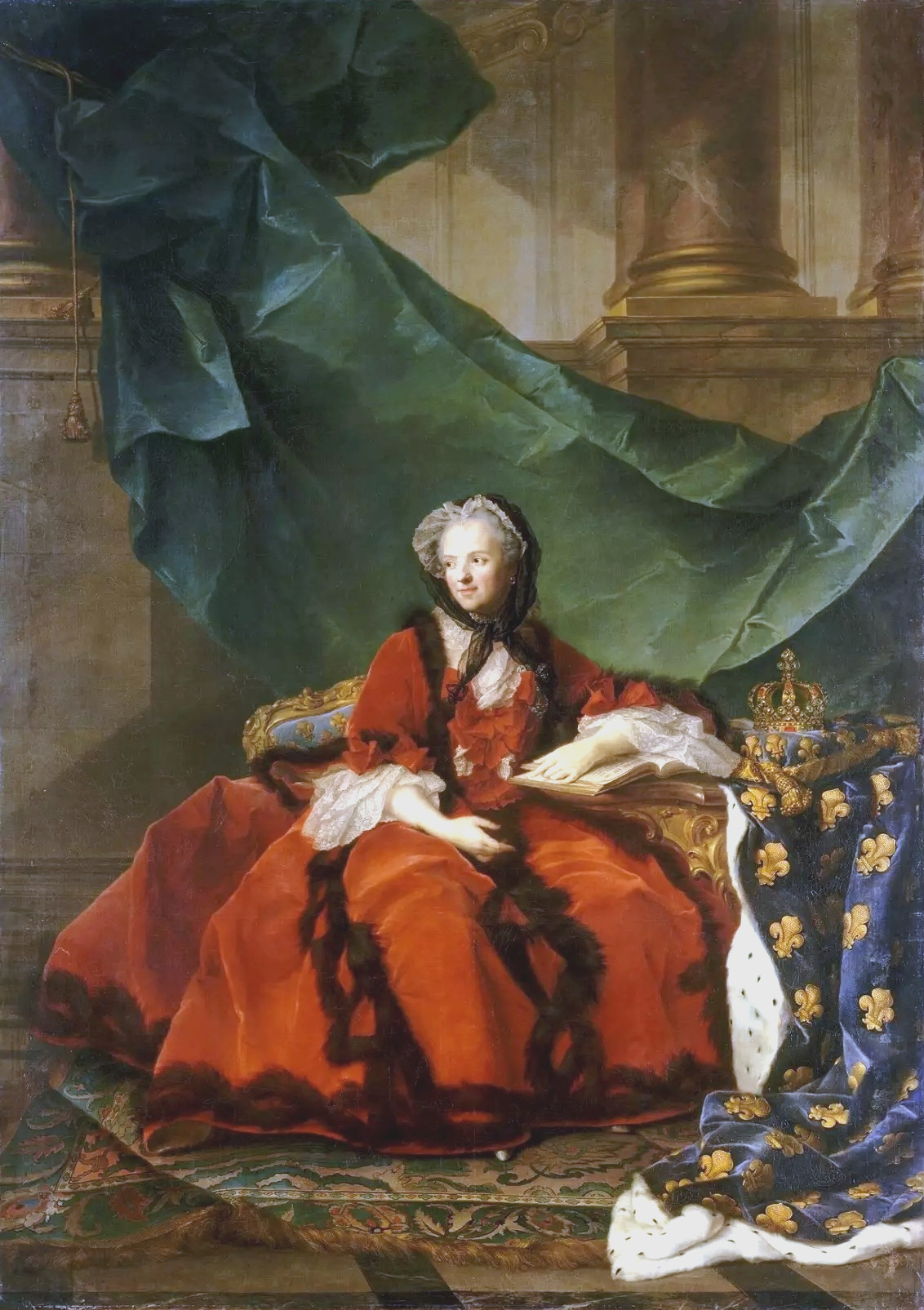
Marie Leszczyńska. Tableau de Jean-Marc Nattier au château de Versailles.
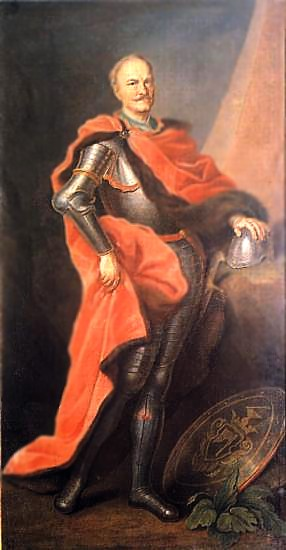
Franciszek Maksymilian Ossoliński, grand-maître de la maison du roi.
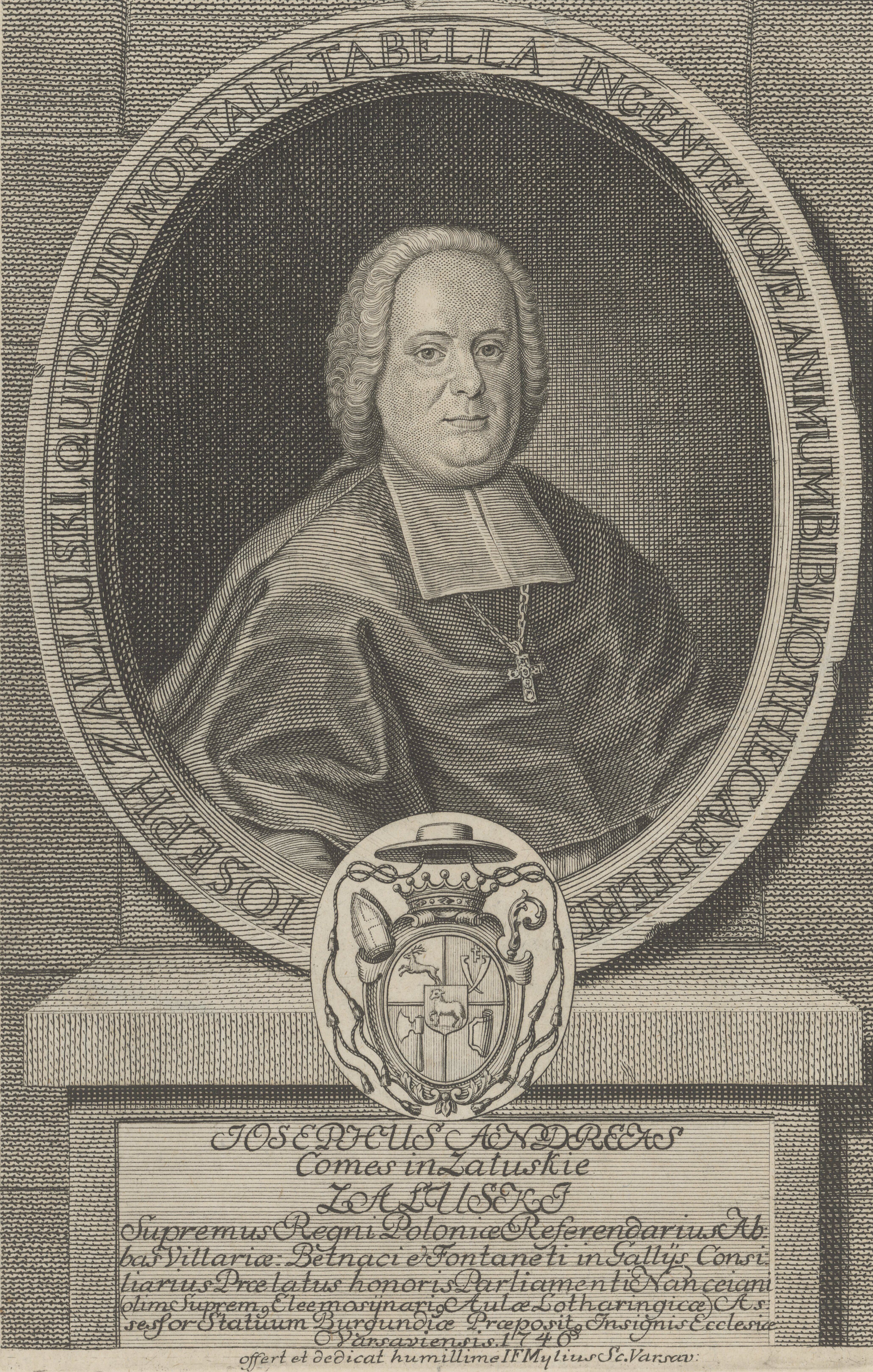
Józef Andrzej Załuski, grand-aumônier de Stanislas Leszczyński.

### Légions polonaises au service de la France révolutionnaire et du Premier Empire
Pendant la Révolution française et le Premier Empire, (de 1789 à 1815), plusieurs milliers de Polonais servent au sein des troupes françaises. Ce sont des volontaires qui se battent dans l'espoir que la jeune République française – dont les valeurs vont dans le même sens que la Constitution polonaise du 3 mai 1791 – rétablisse la souveraineté de la Pologne. Malgré une résistance farouche, le royaume de Pologne disparaît de la carte de l'Europe, partagée entre les Russes, les Prussiens et les Autrichiens, trois États avec lesquels la France sera en guerre pendant vingt ans.
Dans ce contexte, Napoléon Bonaparte apparaît comme le dernier monarque européen à s'être associé aux Polonais dans leur lutte pour l'indépendance. La confiance en son efficacité détermine l'esprit des légions polonaises dont le chant Mazurka de Dąbrowski composé en 1797 et qui est jusqu'à nos jours l'hymne national polonais, contient ces paroles significatives « C'est Bonaparte qui nous a montré comment vaincre ». La bataille de Somosierra et la charge folle des chevau-légers polonais qui a ouvert à Napoléon le chemin vers Madrid demeure pour les Polonais le symbole du courage, de l’héroïsme et de la loyauté de leurs soldats.
La promesse de l'Empereur de reconstituer le royaume de Pologne suscite une grande espérance chez les Polonais. En 1807, après avoir battu ses ennemis lors de la campagne de Prusse et de Pologne, Napoléon crée, au traité de Tilsit, le grand-duché de Varsovie. Mais cet État éphémère disparaît après la campagne de Russie (1812). Les légions polonaises constituent alors la force étrangère la plus importante de la Grande Armée avec 100 000 soldats dont 37 000 sous le commandement du prince et le neveu du dernier roi de Pologne, Józef Poniatowski. La retraite de Moscou entraînera la mort de 70 % de leurs effectifs.
Des restes des unités polonaises participent encore à la campagne d'Allemagne (1813) pendant laquelle le maréchal Poniatowski trouve la mort lors de la bataille de Leipzig. Les derniers Polonais à servir Napoléon sont ceux du régiment de lanciers de la Garde, dont un escadron fait partie de la petite garnison de l'île d'Elbe et charge une dernière fois à Waterloo.
Sur l'Arc de triomphe de Paris figurent les noms (souvent mal orthographiés) de six Polonais de l'état-major de la Grande Armée : Józef Sułkowski, Józef Poniatowski, Karol Kniaziewicz, Józef Chłopicki, Józef Zajączek et Jan Henryk Dąbrowski, ainsi que les noms des batailles qui ont eu lieu sur la terre polonaise : Pultusk (1806), Dantzig (Gdańsk,1807), Ostrołęka (1807).
Le souvenir de Napoléon reste très vivant en Pologne. La légende napoléonienne a inspiré l'épopée nationale Messire Thadée d'Adam Mickiewicz (une œuvre cardinale pour la culture et la littérature polonaises) ainsi que de nombreux tableaux dont ceux des peintres soldats January Suchodolski et Piotr Michałowski.

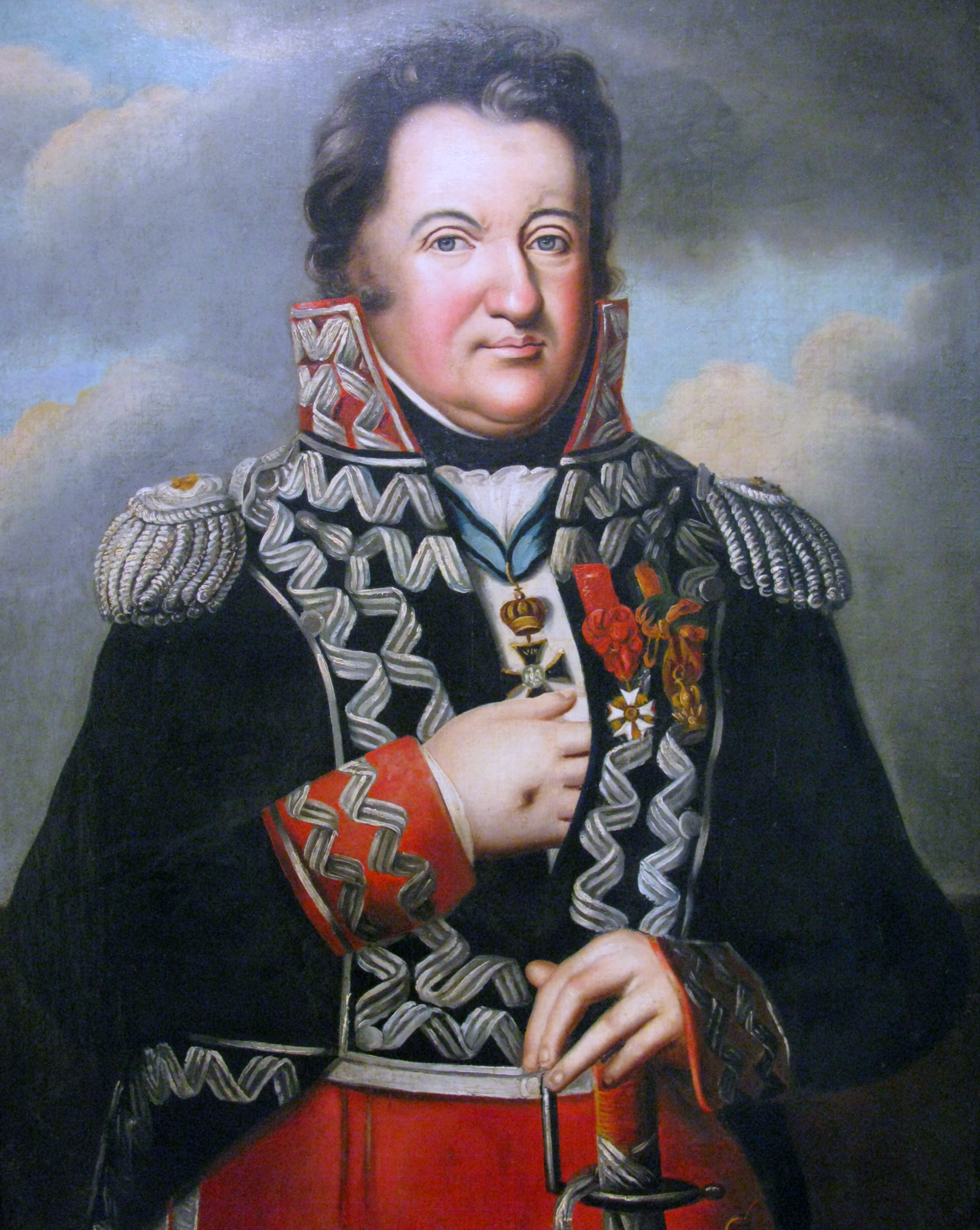
Jan Henryk Dąbrowski, créateur des Légions polonaises.
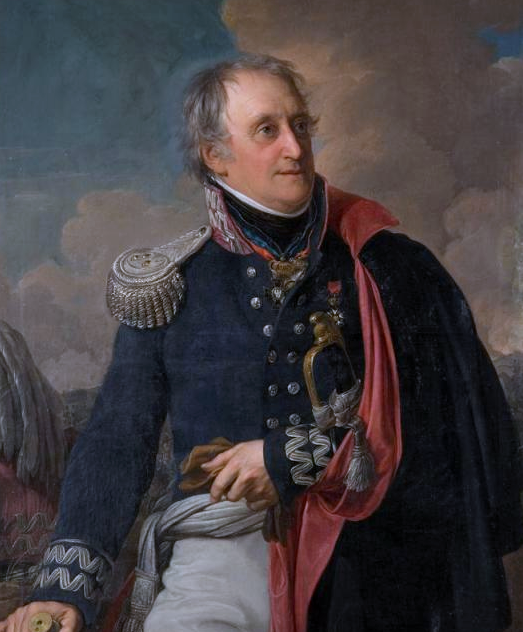
Karol Kniaziewicz.
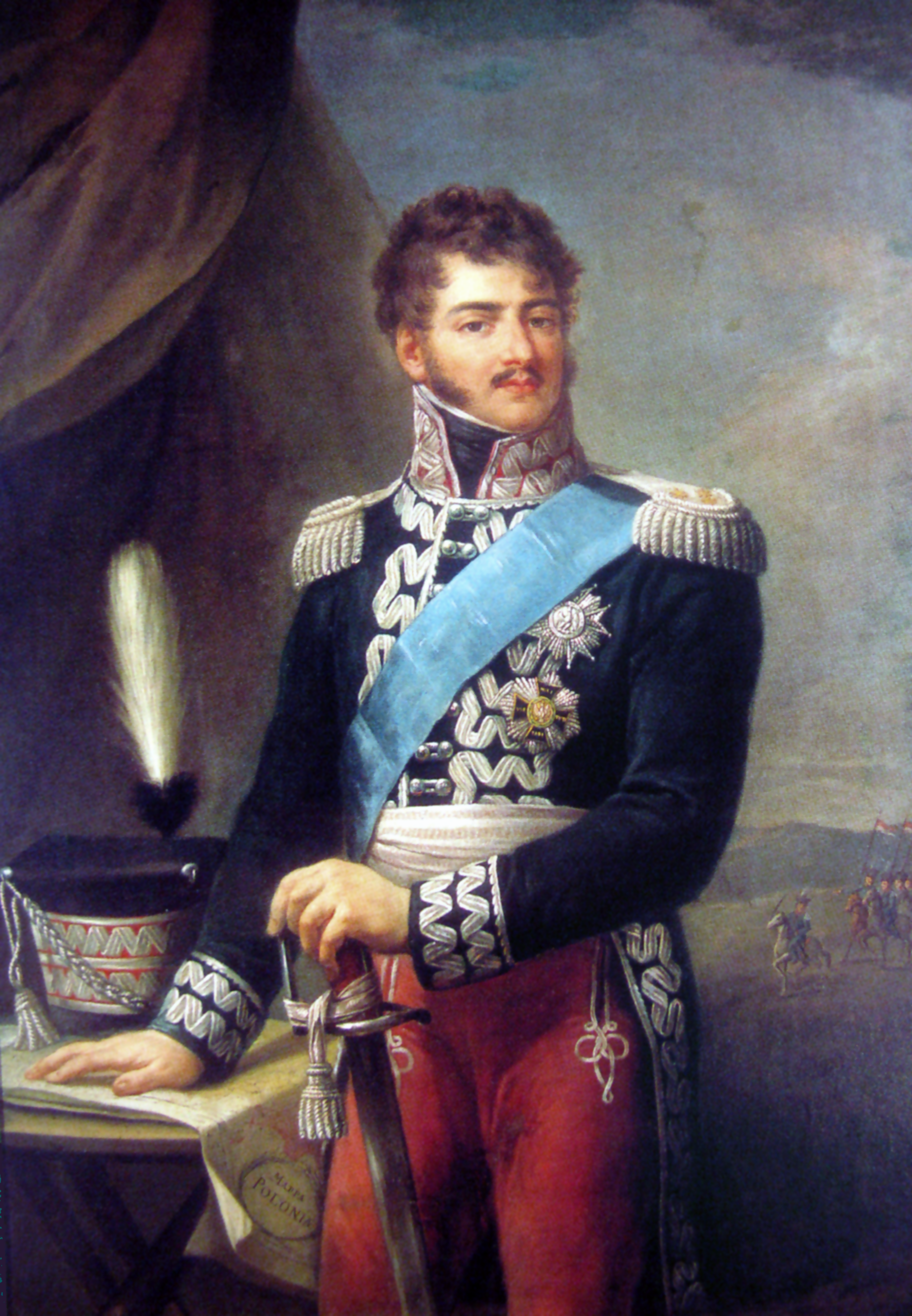
Joseph Poniatowski, maréchal de Napoléon Ier.
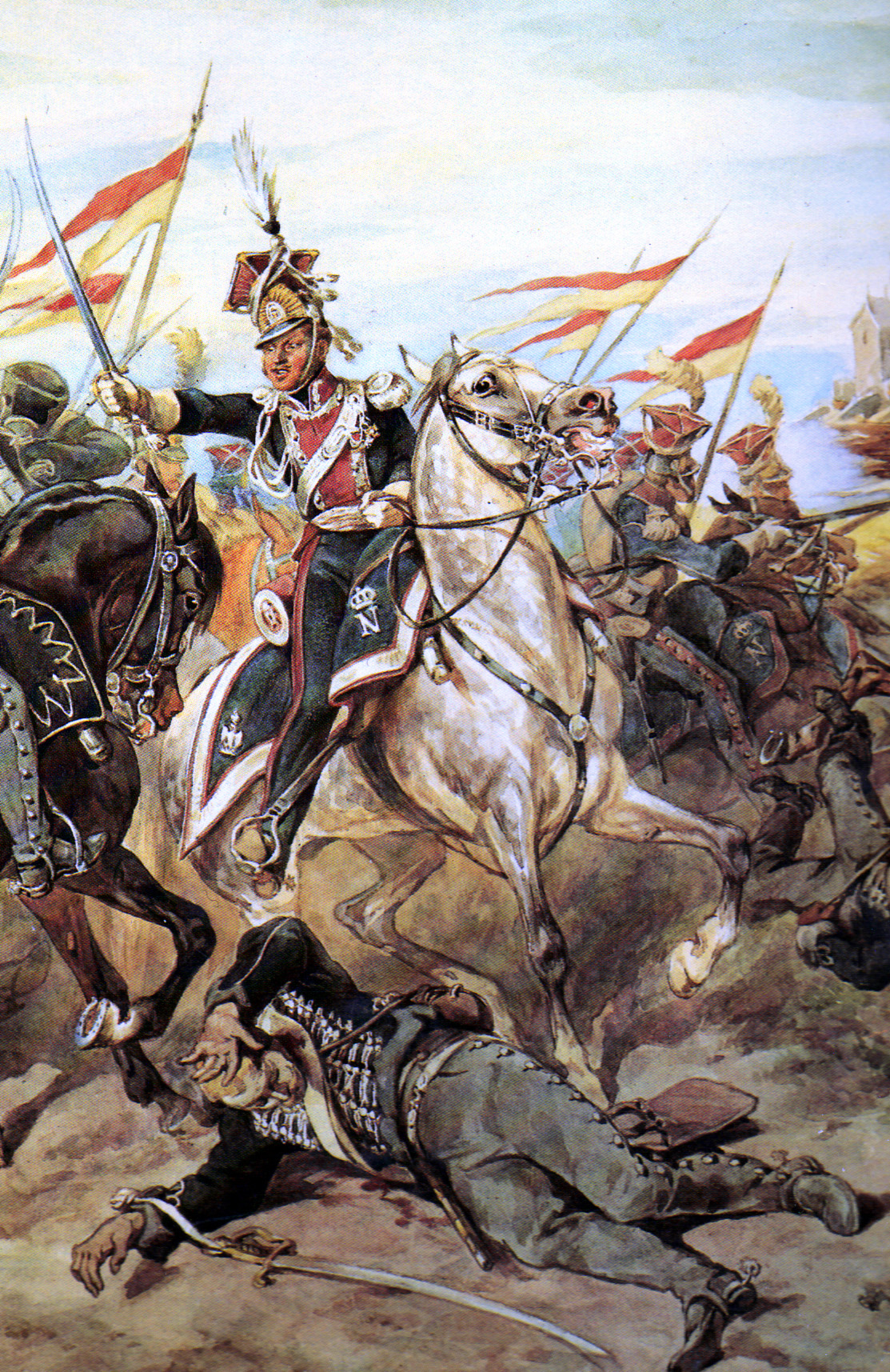
Lanciers polonais de la Garde impériale par Juliusz Kossak, 1883.
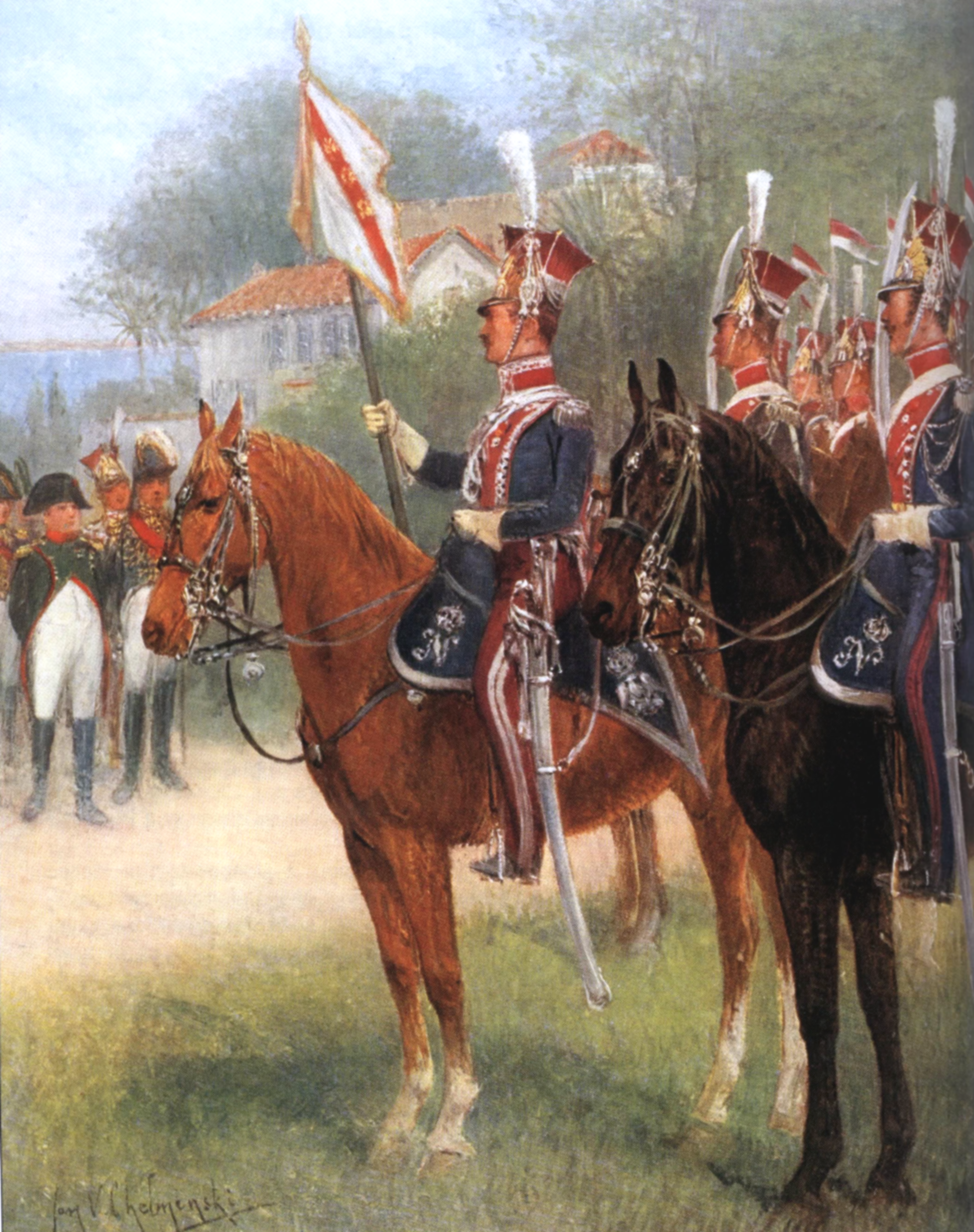
Escadron polonais à l'île d'Elbe par Jan Chełmiński, 1913.
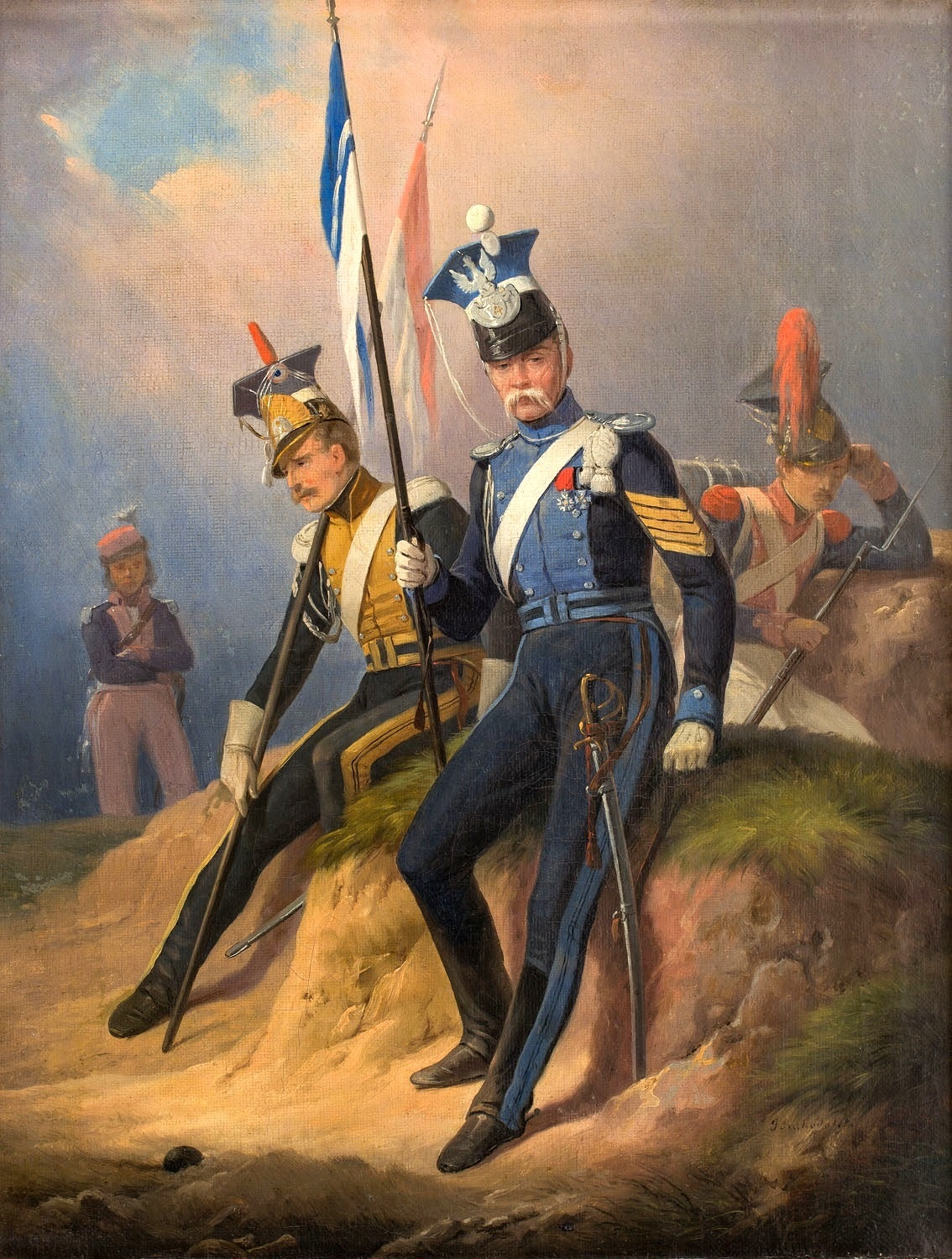
Deux chevau-légers lanciers et un fantassin polonais, par Janvier Suchodolski.
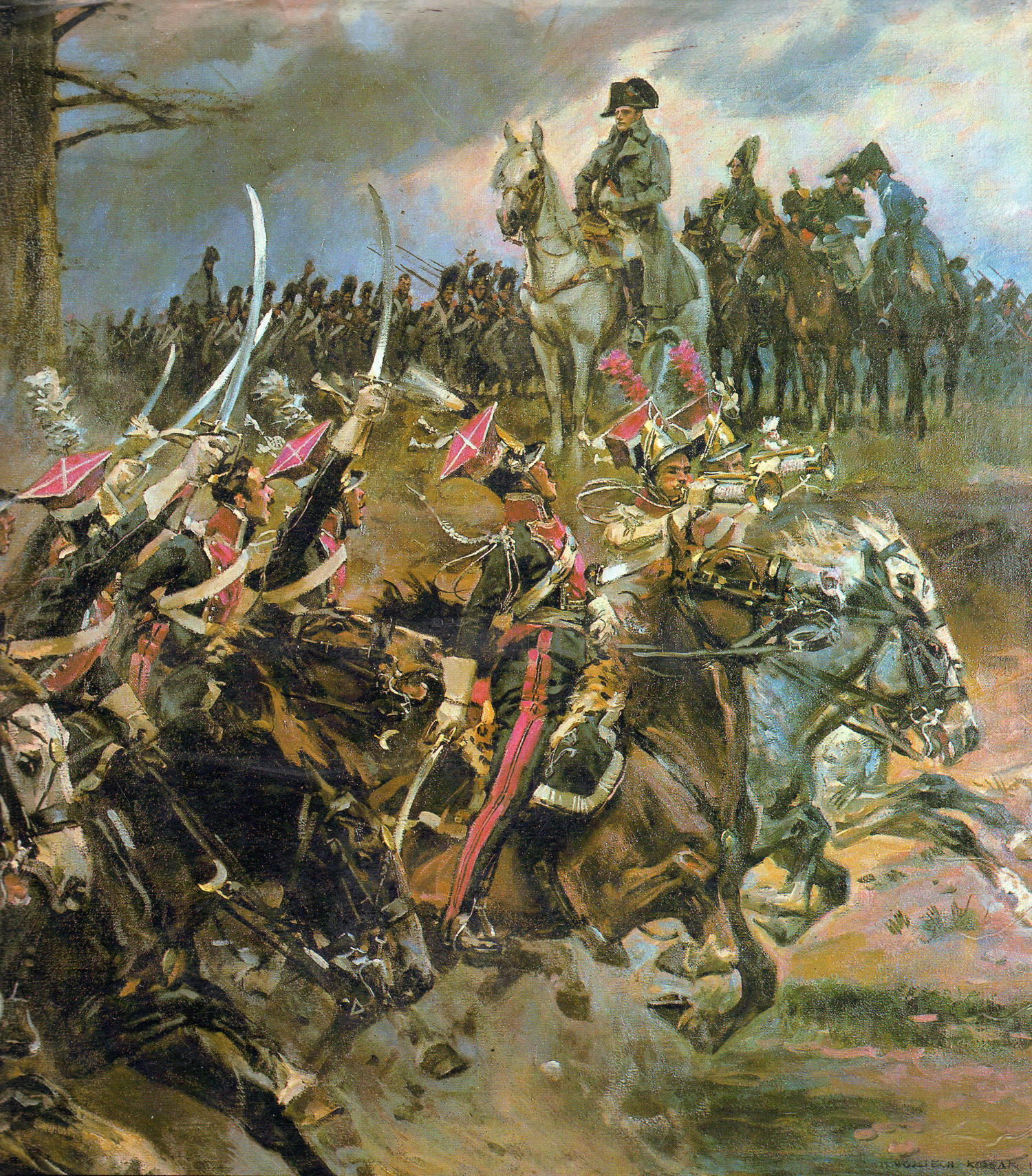
Apothéose de Napoleon par Wojciech Kossak.
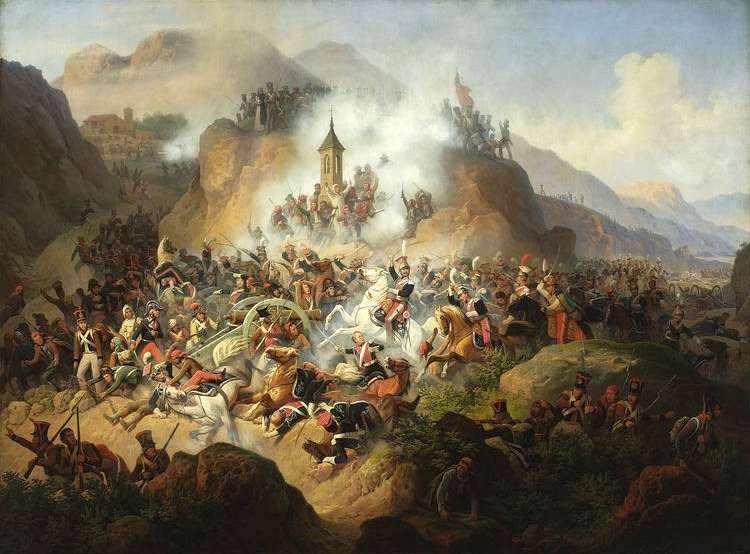
Bataille de Somosierra par January Suchodolski.
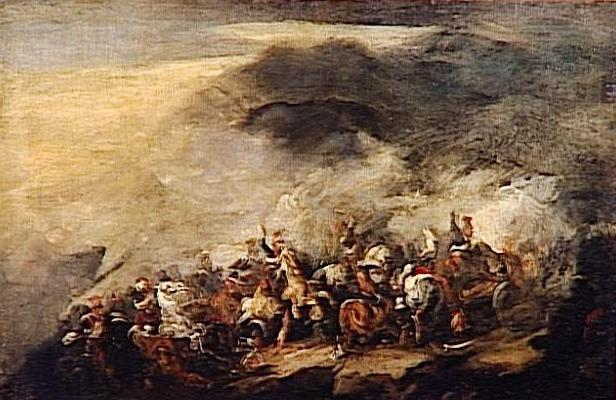
La bataille de Somosierra par Piotr Michałowski.

### Émigration politique des années 1831-1870 dite Grande Émigration
Après la chute de Napoléon, la plupart des Polonais servant dans l'armée française quittent la France pour rentrer chez eux. Parmi ceux qui y restent par obligation, on trouve Leonard Chodźko, historien et géographe, fervent défenseur de la cause polonaise, ou Józef Hoëne-Wronski, philosophe et mathématicien.
Les Polonais continuent de se battre pour leur indépendance tout au long du XIXe siècle. Après l'échec de l'insurrection de novembre 1830, à la fin de l'année 1831 et au début de 1832, près de 6 000 Polonais, pour la plupart des militaires condamnés à l'exil, émigrent en France qui leur donne asile. Le souvenir de la lutte commune est encore vif et le peuple français accueille ces exilés avec enthousiasme et sympathie. Cette grande vague migratoire appelée Grande Émigration pose les bases d'une présence et d’institutions polonaises en France qui perdurent jusqu’à nos jours, telles que la Bibliothèque polonaise, la Société historique et littéraire polonaise la Librairie polonaise, l'École polonaise des Batignolles, l'Œuvre de Saint-Casimir, la Mission polonaise ou la nécropole polonaise de Montmorency.
Cette émigration concerne principalement la noblesse et l'élite intellectuelle (militaires, hommes politiques, musiciens, scientifiques et écrivains) obligées de fuir leur pays occupé par l'Empire russe, le royaume de Prusse et l'empire d'Autriche pour éviter des répressions. Francophone et francophile, cette vague migratoire est à l'origine d’une vie culturelle et intellectuelle intense et tisse de multiples liens avec les milieux littéraires et artistiques français. Associations, écoles polonaises, bibliothèques, imprimeries, librairies et paroisses voient le jour. Cette activité patriotique et diplomatique rappelle aux pays d’Europe occidentale l'actualité de la question polonaise.
Les vagues suivantes de départ vers la France découlent des nouvelles insurrections polonaises : la révolution de 1848 (lors du Printemps des peuples) et l'insurrection de 1863. On estime à environ 30 000 le nombre de Polonais qui émigrent en France entre 1831 et 1870 avec pour rêve et projet de retrouver un jour leur patrie perdue enfin libérée. Tous les soulèvements polonais sont très durement réprimés notamment par les armées russes. La suppression presque complète de l’autonomie polonaise après 1864 s'accompagne d’exécutions, de déportations et de confiscations auxquelles se rajoute une politique de russification de la Pologne. Nombre des réfugiés polonais arrivés en France participeront ensuite, dans les rangs de l'Armée française, à la guerre de 1870 et à la Commune de Paris.
Parmi ces 400 à 500 Polonais de la Commune, il convient de distinguer les généraux Jarosław Dąbrowski et Walery Wróblewski ainsi que Florian Trawiński, conservateur au Louvre, à qui l’on doit le sauvetage des collections lors de l’incendie provoqué par les communards.

Cependant la participation polonaise à la Commune de Paris est mal perçue par les autorités françaises et marque le début du rapprochement entre la France et la Russie qui relègue la question polonaise au second plan.

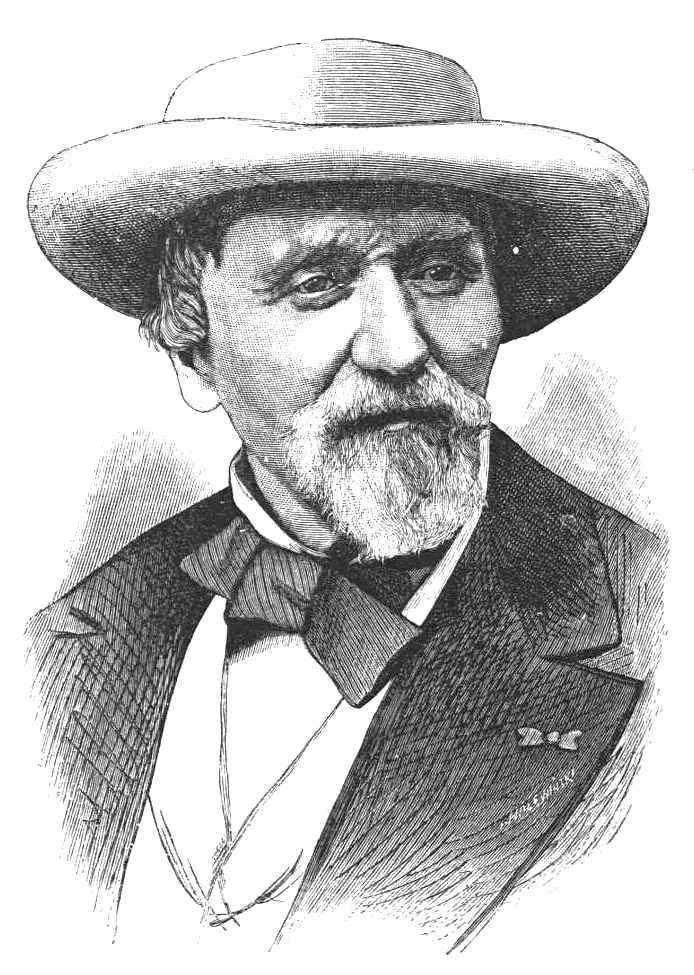
Aleksander Chodźko, orientaliste, diplomate et conseiller du ministère des Affaires étrangères de la France.
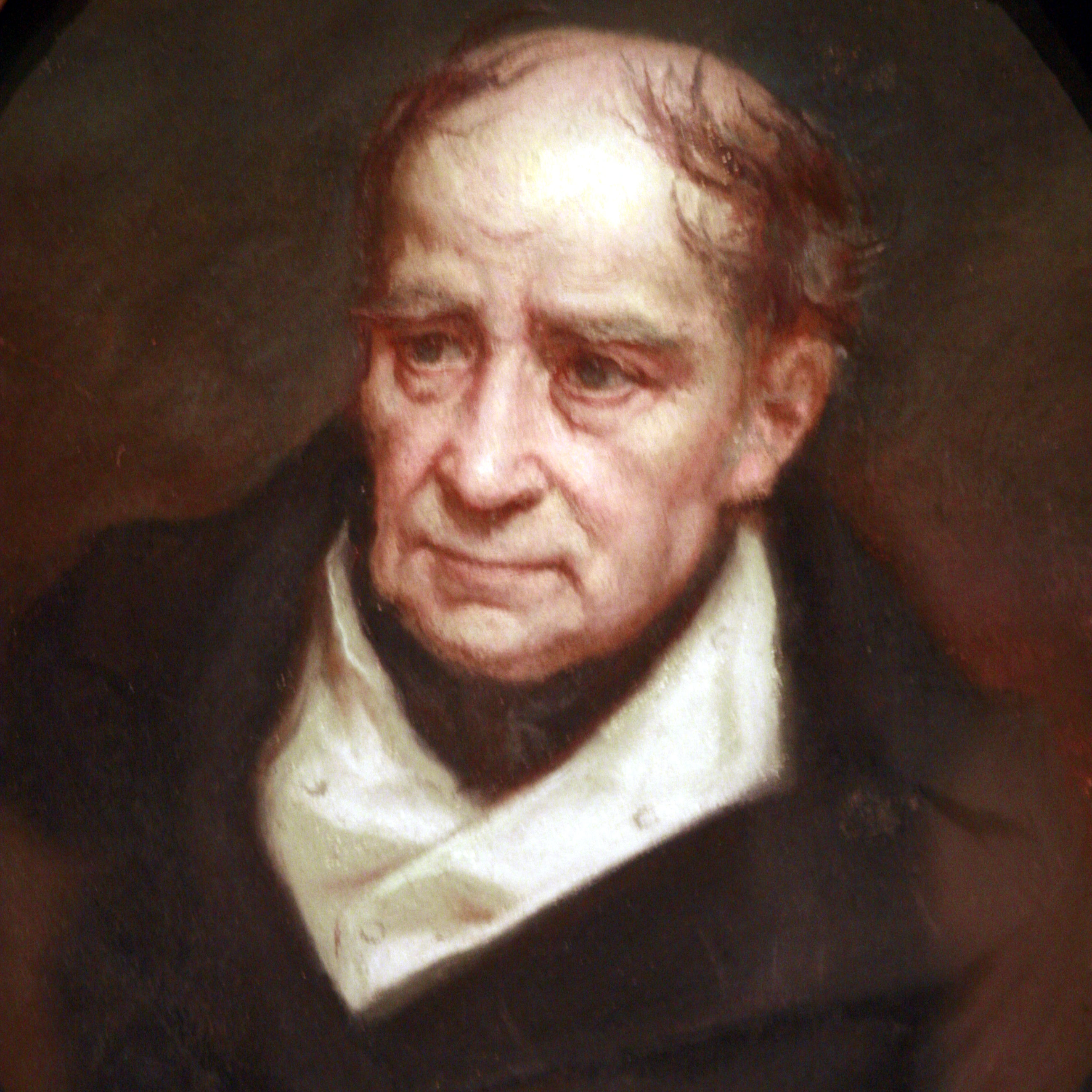
Józef Hoëne-Wronski par Laurent-Charles Maréchal - mathématicien.
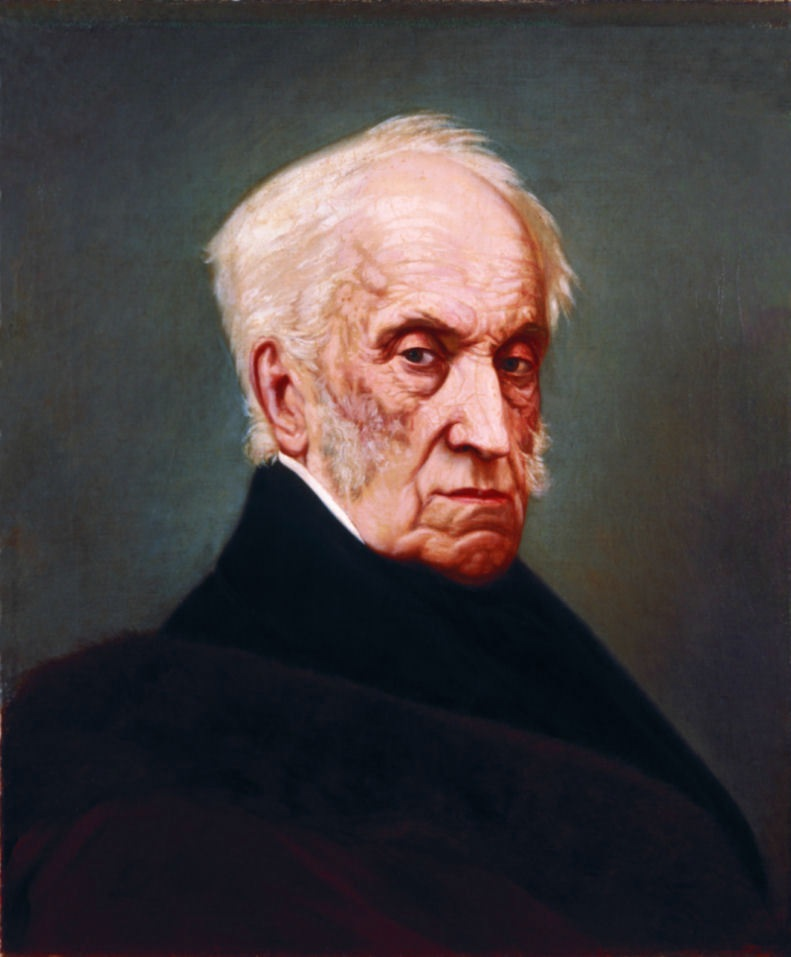
Adam Jerzy Czartoryski par Leon Kapliński.
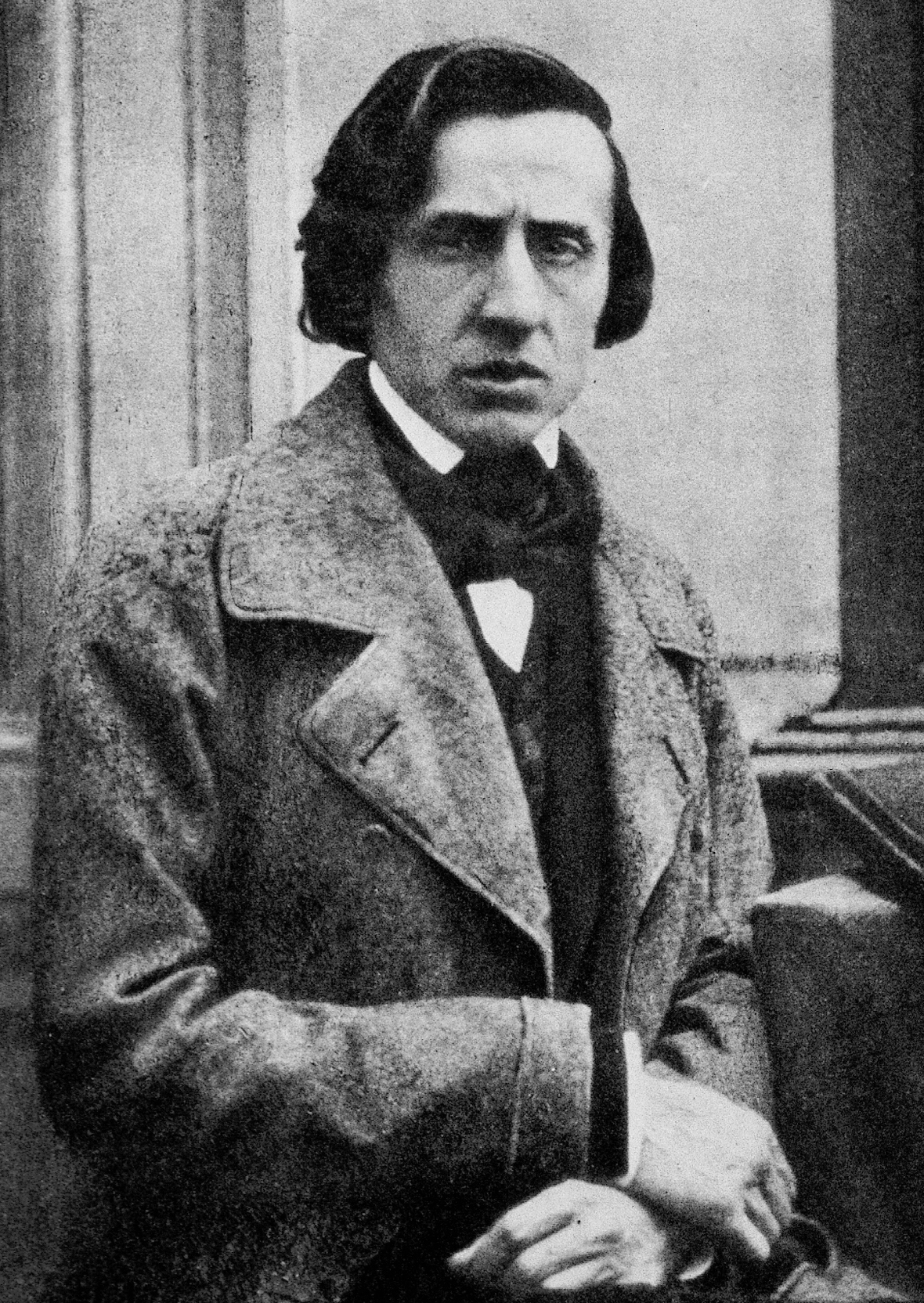
Frédéric Chopin, compositeur et pianiste (photo de 1849).
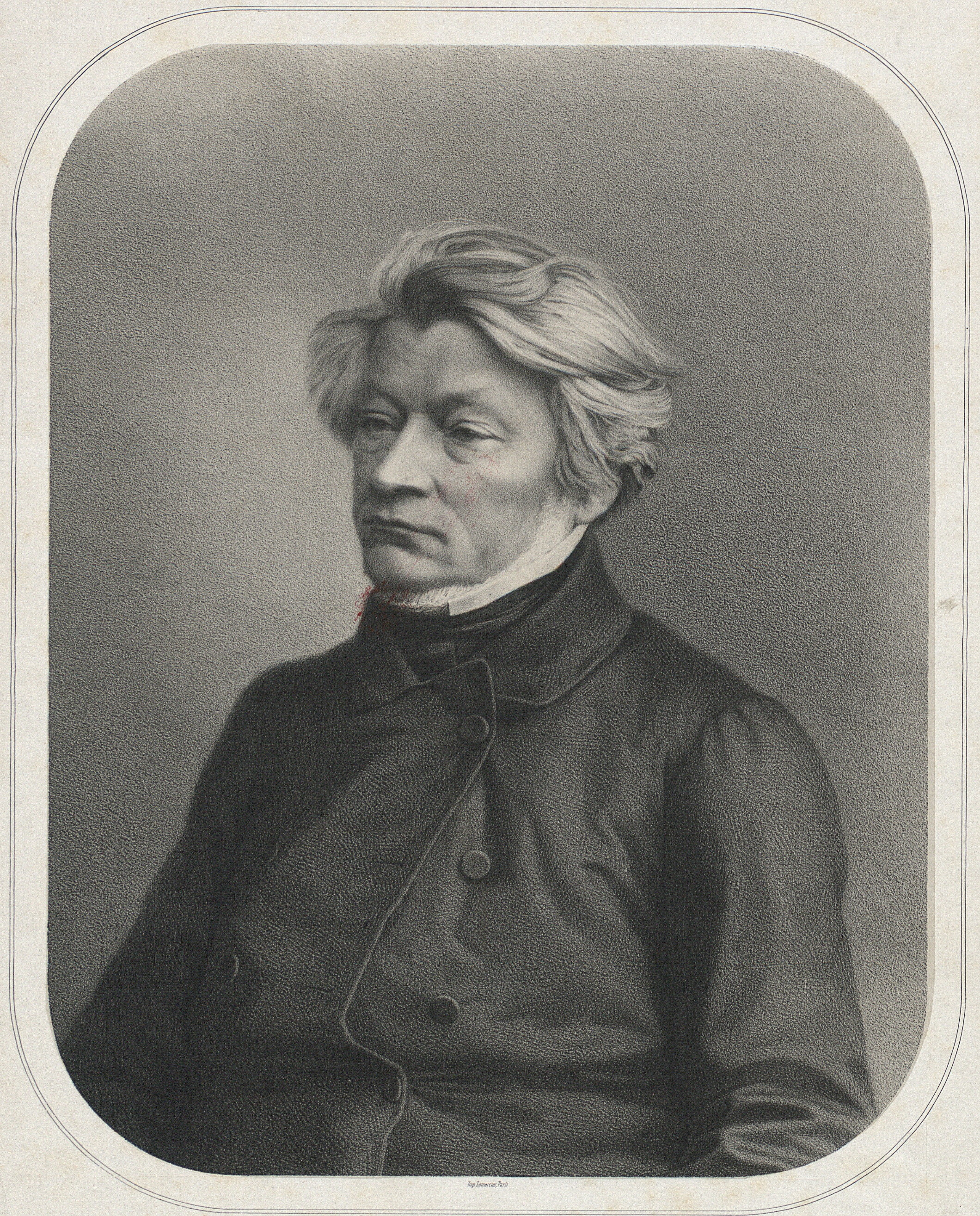
Adam Mickiewicz, poète romantique polonais, professeur au Collège de France.
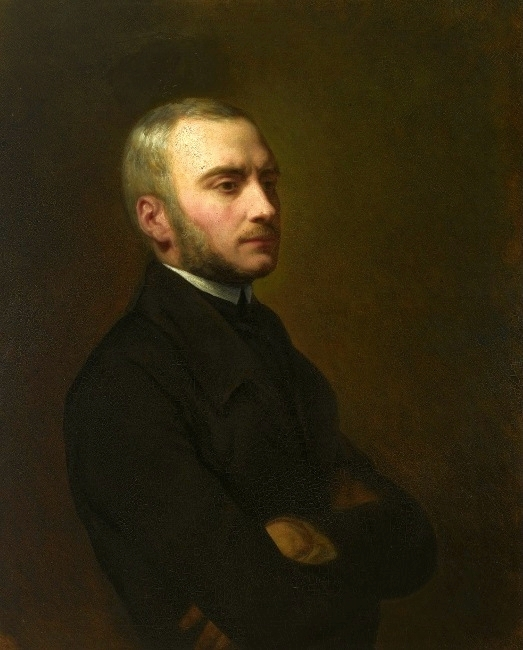
Zygmunt Krasiński, auteur romantique polonais.
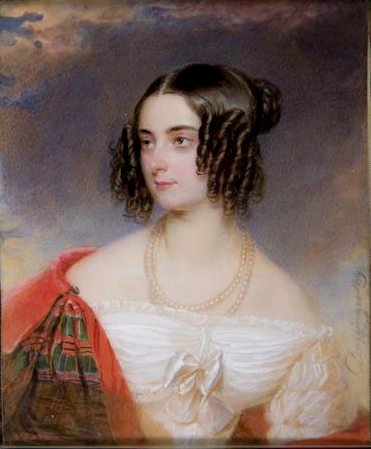
Delfina Potocka.
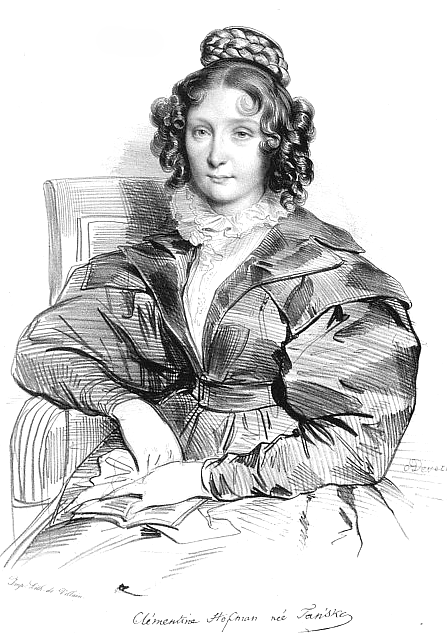
Klementyna Hoffmanowa.
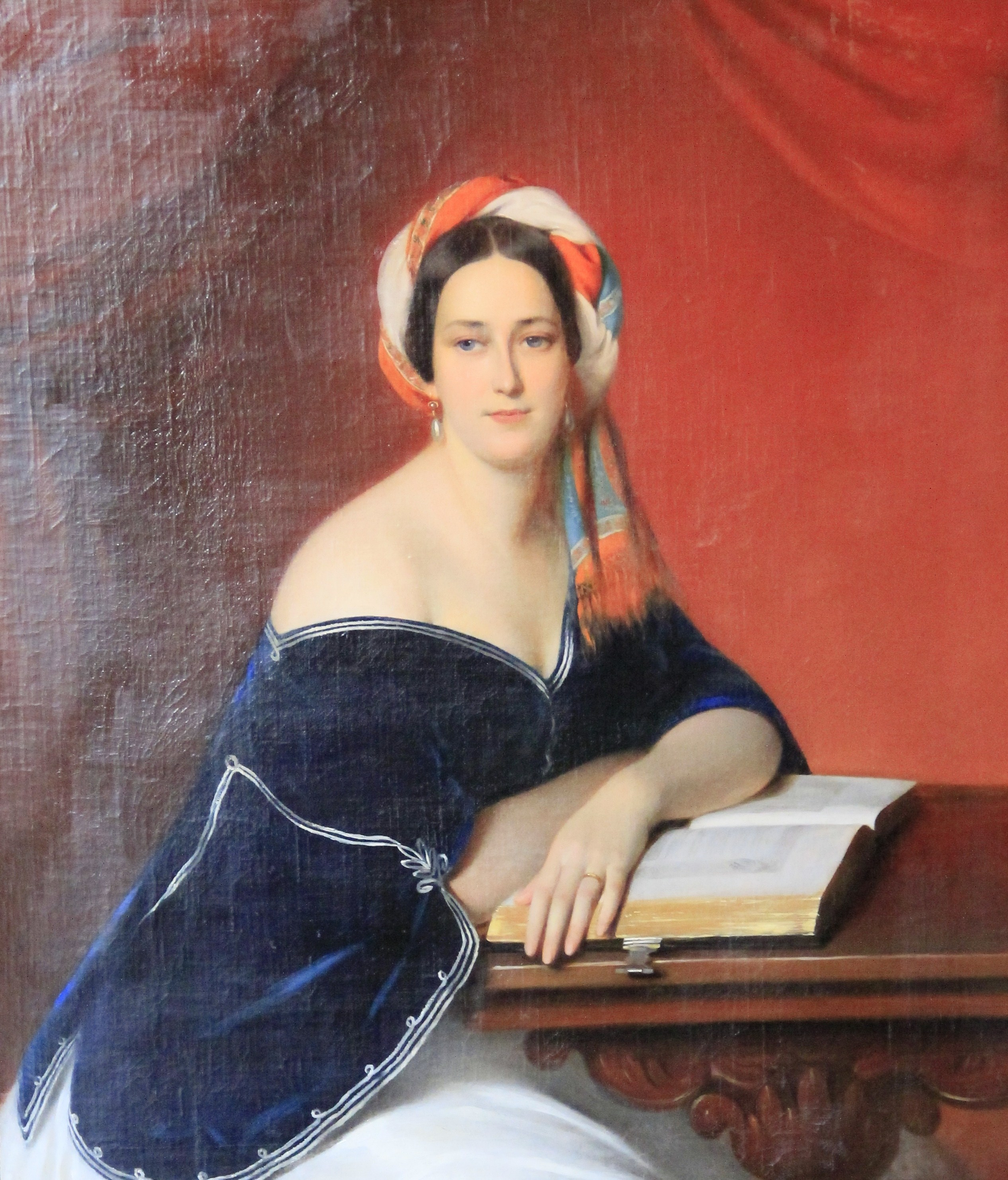
Emilia Potocka.
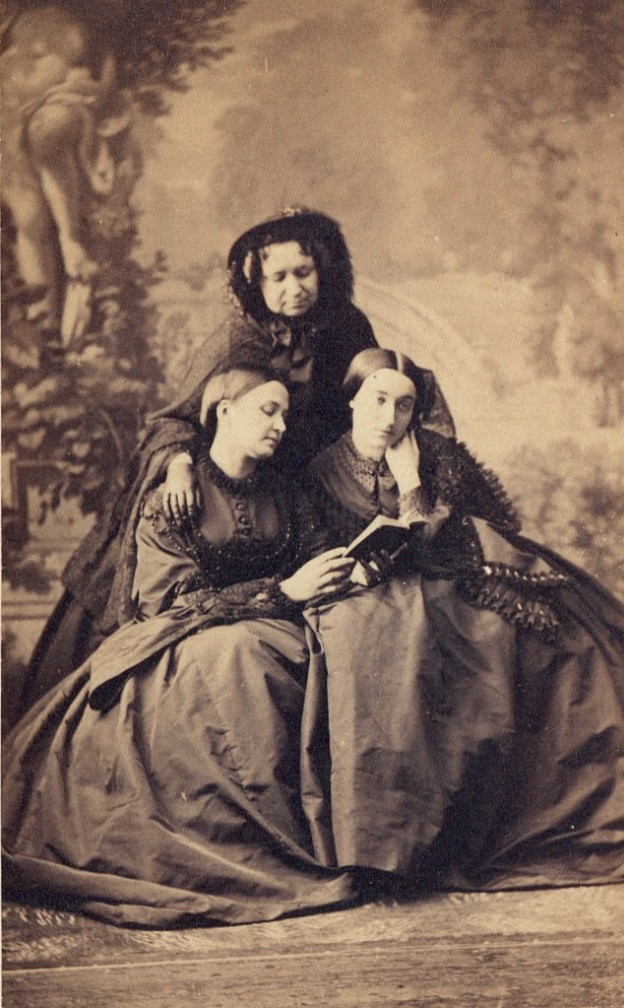
Anna Czartoryska née Sapieha avec sa fille Izabella Działyńska et sa belle-fille Maria née Grocholska.
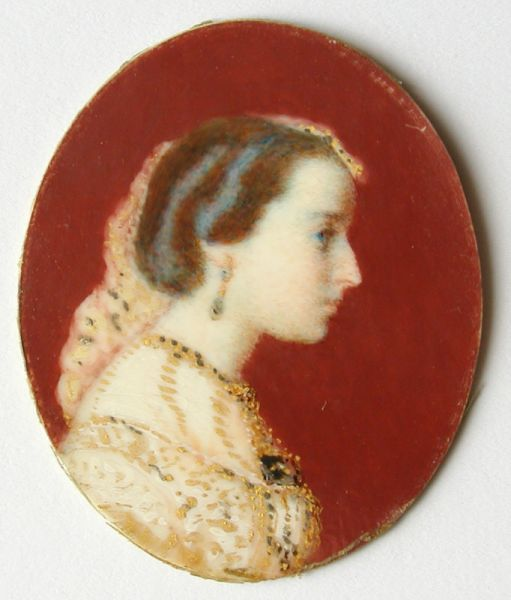
Izabella Działyńska par Teofil Kwiatkowski.
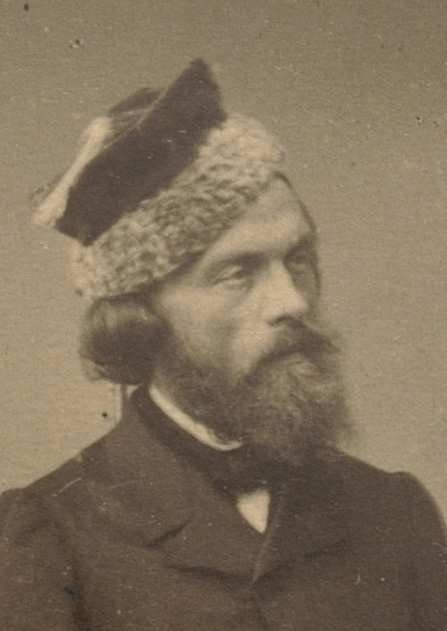
Cyprian Kamil Norwid.
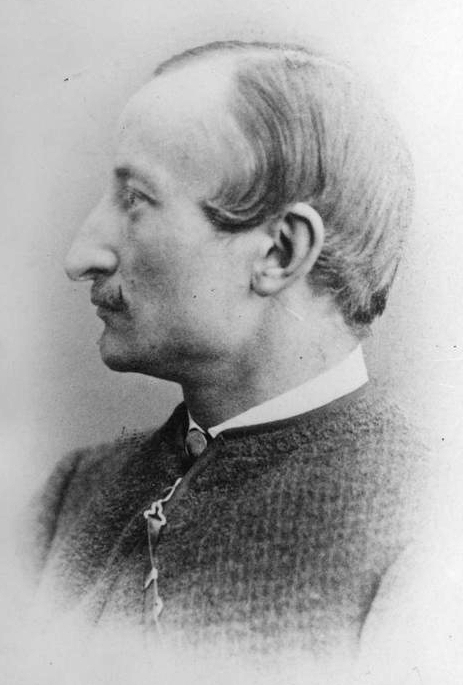
Artur Grottger - peintre.
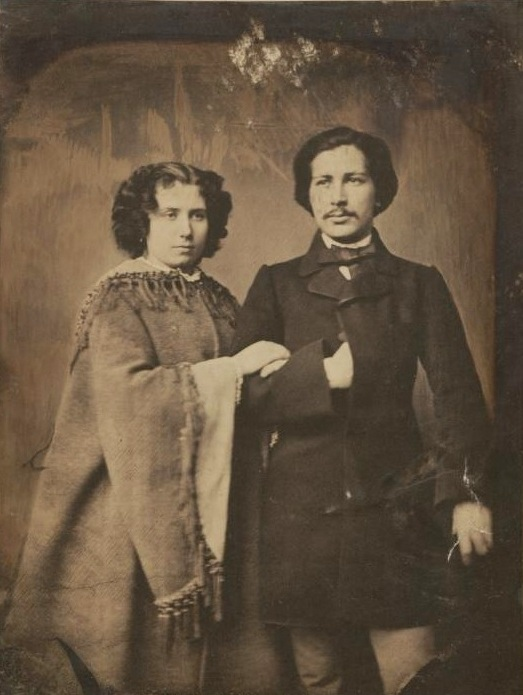
Le peintre Władysław Bakałowicz avec sa femme Wiktoryna.
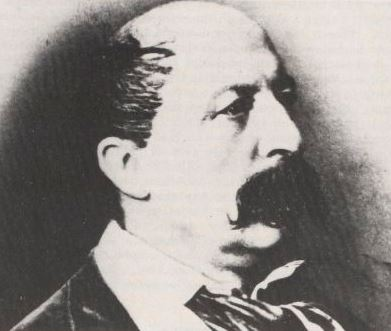
Franciszek Ksawery Branicki, fondateur du Crédit foncier de France..
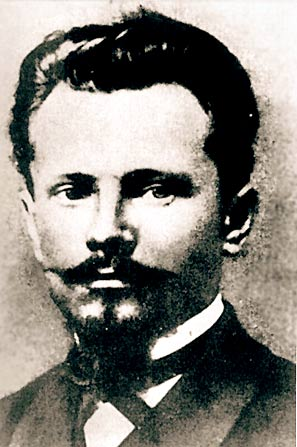
Jarosław Dąbrowski - défenseur de la Commune de Paris.
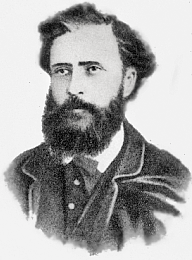
Walery Wróblewski.

### Fin duXIXesiècle
Une nouvelle vague d’immigration polonaise arrive en France vers la fin du XIXe siècle. Elle est composée d’artistes, d’étudiants et d’intellectuels. Aux côtés de sa plus illustre représentante Marie Skłodowska devenue Madame Curie, il convient de nommer le financier et inventeur Jan Józef Baranowski, l’homme politique Zygmunt Krzyżanowski (dit Sigismond Lacroix), le cofondateur du journal Le Temps Karol-Edmund Chojecki, l’ingénieur agronome et explorateur Jan Dybowski ou l’agronome et inventeur Pierre Skawinski.

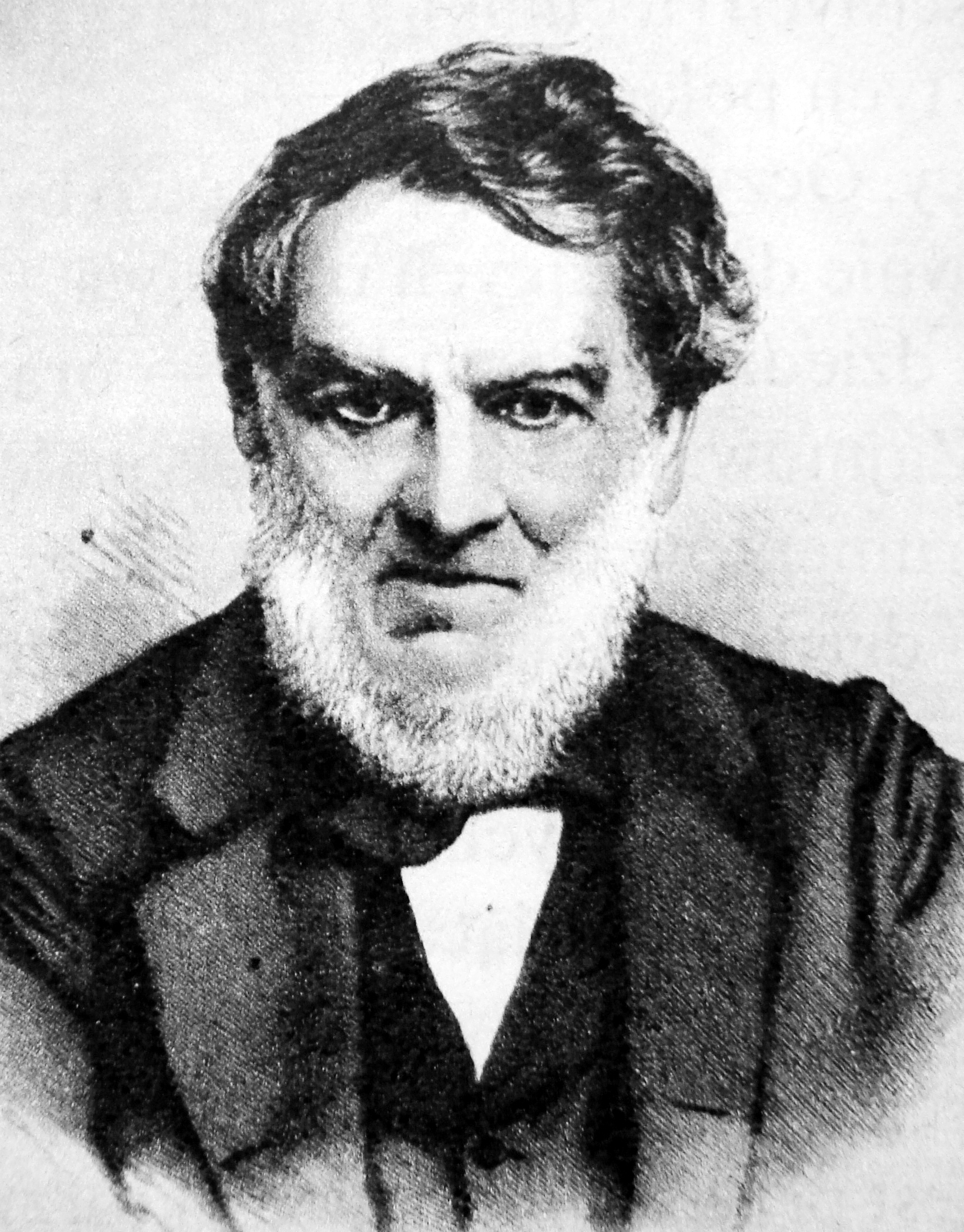
Jan Józef Baranowski.
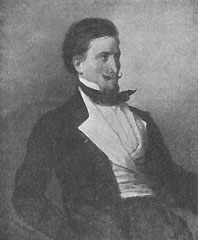
Karol-Edmund Chojecki.
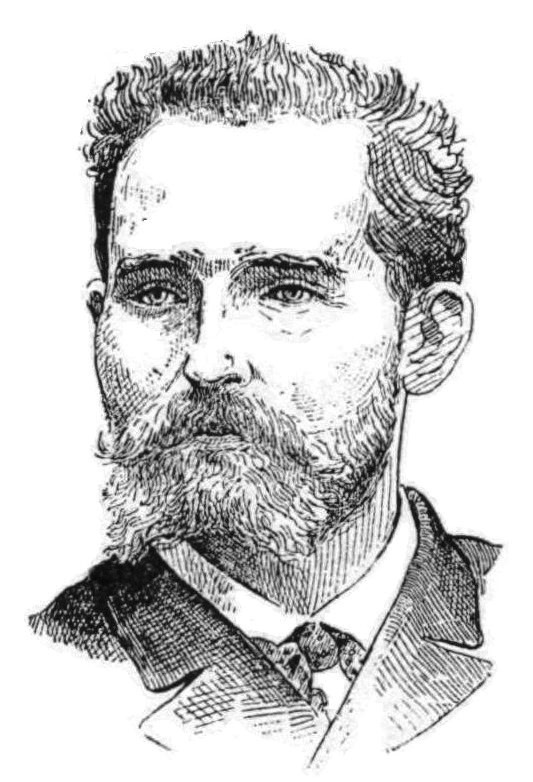
Zygmunt Krzyżanowski  (1885).
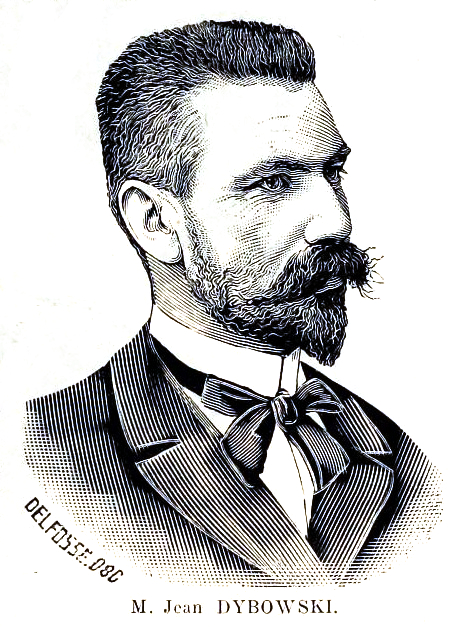
Jan Dybowski (1893).
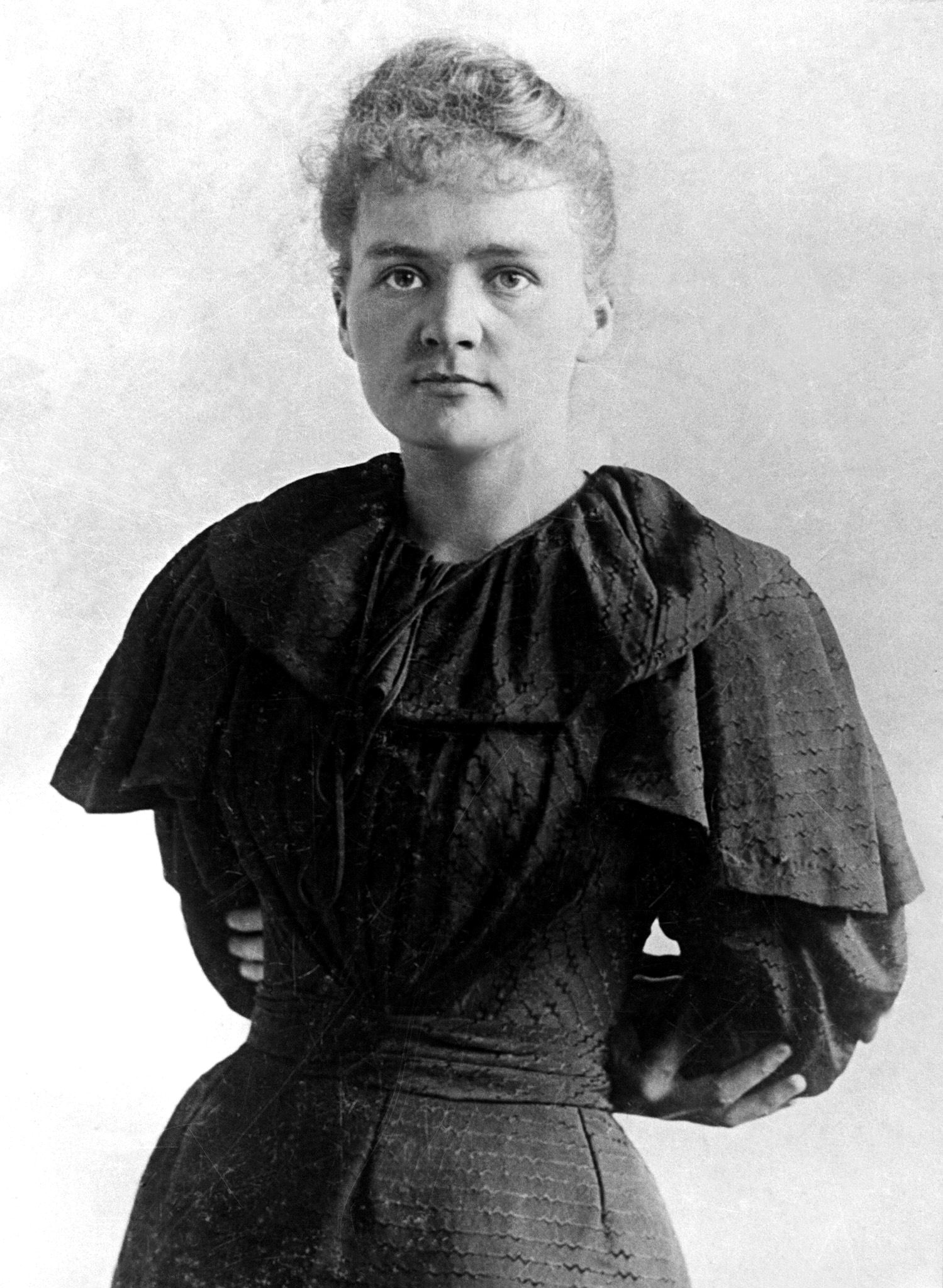
Maria Skłodowska (1895).
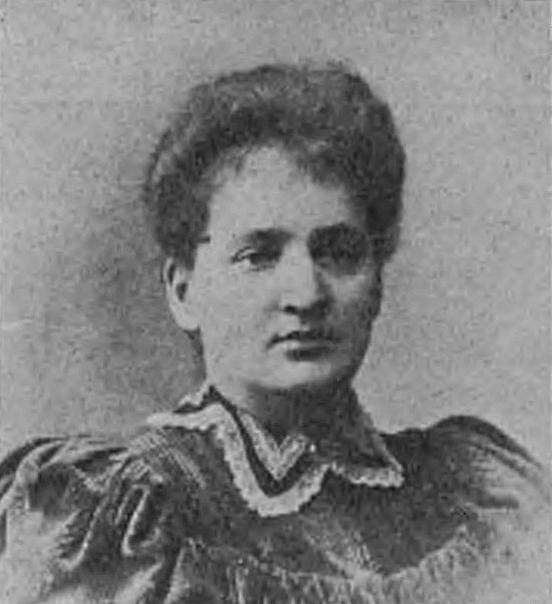
Bronisława Dłuska (1901).

#### Les artistes polonais en France
Les artistes polonais viennent en France d'abord pour fuir les représailles liées à leur participation aux mouvements indépendantistes. Ils partent aussi pour des raisons économiques : le marché de l'art reflète l'état du pays meurtri et ruiné par les partages, l'enseignement artistique est très limité et la plupart des écoles d'art sont fermées. Mais de cette première vague venue avec la Grande Emigration seuls Piotr Michałowski et Teofil Kwiatkowski réussissent à se faire connaitre en France. On peut également citer Cyprien Godebski, né de parents polonais réfugiés en France, qui mène une carrière artistique européenne brillante. Les autres artistes polonais, égarés et interdits de résider dans la capitale, se considèrent plus comme réfugiés politiques dont le premier devoir est de rallier la lutte pour l'indépendance de leur pays. La chute de l'insurrection de 1863, fait venir de Pologne une trentaine de nouveaux artistes dont Artur Grottger et Władysław Bakałowicz.
Ce n'est qu'à partir de 1880 que commence la ruée des artistes polonais vers Paris devenu au tournant du siècle une véritable capitale de l’art mondiale. Ils viennent pour étudier, travaillent et séjournent plusieurs mois voire plusieurs années dans la capitale française. La plupart retournent ensuite en Pologne comme Henryk Rodakowski, Juliusz Kossak, Józef Pankiewicz, Leon Kapliński ou Józef Brandt. En 1896, ils sont déjà une trentaine à exposer dans les Salons parisiens. Olga Boznańska et Władysław Ślewiński sont les doyens de cette génération.
Mela Muter arrive à Paris en 1901. Moïse Kisling commence ses études artistiques à l'Académie des Beaux-Arts de Cracovie puis part pour Paris en 1910 sur les conseils de son professeur, Józef Pankiewicz. Eugène Zak et Roman Kramsztyk, cofondateurs du groupe Rythme, s'installent définitivement à Paris en 1922. Le poète polonais Leopold Zborowski qui vient étudier à Paris juste avant la Grande Guerre, vend, pour subsister, des livres, des estampes et des tableaux. Au fil du temps, il devient l'un des marchands parisiens les plus influents et devient ami et mécène d'Amadeo Modigliani. Sa femme, Anna Zborowska est l'un des modèles préférés de cet artiste.

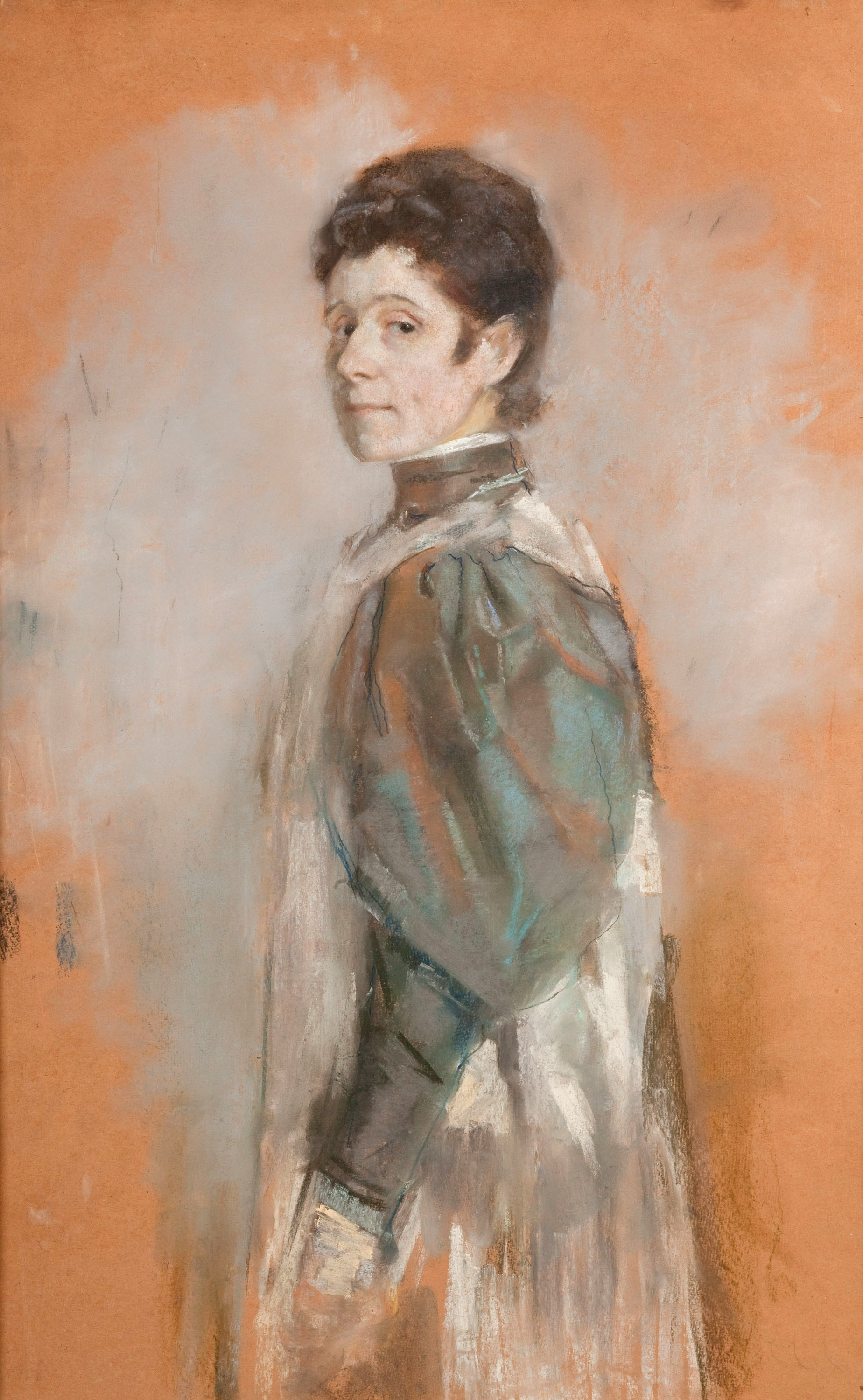
Olga Boznańska.
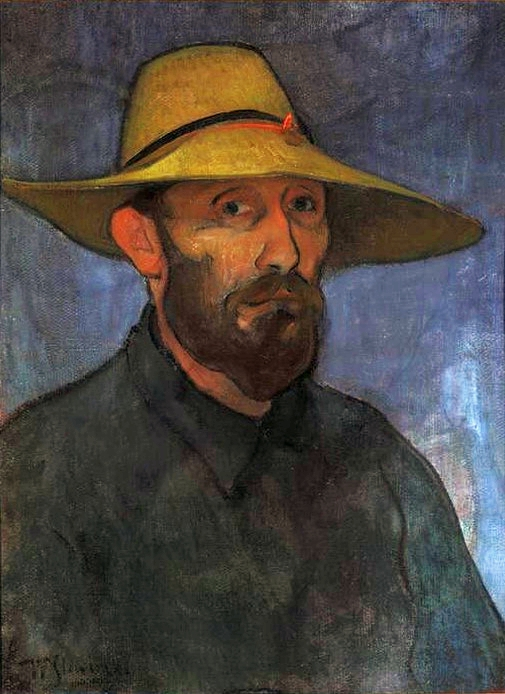
Władysław Ślewiński.
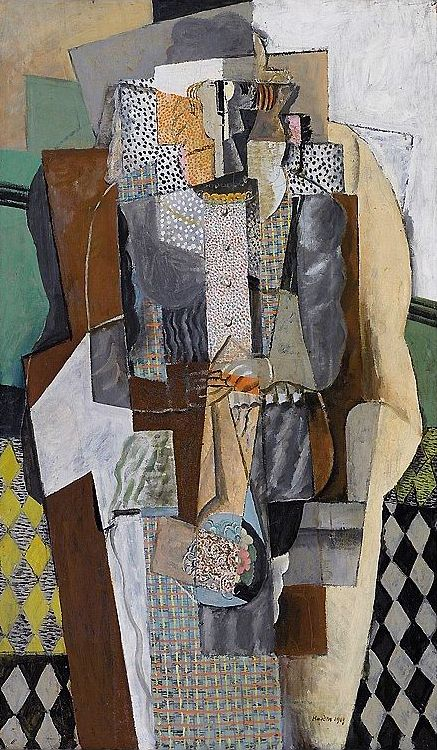
Henri Hayden.
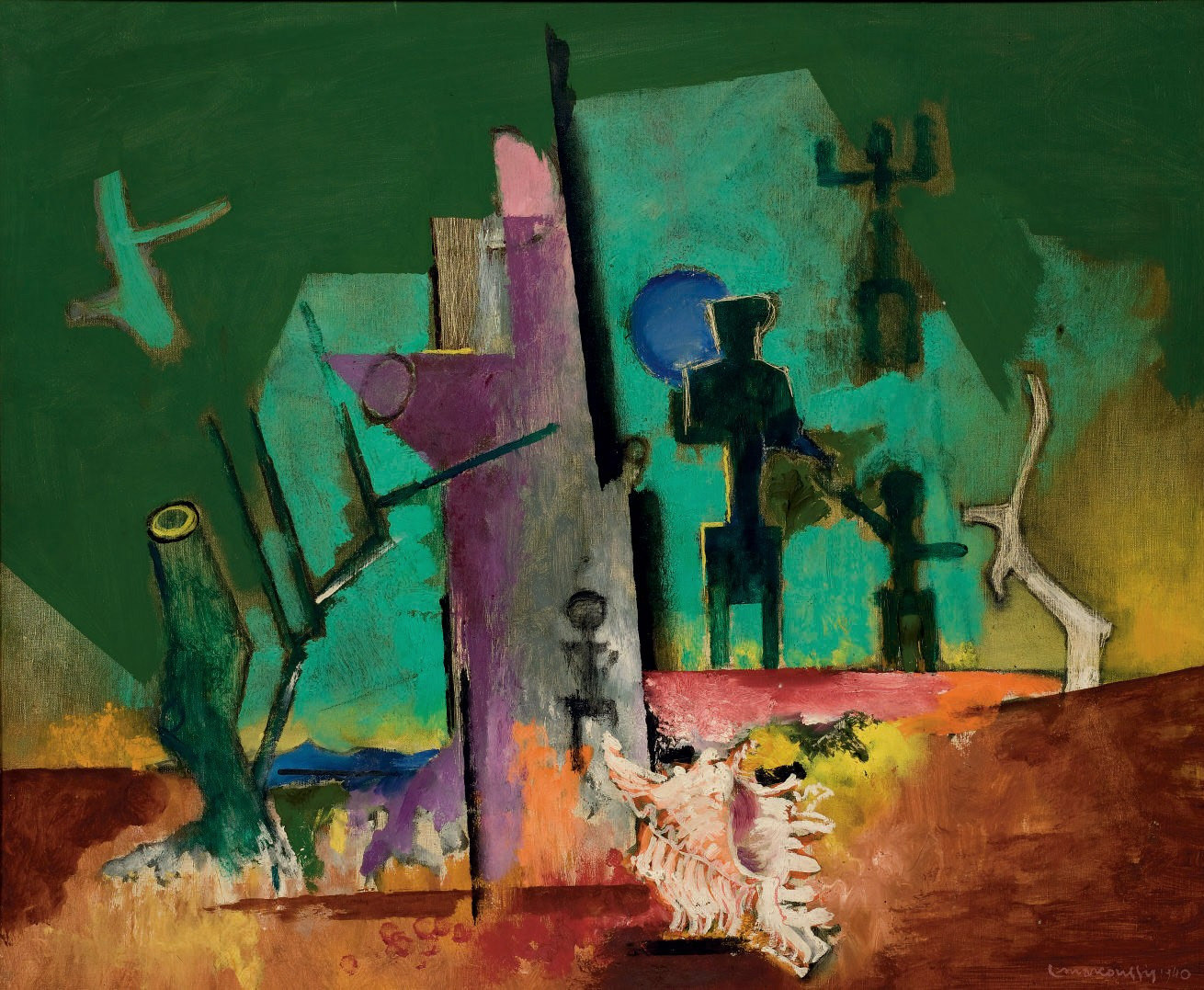
Louis Marcoussis.
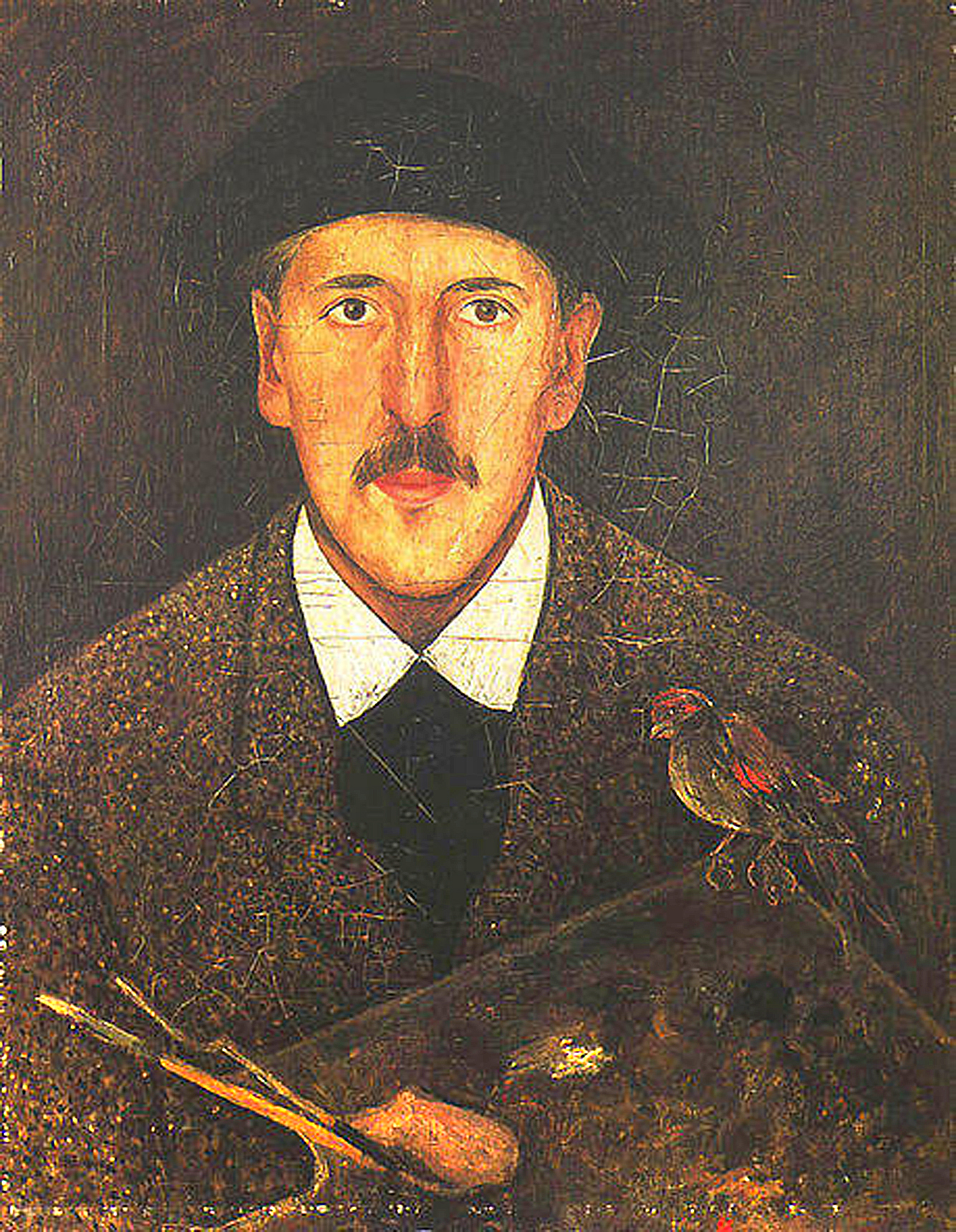
Tadeusz Makowski.
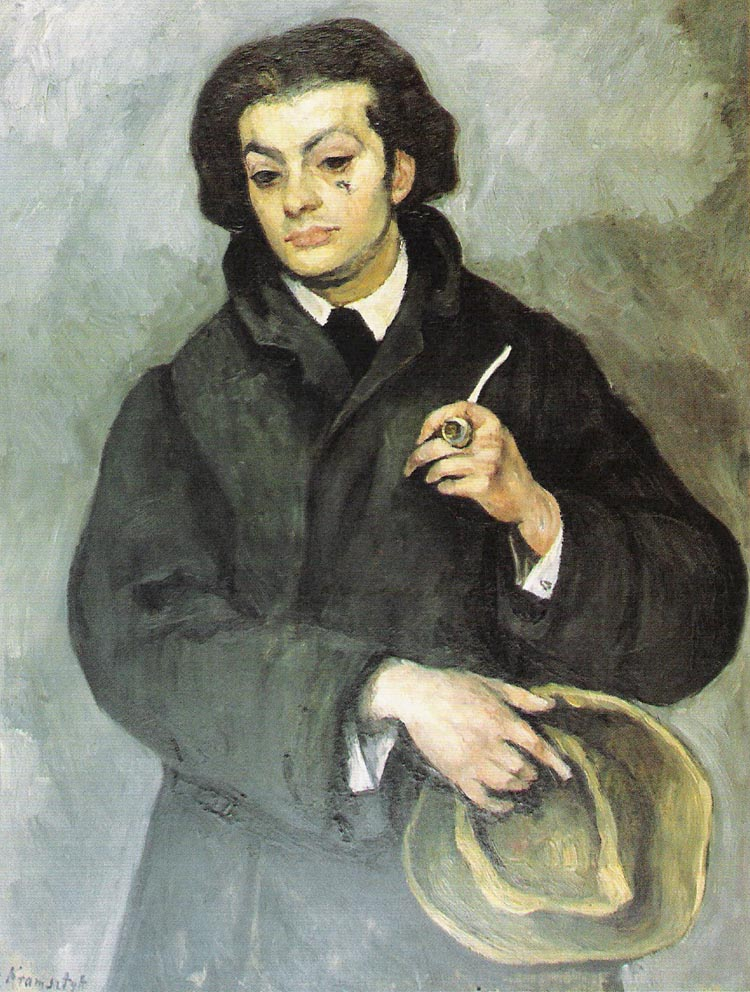
Moise Kisling.
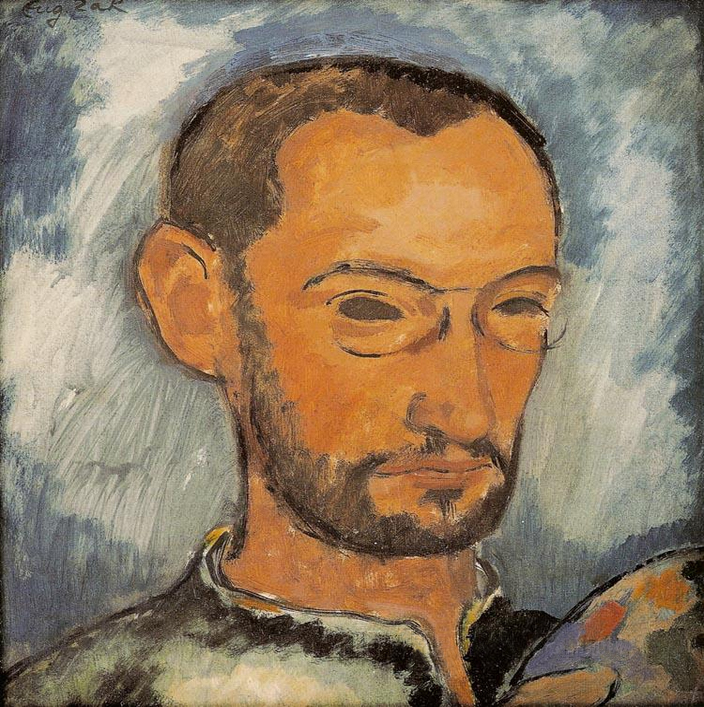
Portrait de Roman Kramsztyk par Eugeniusz Zak.
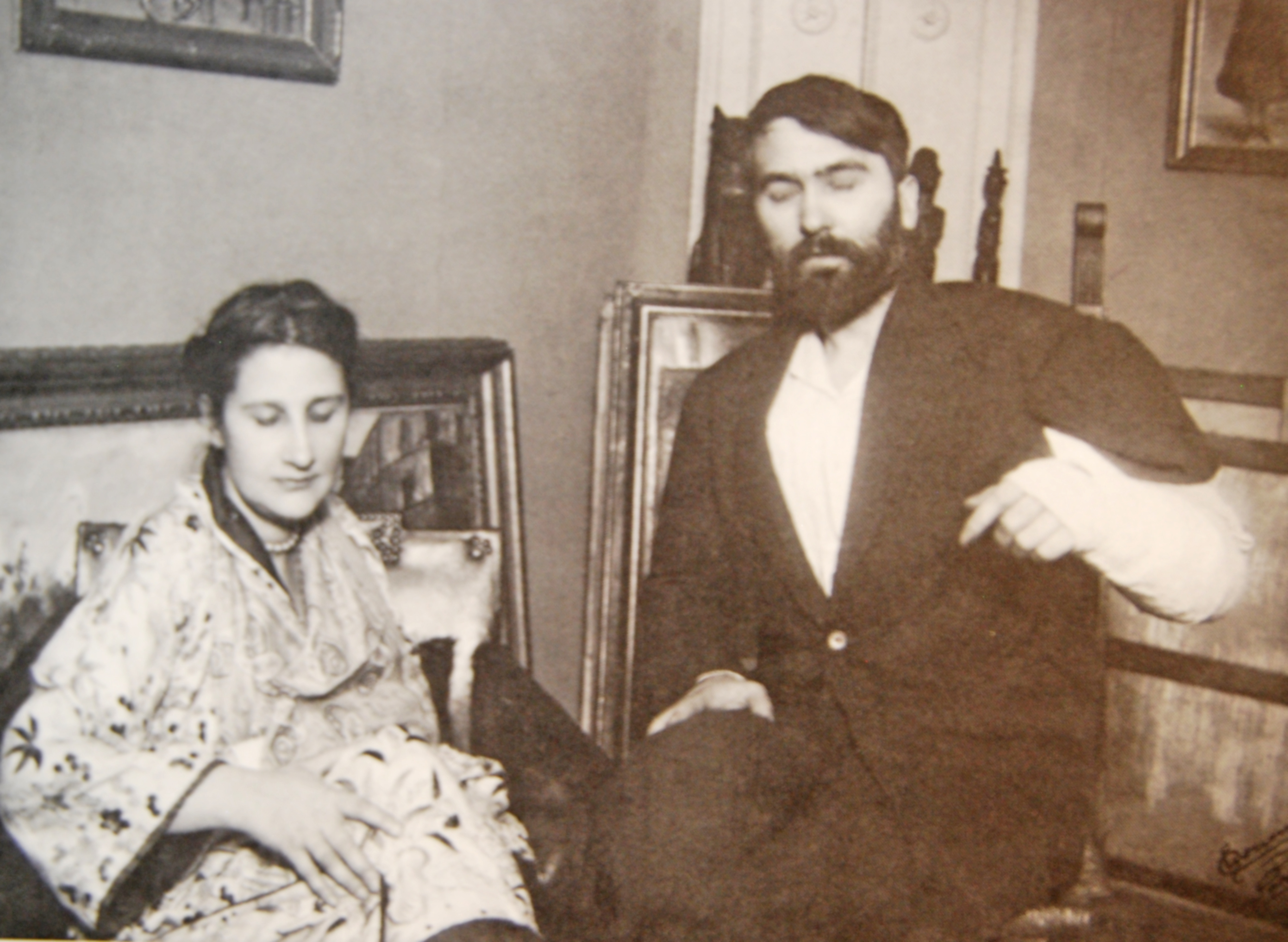
Anna et Leopold Zborowski (1919).

#### Début de la migration économique
Après la dépression économique de 1873-1896, la France connait une période de croissance, qualifiée a posteriori de « Belle Époque ». Mais elle manque de main-d'œuvre, notamment dans l’agriculture, à cause de l'exode rural vers les villes.
La première initiative de faire venir des ouvriers agricoles de Pologne vient de la « Société polonaise d'émigration » sise à Cracovie qui ouvre un bureau à Soissons, puis à Nancy, avec une succursale à Paris. Il s’agit de faire venir des ouvriers saisonniers à qui l’on fait signer un contrat pour les mois d’avril à octobre. Ils arrivent groupés, sont encadrés, puis retournent au pays. De 1908 à 1914, quelques milliers de jeunes gens, garçons et filles, s’engagent pour les travaux dans les champs dans ces conditions. Leur nombre est estimé à 10 000 personnes, répartis dans les départements agricoles français mais cette première expérience ne donne pas de bons résultats : obstacle de la langue, habitudes de travail différentes et un temps de présence trop bref pour s’adapter. Pour aider ces émigrés à rester en contact avec leurs familles en Pologne et à accéder à la pastorale polonaise, la princesse Maria Zamoyska fonde en 1908 dans sa demeure de l'hôtel Lambert au 6 quai d'Orléans à Paris une œuvre nommée « Office pour la protection des travailleurs polonais ».
Une première petite vague de mineurs polonais arrive en France en 1909. Ce sont des spécialistes de l'extraction du charbon, recrutés par les compagnies minières du Nord et du Pas-de-Calais (les compagnies de Vicoigne, de Nœux, de Drocourt, d'Aniche et d'Anzin) parmi les Polonais installés en grand nombre dans le bassin minier de la Ruhr en Allemagne (d'où leur surnom français de « Westphaliens »). En 1912, on dénombre 2 000 Polonais (femmes et enfants compris) dans le bassin minier du Nord-Pas-de-Calais, dont 620 employés dans les mines.
À la veille de la Première Guerre mondiale, l’immigration économique polonaise est encore fort modeste et elle ne dépasse pas 10 000 personnes.

### Armée polonaise en France pendant la Première Guerre mondiale

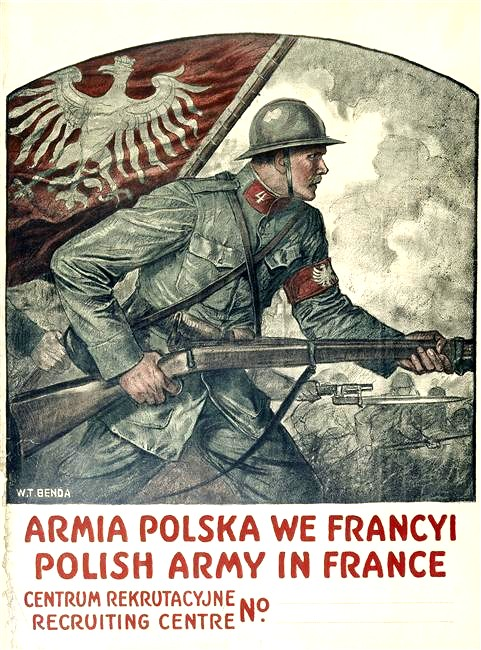
Affiche de Władysław Benda pour le recrutement de volontaires polonais se trouvant aux États-Unis.

Pendant la Première Guerre mondiale, pour protéger la main-d'œuvre bien formée de l'occupation et des combats, on évacue les mineurs polonais vers les mines plus au sud (à Roche-la-Molière, autour de Decazeville, de Saint-Étienne ou d'Alès).
Ces Polonais originaires de l'Empire allemand ou d'Autriche-Hongrie souffrent des réactions xénophobes de la part des Français. En 1914, l'Office pour la protection des travailleurs polonais de Maria Zamoyska (pl) change de nom pour la « Protection polonaise » et élargit son champ d'action afin de secourir ses compatriotes dans la détresse, notamment des prisonniers de guerre polonais enrôlés de force dans les armées allemandes et autrichiennes.
Dans le même temps, dès août 1914, le Comité des volontaires polonais est créé à Paris pour encourager les engagements des Polonais de France dans l'armée française. Toutefois, l’alliance franco-russe rend impossible la création d'une telle force et les Polonais ne peuvent qu'être versés à la Légion étrangère, d'abord dans les 2e et 3e régiments de marche du 1er RE. Le premier détachement formé de légionnaires polonais est vite appelé la Légion des Bayonnais du nom de la ville où ils se sont regroupés. L'idée de regrouper les Polonais au sein de la même unité est également vite abandonnée à la suite de l'intervention de l'ambassadeur de Russie à Paris. Ces soldats montent au front au printemps 1915 et sont engagés en Champagne, en Picardie, puis en Artois.
Ce n'est qu'après la révolution russe et le renversement du tsar que les volontaires polonais peuvent former une armée polonaise autonome. Surnommée l'Armée bleue à cause de la couleur de ses uniformes, elle est née par un arrêté présidentiel du 4 juin 1917 et organisé sur le sol français par le général Louis Archinard. Il est chef de la mission militaire franco-polonaise installée à Paris, 4 rue de Chanaleilles, l’organe délégué du gouvernement français auprès du Comité national polonais dirigé par Roman Dmowski. En effet, à partir de septembre 1917, le Comité formé dès 1914 en Russie et installé à partir d'août 1917 à Lausanne, est finalement reconnu par les Français comme le gouvernement provisoire polonais en exil. Il s'installe alors à Paris et prend la direction de l'armée polonaise placée alors sous le commandement du général Józef Haller d'où un autre surnom de cette formation : l'Armée Haller.
La mission militaire franco-polonaise est composée, en août 1917, du cabinet du général chef de mission, de l’état-major qui comprend un service du courrier-quartier général, un 1er bureau et un 2e bureau alors en formation, de la prévôté, du service de l’intendance, du service de santé, du service des affaires civiles, ainsi que de chargés de mission spéciale. En décembre 1917, est créé un 3e bureau. Cette mission sera dissoute par décision ministérielle du 15 juillet 1919.
En janvier 1918 est constitué le 1er régiment de chasseurs polonais, grossi par l'arrivée de volontaires polonais venus des États-Unis, et le recrutement de 1 500 prisonniers de guerre allemands d'origine polonaise, qui avaient été enrôlés de force dans les armées des occupants de leur pays. Les Polonais sont équipés en uniformes, armes et casques français, mais ils ont des drapeaux, couvre-chefs et insignes distinctifs polonais. Leur brigade est sous l'autorité française, l'organisation et le règlement sont français, mais les ordres sont donnés en polonais.
À partir de juillet 1918, les unités polonaises sont engagées sur le front de Champagne, puis dans les Vosges et en Lorraine.

### L'indépendance de la Pologne et la mission militaire française en Pologne
Le 11 novembre 1918, Józef Piłsudski prend les pleins pouvoirs à Varsovie et nomme le Premier ministre qui organise les élections en janvier 1919. Les femmes y obtiennent le droit de vote et se font élire. En février 1919, la nouvelle Pologne se dote de la première constitution. Sa souveraineté est confirmée par les clauses du traité de Versailles le 28 juin 1919, signé au nom de la Pologne par son Premier ministre et ministre des Affaires étrangères Ignacy Paderewski. Le Comité national polonais reconnait le gouvernement de Paderewski et s'autodissout.
Le 4 avril 1919, Eugène Pralon, nommé envoyé extraordinaire et ministre plénipotentiaire de la République française, présente au chef de l'État polonais, Józef Piłsudski, ses lettres de créance signées par le président de la République française Raymond Poincaré. Cet acte marque le rétablissement des relations diplomatiques entre la France et la Pologne, après que cette dernière a officiellement recouvré son indépendance. À la suite de la déclaration de la Diète polonaise du 27 mars 1919 et de l’accord du 25 avril 1919 entre les gouvernements français et polonais au sujet du haut-commandement français auprès de l'Armée polonaise, est créée la mission militaire française en Pologne. Cette mission placée auprès du général Pilsudski, chef du gouvernement polonais, commandant en chef de l'Armée polonaise, est chargée d’incorporer l’armée Haller dans les structures de l’Armée polonaise, d’élaborer les règlements militaires, d’organiser et d’instruire l’armée polonaise nouvellement créée et d’« aider l'État polonais à se constituer librement à l’abri des interventions extérieures ennemies qui pourraient se produire sur ses frontières » .
La mission joue un rôle important au cours de la guerre soviéto-polonaise de 1920 et apporte une importante aide logistique. Cette mission, à laquelle participe le jeune capitaine de Gaulle, est commandée successivement par les généraux : Henrys (avril 1919-octobre 1920), Niessel (octobre 1920-décembre 1921), Dupont (décembre 1921-1926), Charpy (1926-février 1928) et Denain (1928-1931), et par le colonel Prioux (1932).

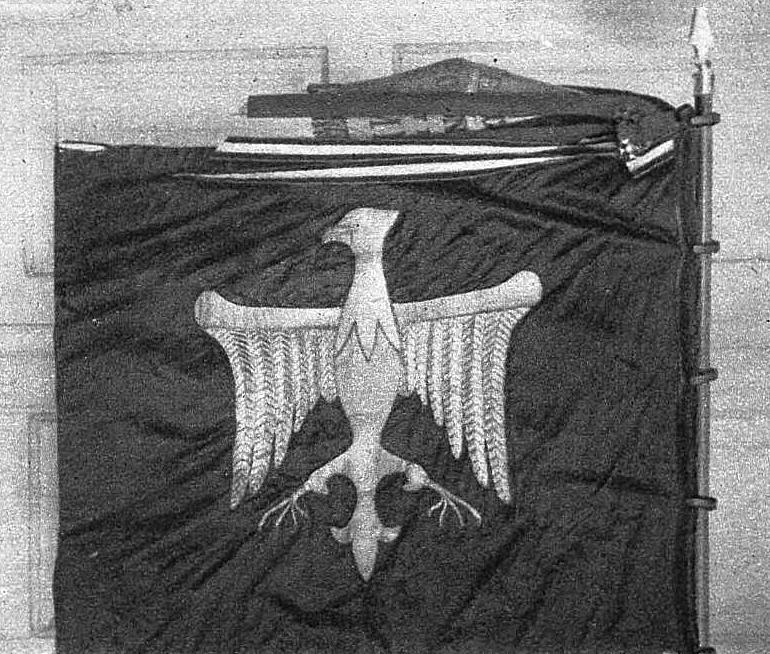
La bannière de la Légion des Bayonnais conçue par Xawery Dunikowski (volontaire lui-même) et Jan Żyznowski.
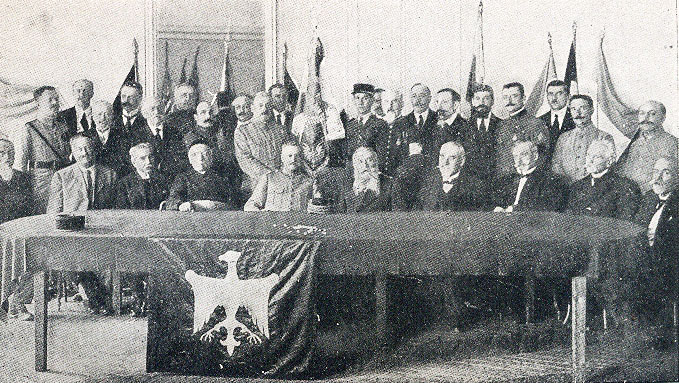
La nouvelle bannière de la légion des Bayonnais est présentée au Comité des volontaires polonais, 1914.
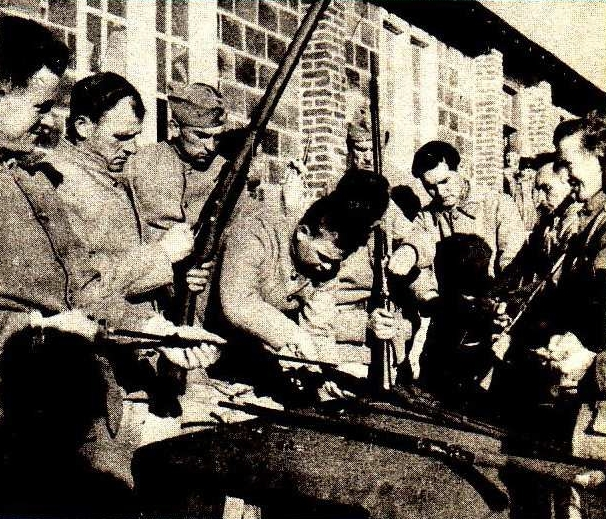
Armée polonaise en France.
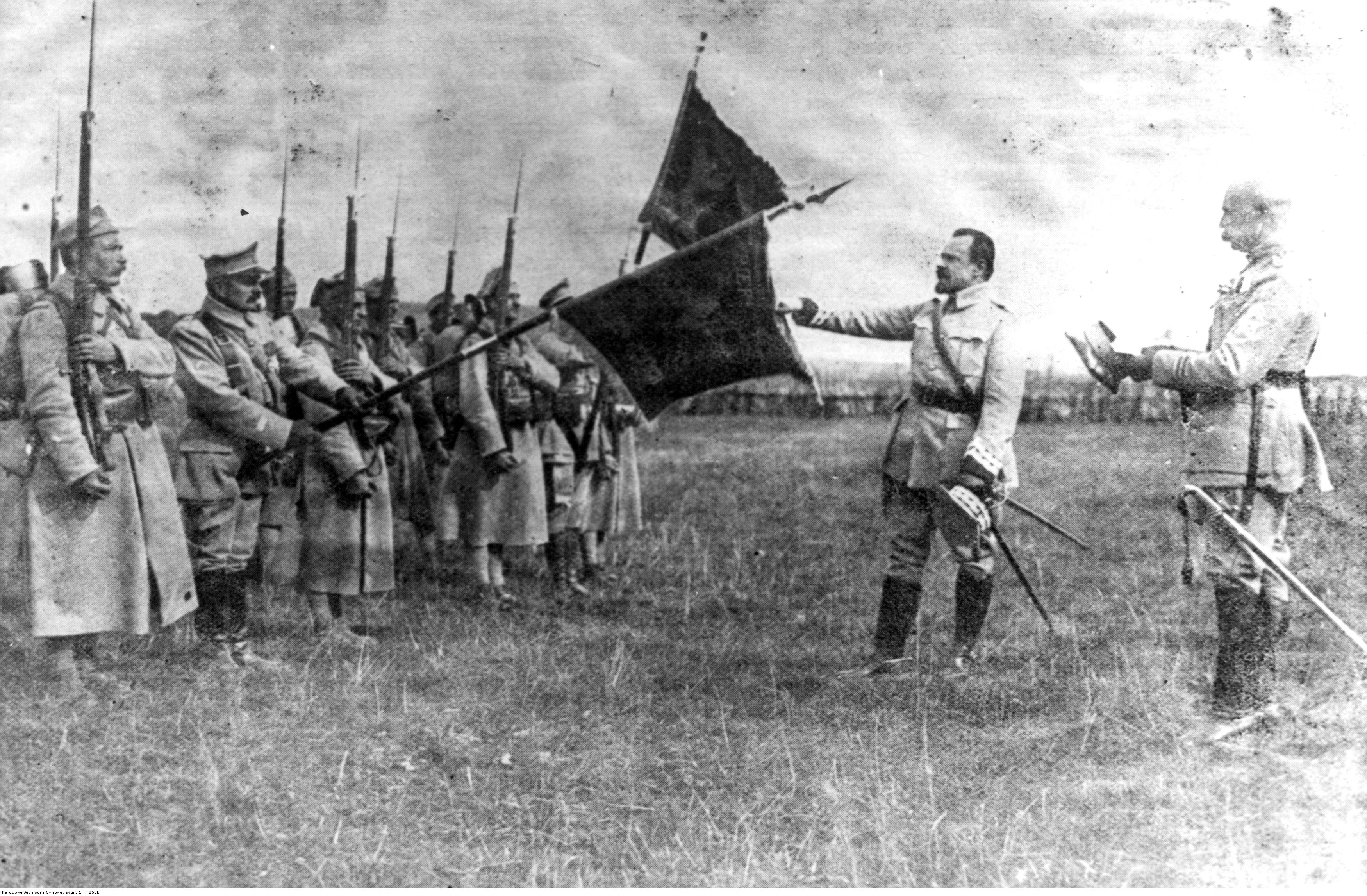
Armée polonaise en France, le général Józef Haller prête serment en tant que commandant en chef, 1918.
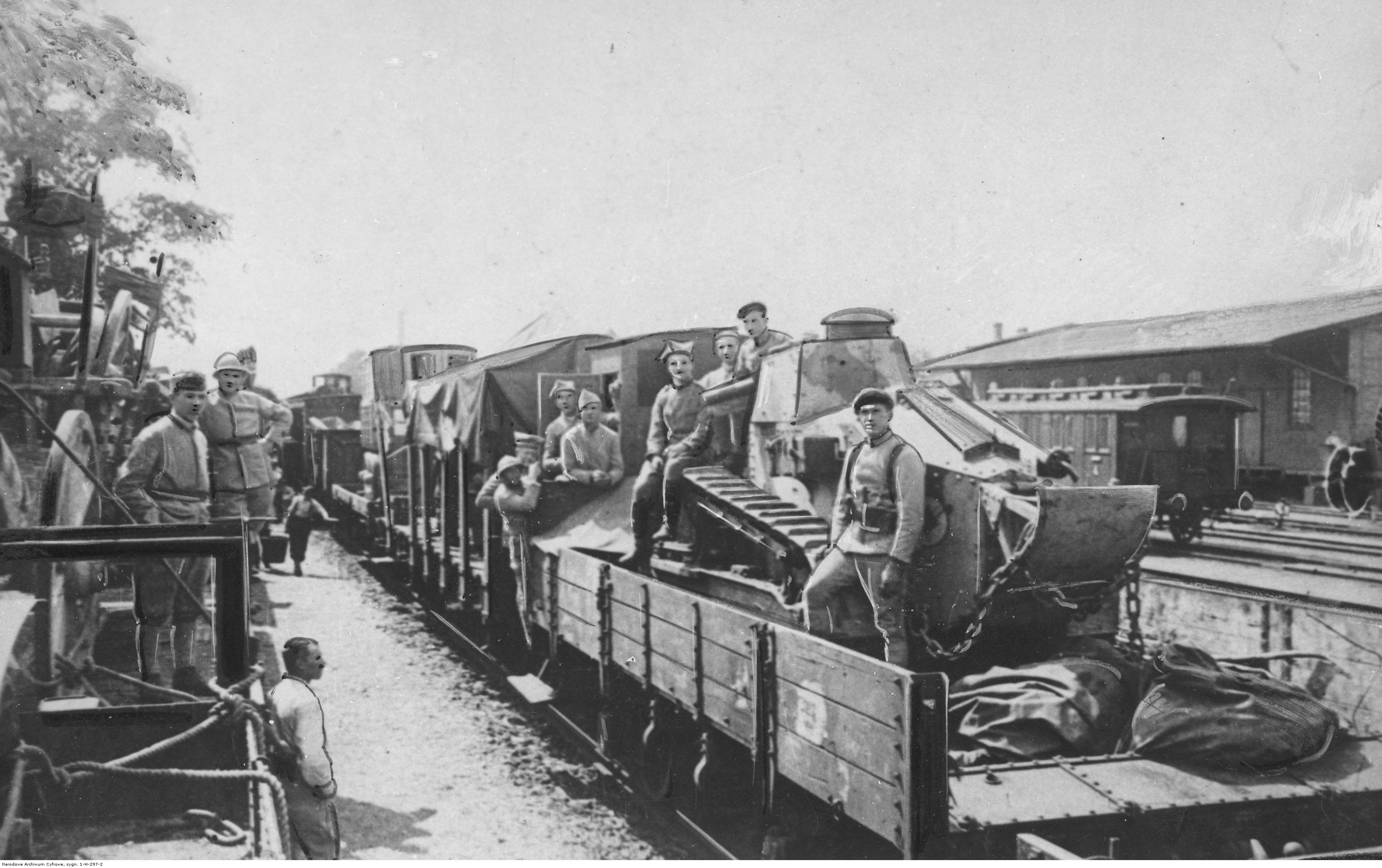
Transport des troupes de l'armée du général Haller de la France vers la Pologne - char Renault FT-17.
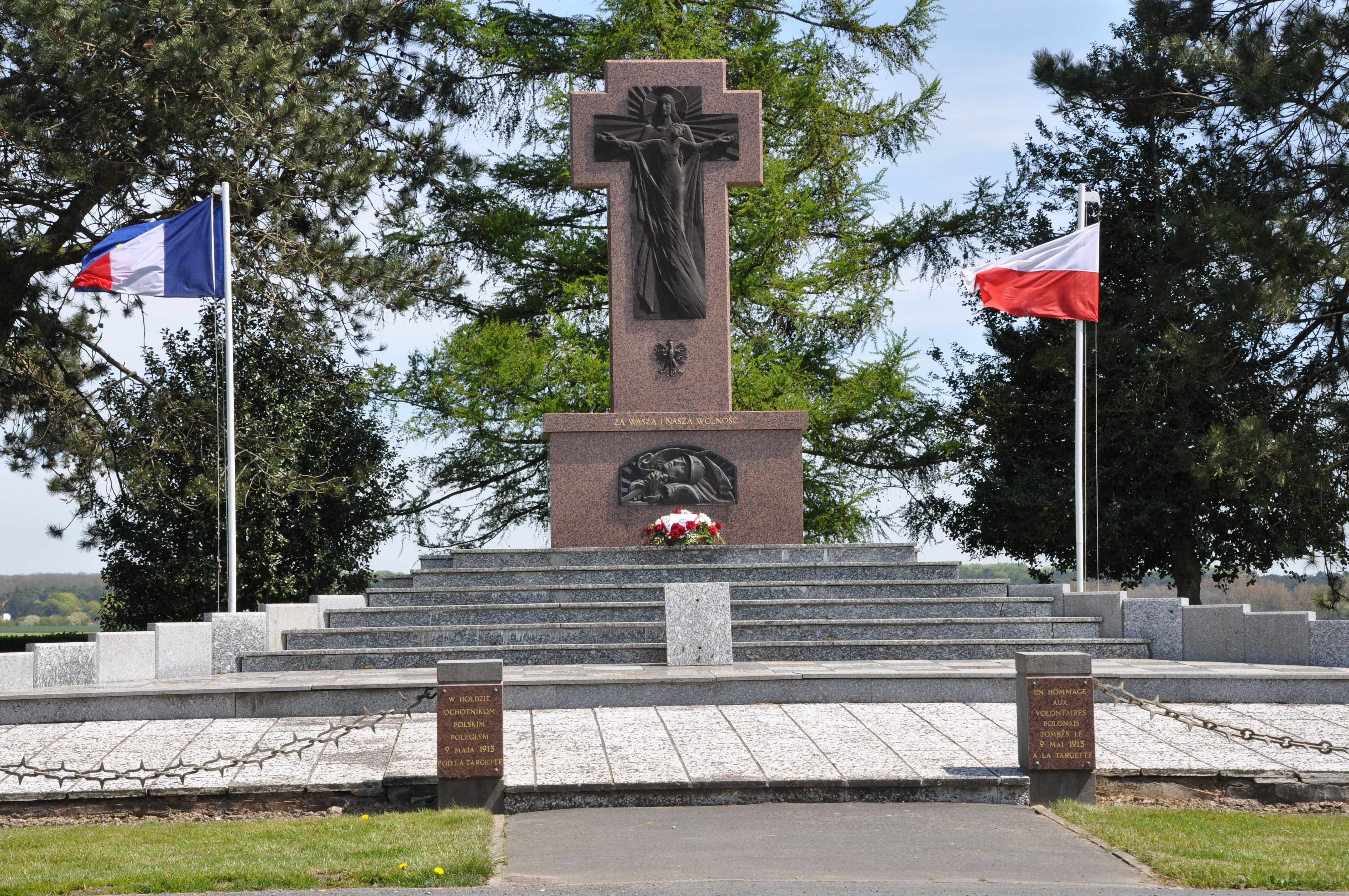
Mémorial aux volontaires polonais tombés à La Targette le 9 mai 1915, Neuville-Saint-Vaast.
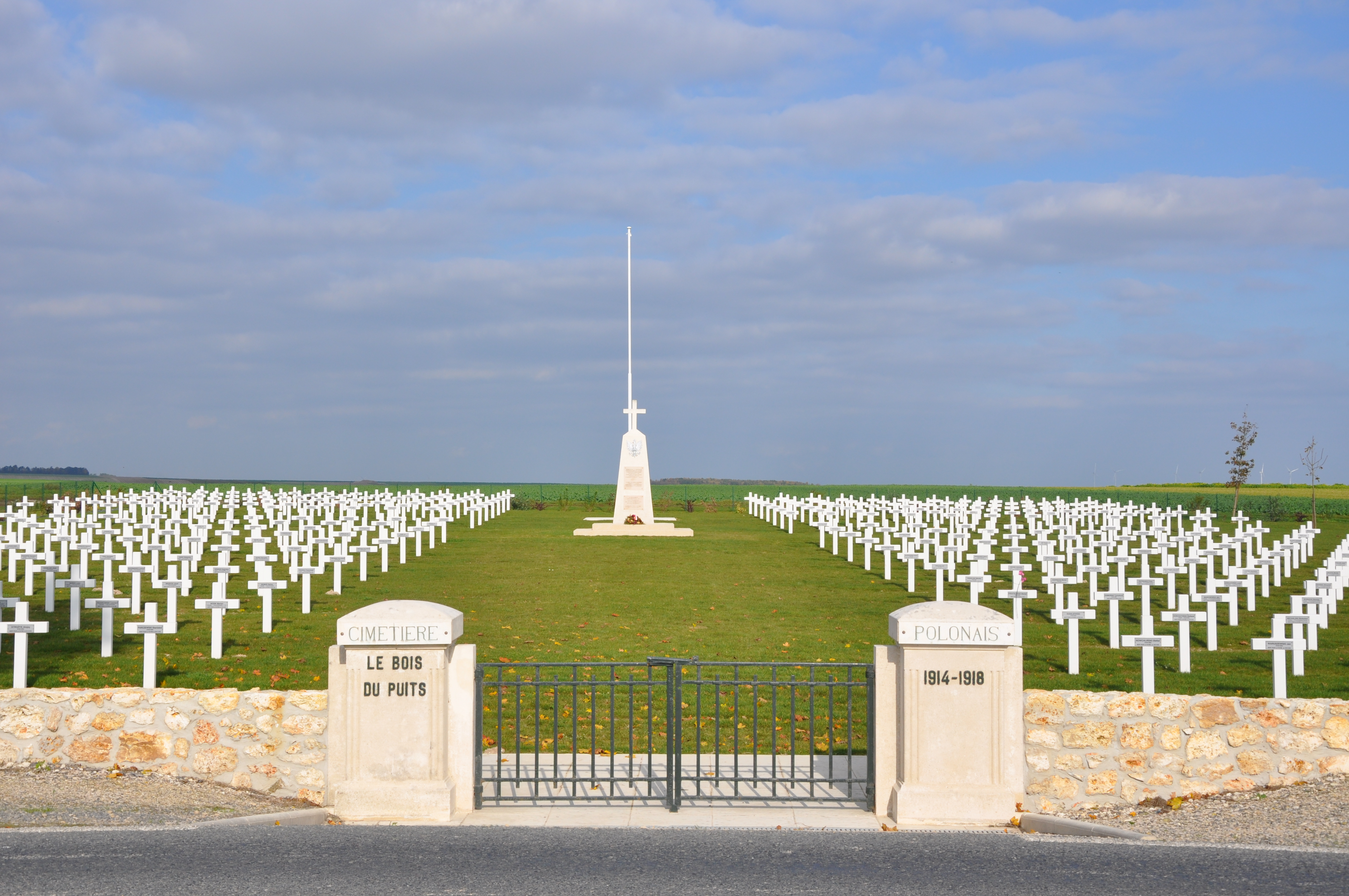
Cimetière polonais à la nécropole nationale d'Aubérive.

### Immigration économique des années de l'entre-deux-guerres

#### Convention franco-polonaise de 1919 relative à l'embauche de la main d’œuvre polonaise
L'État polonais, désormais un allié de la République française, est sollicité pour fournir à l'économie française la main-d'œuvre qui lui fait défaut après les pertes de la Première Guerre mondiale (1,7 million de Français morts et 4,2 millions blessés). Pour le jeune État polonais qui doit faire face aux ravages de la guerre et au chômage de masse, l'émigration est une solution pour la surpopulation rurale miséreuse que l’industrie locale n’est pas en mesure d’absorber. Les États-Unis venant de mettre en place des quotas par nationalités, la proposition française est bien accueillie. En conséquence, une convention franco-polonaise "relative à l'émigration et à l'immigration" est signée le 3 septembre 1919, suivie par la loi "Portant approbation de la convention relative à l’assistance et à la prévoyance sociales conclue entre la France et la Pologne". Les autorités françaises s'engagent à une égalité des traitements et des prestations sociales entre  travailleurs polonais et français. Il en résulte un déplacement de population qui atteindra en dix ans les effectifs de 507 000 et fait des Polonais la deuxième nationalité étrangère en France après les Italiens.

#### Effectifs et localisations

Le bassin minier du Nord-Pas-de-Calais, la principale destination des immigrés polonais dans les années 1920.

Dans les années 1920, environ 700 000 Polonais arrivent en France à la suite du recrutement fait directement en Pologne par la "Mission française pour le Recrutement de la Main d’œuvre en Pologne" puis à partir de 1924 par la société privée unique "Société Générale d’Immigration" au service du patronat qui réalise de confortables bénéfices . La première année les trains se forment à Varsovie, puis à Poznań et à partir de 1924 à Mysłowice en Haute Silésie. De l'autre côté, les travailleurs sont accueillis en Lorraine dans le "Dépôt de travailleurs étrangers de Toul", le passage obligé de la main d'œuvre polonaise en France. Dans un premier temps, il s'agit principalement de paysans sans formation autre qu'agricole, auxquels se rajoutent, à partir de 1922, des mineurs polonais formés en Allemagne.
Entre les arrivants et ceux qui repartent après quelques années, l'effectif des Polonais résidant en France sous contrat varie de 46 000 personnes en 1921 (0,1 % de la population totale française) à 309 000 en 1926 (0,7 %), 508 000 en 1931 (1,2 %; soit un sixième des étrangers alors en France) et 423 000 en 1936 (1 %). À ces chiffres se rajoutent plus de 100 000 Polonais venant de la Ruhr (mineurs westphaliens) recrutés par les industriels français du charbon pendant l'occupation militaire de la Rhénanie par les Français.

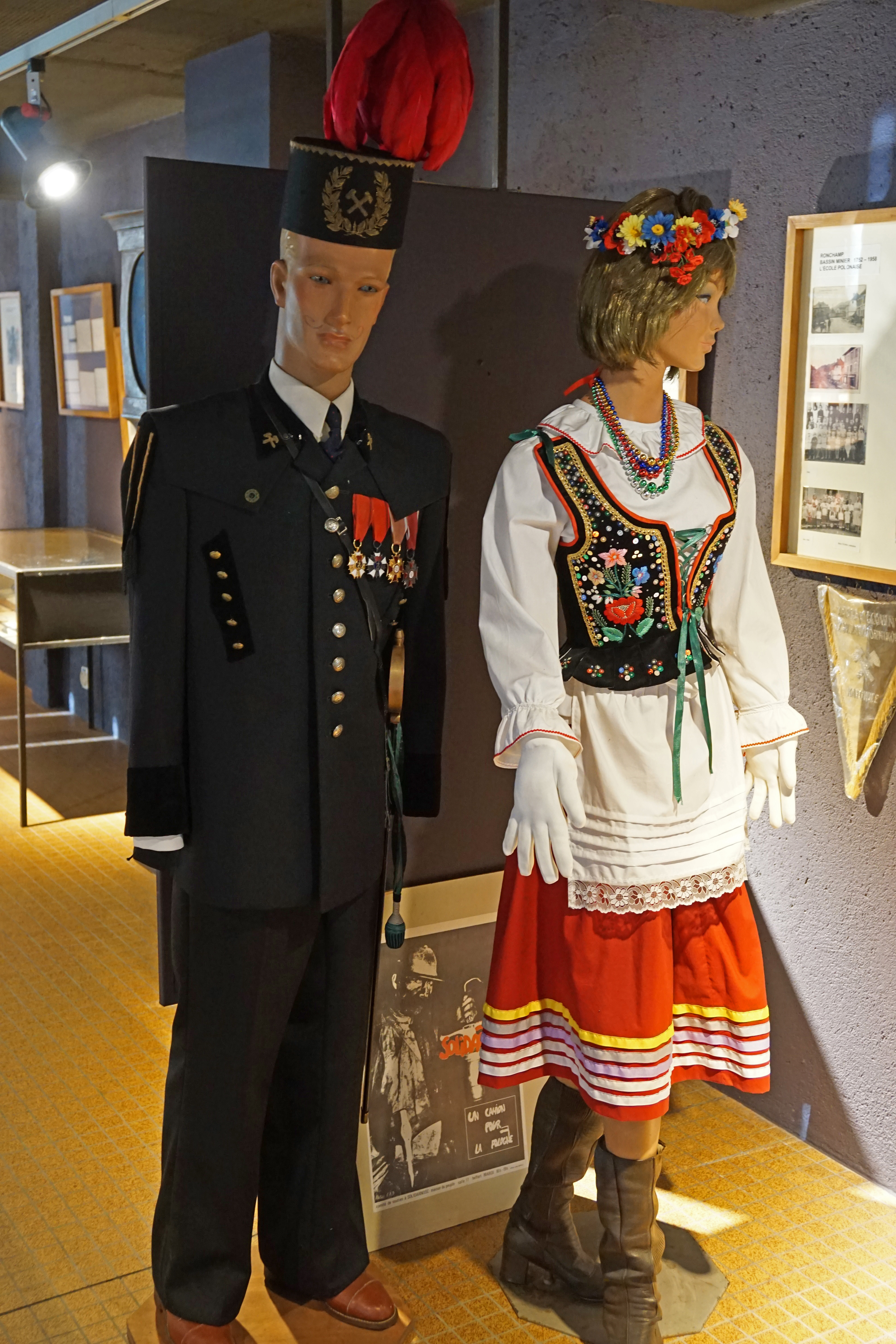
Costumes traditionnels de mineurs polonais au musée de la mine Marcel-Maulini.

Nombre d'entre eux seront dirigés vers le bassin minier du Nord-Pas-de-Calais ; 30 % des Polonais vivant en France, au début des années 1920, seront installés dans les environs de Béthune et Bruay-en-Artois, ce qui expliquera le grand "boom" entre 1921 et 1926 dans cette région passant d'environ 3 000 Polonais en 1921 à 90 000 en 1926. Nombreux également sont ceux qui travaillent dans les mines de Lorraine.
Sur les 169 579 Polonais recensés en 1926, 42 % travaillent dans l'industrie minière : dans les mines de charbon (Pas-de-Calais, Nord, Moselle, Loire et Haute-Saône), dans les mines de fer (Moselle et Meurthe-et-Moselle) et dans les mines de potasse d'Alsace. 17 % sont employés dans l’agriculture (où leur répartition est beaucoup plus nationale entre autres dans le Sud), 12 % dans la métallurgie (Moselle et Meurthe-et-Moselle), 9 % dans l’industrie textile (Nord et Haut-Rhin), les autres dans la chimie, le bâtiment ou comme domestiques.
C’est à l’occasion de cette migration que le quotidien socialiste Narodowiec quitte Herne en Westphalie pour installer son siège à Lens en 1924 idem pour le titre Wiarus Polski. On recense 700 000 polonais en France à la fin des années 1920. Il y a aussi une immigration polonaise juive en marge de cette immigration sur contrat.
En 1936, sur les 219 627 Polonais actifs, 27 % travaillent dans les mines, 30 % dans l'agriculture, 8 % dans la métallurgie et 10 % dans le textile.

##### Les femmes polonaises et l’immigration
Souvent oubliées, les femmes polonaises ont joué un rôle majeur dans l’immigration polonaise. Une grande partie d’entre-elles accompagnait hommes et enfants, mais parfois ces femmes arrivèrent seules en France, cherchant travail et logement ; elles furent par exemple employées à la ferme ou comme domestiques. Ces femmes se marièrent, ou se remarièrent après le décès de leur conjoint, notamment à la suite de coups de grisou dans les mines ou pendant les deux guerres mondiales. Grâce à ces femmes, la diaspora polonaise se répand et se mélange avec la population française. C’est ainsi que la culture polonaise vit toujours au sein des descendants de ceux-ci.

#### Intégration sociale
Les ouvriers polonais reconstituent rapidement leur environnement national et ne cherchent pas à s'intégrer. Ils vivent entre eux, isolés à la périphérie des villes dans des cités minières, avec leurs propres commerces, associations, journaux et ils ont peu ou pas de rapports avec le reste de la population française. Cet isolement est volontaire car beaucoup de ces Polonais sont persuadés que leur séjour en France est temporaire. La courte durée des contrats de travail (un an) les confortent dans leur choix de ne faire aucun effort d'adaptation.
La langue est une autre barrière importante. D'une part, l'enseignement du polonais aux enfants se poursuit grâce à des enseignants recrutés en Pologne, d'autre part, les équipes de travailleurs polonais sont souvent regroupées dans l'usine ou la mine, encadrées par des contremaîtres ou porions polonais qui donnent leurs ordres dans leur langue. En effet, la loi française de 1886 interdit l'ouverture d'écoles étrangères sur le territoire français, cependant Varsovie obtient la permission d'organiser des cours de la langue, d'histoire et de littérature polonais aux enfants de ses ressortissants et ce sont les compagnies minières qui prennent en charge l'entretien des moniteurs scolaires polonais.
Enfin la pratique religieuse de la majorité des Polonais, qui sont des catholiques très pratiquants encadrés par leur mission nationale, contraste avec celle du monde ouvrier français, peu pratiquant voire antireligieux, souvent communiste. Les autorités françaises permettent au clergé polonais de suivre les immigrés, les assister. Il s'agit de la Mission catholique polonaise de Paris (crée en 1836) qui s'occupe de leur venue. Ainsi, sur trente-six aumôniers polonais en 1927, seize exercent dans le décanat du Nord, dont douze dans le diocèse d'Arras. Nommés par le recteur de la Mission catholique polonaise de Paris sur proposition du cardinal-primat de Pologne, agréés par l'Église de France, ils sont rémunérés et logés par les compagnies minières. Les Polonais entretiennent la fibre patriotique en attendant le retour au pays et ce sont les prêtres polonais qui, en véritable chefs spirituels, assurent ce lien avec leur terre natale.

« Les Polonais travaillant aux mines, vivant en groupe, n’ont que peu ou pas de rapports avec nos ressortissants. Loin de les rechercher, ils s’efforcent de vivre uniquement entre eux, encouragés en cela par leurs ministres du culte et par leurs autorités consulaires elles-mêmes.

[…] Quelle est l’aptitude de l’immigrant polonais à s’assimiler ? La réponse est nette : aucune, quant au présent du moins ; j’ai dit plus haut que le Polonais ne recherchait pas la compagnie de l’ouvrier français. Cette observation se vérifie même durant les heures de travail. Au fond de la mine comme sur le carreau ou à l’atelier, un mur invisible les sépare. Un bref salut, et c'est tout. À l’issue de la journée, chacun s’en va de son côté. L’estaminet ne les rapproche même pas, non plus que le sport, les sociétés polonaises, nombreuses pourtant, n'organisent jamais de matches ou de rencontres avec les sociétés françaises. Et si, d'aventure, un Polonais épouse une Française ou vice versa, le jeune couple sera tenu discrètement à l'écart.

En ce qui concerne les enfants, il faut bien constater un phénomène identique. Les récréations ne les réunissent pas. Polonais et Français forment des jeux séparés, et notre langue elle-même, que les jeunes Polonais apprennent si facilement, est impuissante à opérer un rapprochement. »

— Rapport du préfet du Pas-de-Calais au ministère de l'Intérieur, 11 octobre 1929.
Le clergé polonais encourage ses fidèles à refuser l'intégration au sein de la société française. Le patronat français finance la construction de presbytères et d'églises, ainsi que le voyage et le salaires d’aumôniers venus de Pologne, considérant la pratique religieuse comme un rempart contre l'agitation ouvrière. Ces curés qualifiaient de traîtres ceux qui demandaient leur naturalisation et critiquaient avec une certaine véhémence l’immoralité de la France et ses visées assimilatrices. En 1926, un certain historien Ralph Schor relève qu'un religieux polonais « monta tellement ses jeunes ouailles contre les instituteurs français que les élèves en vinrent à injurier leurs maîtres, ce qui déclencha un petit scandale ».
En même temps, il leur faut attendre le 10 août 1927 pour que les députés français assouplissent la loi et leur permettent l'acquisition de la nationalité française. Cependant, à la veille de la guerre, ils ne seront que 7 % dans le Nord à la prendre.

#### Vie associative
La communauté polonaise développe une vie associative qui n'a pas de son equivalent dans aucun autre groupe d'immigrés en France. En 1926, il existe déjà plus de 400 associations polonaises dans le Pas de Calais alors qu'il n'y a aucune autre formations étrangère. Les Polonais jouent un rôle prépondérant dans le développement des équipes sportives dans la région, notamment celles de football.

#### Expulsions
La population française est plutôt indifférent à la présence polonaise, mais dès qu'une difficulté économique survient, la xénophobie et le nationalisme font surface, notamment lors de la Grande Dépression des années 1930. Les Polonais sont alors désignés comme des concurrents pour les travailleurs français, des personnes inassimilables en raison de leur langue, de leurs habitudes de vie ou de leurs pratiques religieuses, ou encore des populations dangereuses dénoncées tour-à-tour comme délinquantes, alcooliques, communistes ou trop religieuses.
La crise économique des années 30 s’accompagne de mesures officielles pour favoriser la main d’œuvre nationale comme la promulgation de la loi "protégeant la main d'œuvre nationale" le 10 août 1932. À partir de 1931, quand les effets de la crise de 1929 commencent à se faire sentir en France, le nombre de Polonais arrivant en France décroit rapidement. En deux ans il est divisé par dix, en passant  de 55 000 - 86 000 en 1930 à 6 000 - 8 000 en 1932. En parallèle, le nombre de Polonais rapatriés vers la Pologne est multiplié par trois, passant de 10 500 - 8 400 Polonais en 1930, puis 24 500 - 26 100 en 1931, enfin à 37 100 - 25 100 en 1932.
En 1933, le gouvernement français organise même des expulsions collectives, par trains entiers. Ces expulsions s'arrêtent seulement avec l'arrivée au pouvoir du Front populaire au printemps 1936. Tomasz Olszański, organisateur des travailleurs polonais pour le compte de la Confédération Générale du Travail (CGT), dénaturalisé en 1932 et expulsé en 1934, est l'une des victimes les plus connues de cette vague répressive. Les expulsions font suite à des grèves, comme à Leforest en 1934 avec les fameux incidents de l’Escarpelle.
En 1937, est créé le Centre d’études polonaises auprès de la Bibliothèque Polonaise de Paris.

### Seconde Guerre mondiale
Le 1er septembre 1939 au matin, l'armée allemande envahit la Pologne, sans déclaration de guerre. Au nom du traité d'assistance mutuelle signé avec la Pologne, La République française déclare la guerre à l'Allemagne à son tour le 3 septembre 1939 mais n'entreprend pas d'action militaire sur laquelle compte Varsovie. Attaquée par l'Union soviétique le 17 septembre, la Pologne est pris en tenaille mais elle continue à se défendre héroïquement, seule, jusqu'au 6 octobre 1939. À la suite de l'échec de la campagne de septembre 1939, elle se retrouve, une fois de plus, partagée entre l'Allemagne nazie et l'Union soviétique, comme prévu par le pacte germano-soviétique.

#### Gouvernement polonais en exil en France

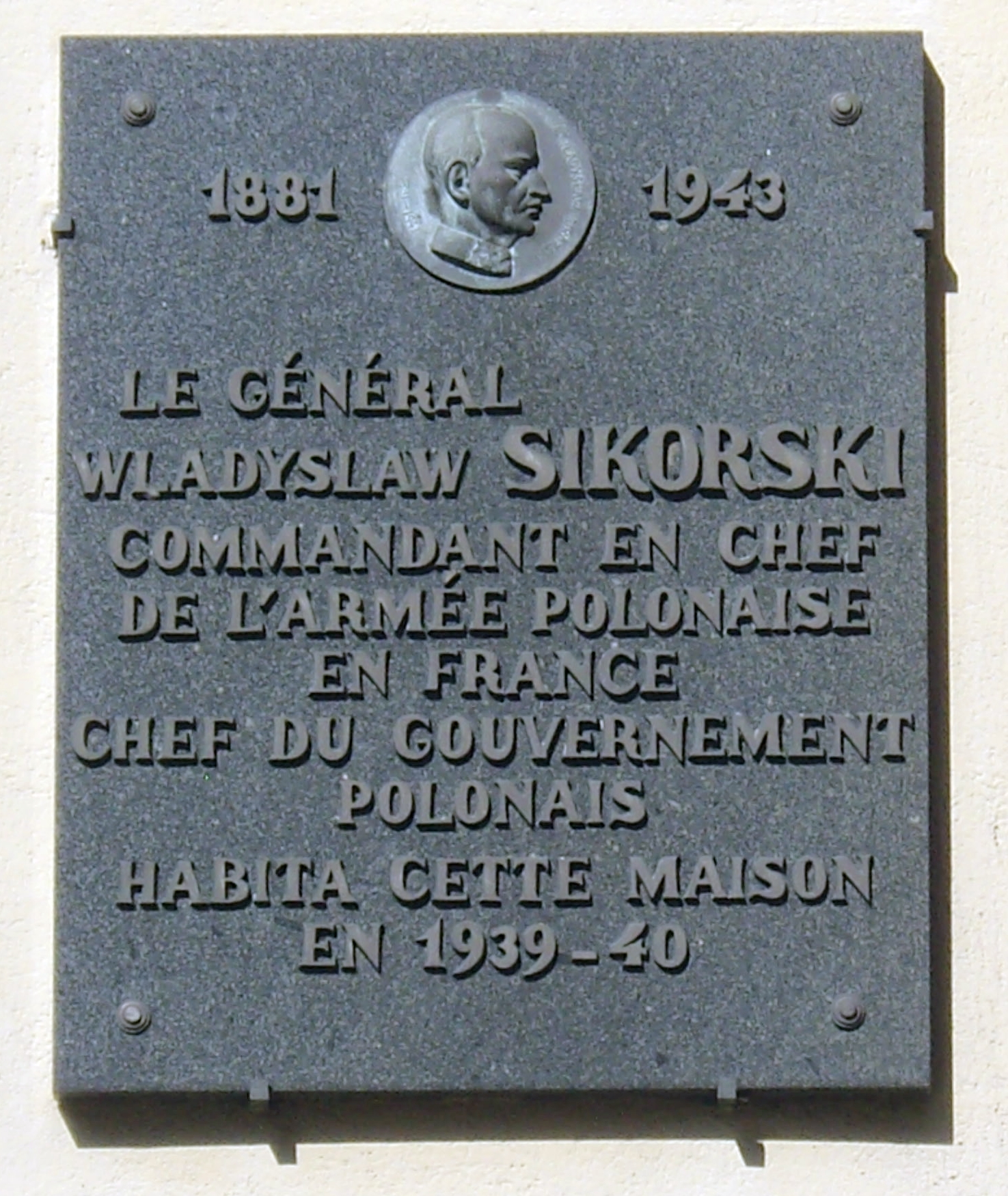
Plaque apposée au n° 58 de la rue Jacob, Paris 6^{e}, où habita le chef du gouvernement polonais Władysław Sikorski (1881-1943) en 1939-1940.

Malgré l'occupation du territoire polonais, la Pologne ne capitule pas et la continuité de ses pouvoirs légaux est maintenue. Évacuées en France, les autorités indépendantes de la république de Pologne se reconstituent à Paris avec Władysław Raczkiewicz comme Président et le général Władysław Sikorski comme chef des Armées et du Gouvernement. Le 9 octobre 1939, le chef du gouvernement français Daladier décide l’installation du gouvernement polonais à Angers. Le 2 décembre 1939 , le président de la République polonaise arrivé à Trélazé. Il s’installe au château de Pignerolles à Saint-Barthélémy-d’Anjou. L’un des principaux objectifs du gouvernement polonais en exil est de reconstituer une armée polonaise combattant aux côtés des alliés et luttant pour la libération de la Pologne et la défaite nazie.
Parallèlement, dans la Pologne occupé, se met en place un État clandestin constitué d'un Délégué nommé par le gouvernement polonais en exil de Sikorski, d'un Parlement (Conseil de l'Union Nationale où sont représentés toutes les formations politiques sauf les communistes soumis aux ordres des soviétiques) et d'une Armée clandestine.

#### Armée polonaise en France

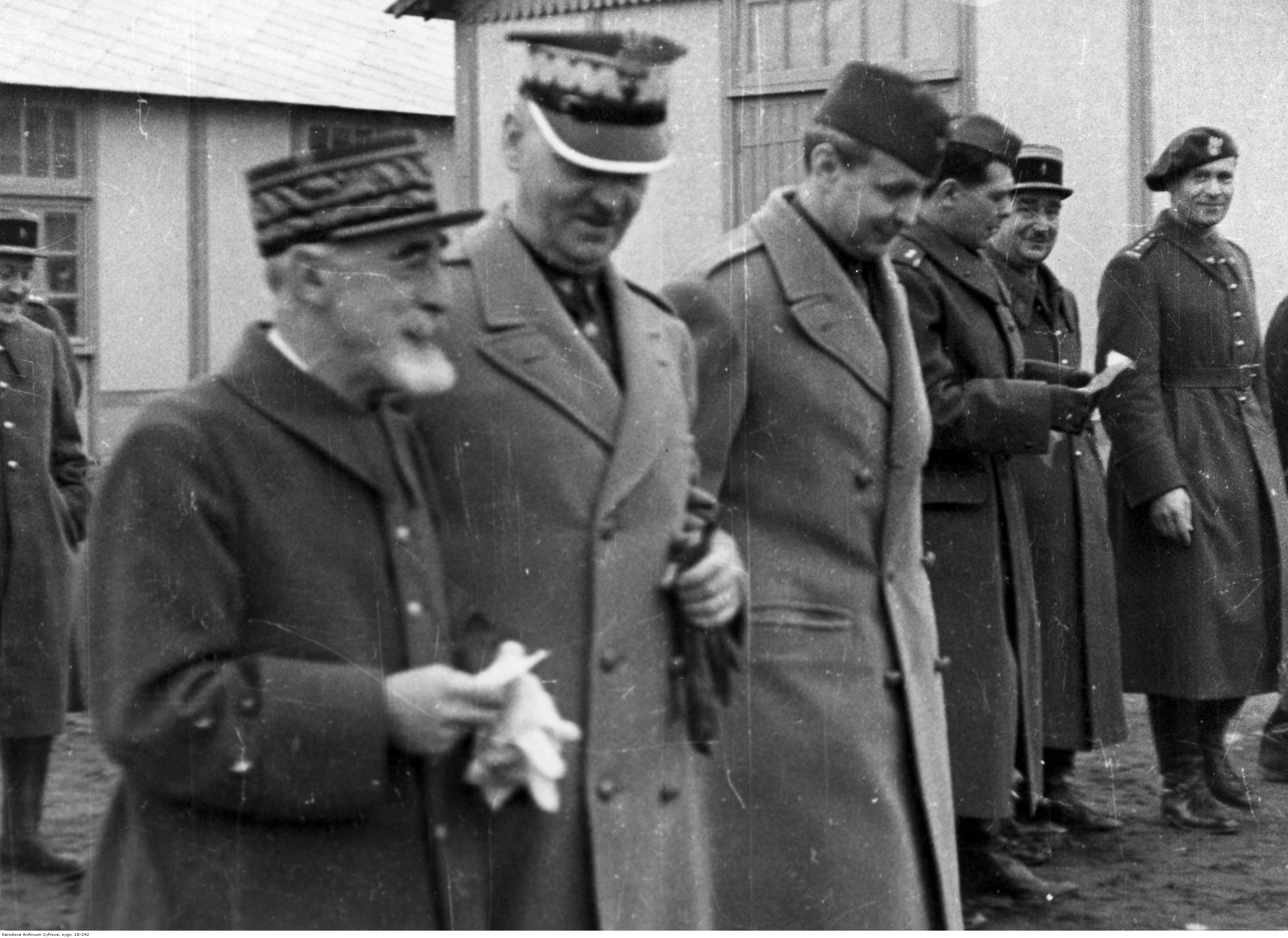
Władysław Sikorski visite le camp de Coetquidan avec le général Louis Faury.

Les Polonais résidant en France ne sont pas concernés par la mobilisation de l'armée française (d'abord partielle à partir du 27 août, puis générale à partir du 1er septembre) puisqu'ils n'ont pas de citoyenneté française. Cependant, dès le 15 septembre 1939, une armée polonaise commence à se former en France. Le 21 septembre 1939 les premiers 1 500 soldats polonais rejoignent la France en 48h déguisés en civil avec de faux passeports. Malgré cela, ce n'est que le 4 janvier 1940 que la France accepte de signer un traité militaire permettant la création sur le sol français d'une armée polonaise forte de 85 000 hommes. On met en place 4 divisions (de 12 régiments d’infanterie, 4 régiments d’artillerie et une brigade blindée) mais seulement deux seront formés, équipés pour affronter les combats en mai 1940. Cependant, les autres unités, toujours en cours d’instruction, seront envoyées au front aussi.
Durant l'hiver 1939/1940 arrivent en France 37 000 soldats et officiers polonais évadés de Pologne. À cela s'ajoute 45 000 hommes recrutés parmi les travailleurs polonais en France.
Les autorités françaises attribuent aux Polonais des camps d'instruction à Coëtquidan et Saint Loup sur Thouet dans les Deux Sèvres. Les aviateurs polonais sont regroupés au Fort de Bron, alors qu'en Syrie à Beyrouth se forme la Brigade indépendante de chasseurs des Carpates forte de 4300 hommes commandé par le colonel Kopanski.
L'armée polonaise combat les troupes allemandes pendant la bataille de Narvik (avril 1940) et participe à la campagne de France (mai et juin 1940). Après le débâcle de l'armée française, Władysław Sikorski n'accepte pas l'armistice demandée aux Allemands par le maréchal Pétain et refuse de déposer les armes. Le gouvernement polonais et l'armée polonaise s'évacuent en Grande-Bretagne pour continuer le combat.

#### Les Polonais dans la Résistance en France

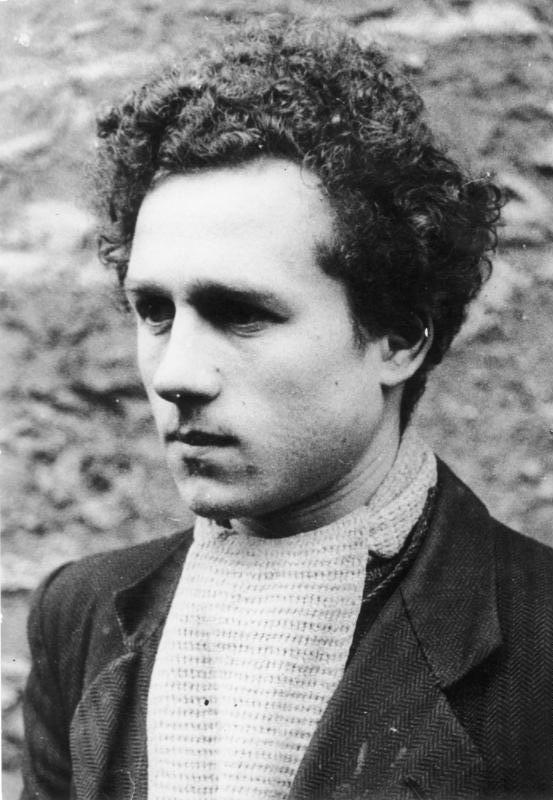
Robert Witchitz, résistant FTP-MOI d'Ivry-sur-Seine (présent sur l'Affiche rouge), fusillé au Mont-Valérien en 1944.

À l'issue de la défaite française, de nombreux émigrés polonais installés en France entrent dans la Résistance. Le réseau F2 est le premier à se mettre en place. Dès le mois d'août 1940, des officiers polonais se trouvant à Toulouse se donnent pour but de renseigner les Alliés sur l'implantation des usines de guerre et des chantiers navals aux mains de l'occupant allemand. À la Libération, le réseau F2 comptait 2 800 agents dont 30% de Polonais. C'est le plus grand (numériquement) mouvement de résistance française et il sera, à la fin de la guerre repris par la France libre. En août 1941, ses agents, Mieczysław Słowikowski et Tadeusz Jekiel créent dans les colonies française en Afrique un réseau analogue (Réseau Afrique). Ses renseignements participent à l'organisation du débarquement des Alliés en Afrique du Nord en 1942.
De même, le Bureau du chiffre polonais exilé en France et intégré au PC Bruno continue son travail sur le décryptage des messages Enigma pour le compte des Alliés.
Le mouvement POWN (Organisation polonaise de lutte pour l'indépendance) entre en action en avril 1941. Dirigé par l'ancien consul général de Pologne Aleksander Kawałkowski, il se met en contact avec des mineurs polonais par le biais d'anciens réseaux associatifs et ses principales actions de renseignement et de sabotage sont réalisées dans le Pas-de-Calais. En prévision des combats pour la Libération, son responsable militaire Daniel Zdrojewski négocie l'accès des POWN dans les rangs des Forces françaises de l'intérieur (FFI).
Le groupe Main-d'œuvre immigrée (MOI) dirigé par Missak Manouchian, compte dans ses rangs de nombreux juifs polonais. Cette unité a réalisé 80 attentats avant que ses 23 membres ne soient arrêtés et fusillés. Les FTP-MOI de la région parisienne (Francs-tireurs et partisans - Main-d'œuvre immigrée) étaient sous le commandement d'un Polonais, le colonel Józef Epstein, lui aussi fusillé au Mont Valérien en 1944.
Début juin 1940, les 400 jeunes Polonais du lycée polonais Cyprian-Norwid à Paris (au 14, rue de Fleurus, puis dans l'annexe du lycée Fénelon au 13, rue Suger) sont évacués de Paris et en octobre, le lycée rouvre ses portes à Villard-de-Lans en zone libre. Le 9 juillet 1944, plusieurs élèves et professeurs participent au maquis du Vercors où nombreux sont tués.

#### Libération de la France
Les Polonais participent aux combats en Afrique du Nord à Tobrouk en Libye (1941), au débarquement en Normandie, se battent à Falaise (août 1944) et à Arnhem aux Pays-Bas (septembre 1944). 

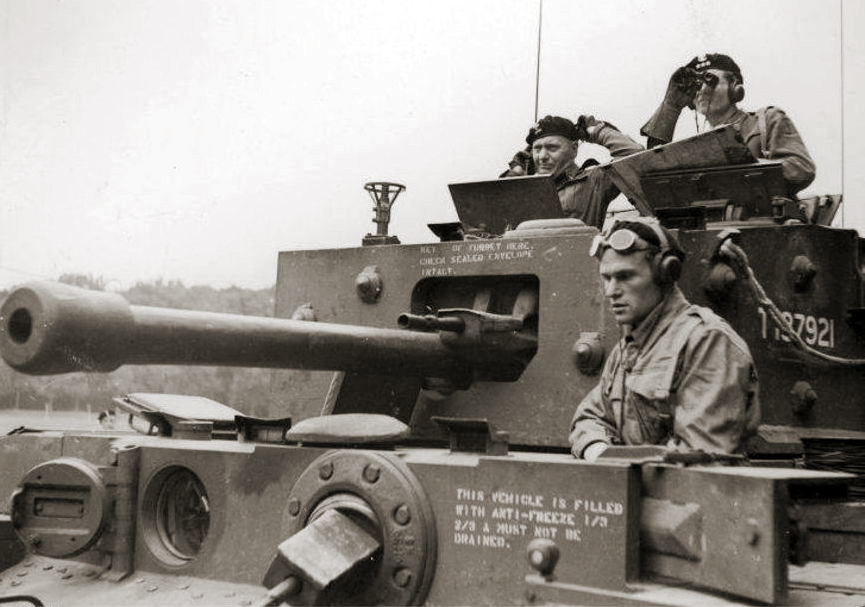
Général Stanisław Maczek pendant la bataille de la poche de Falaise 1944.
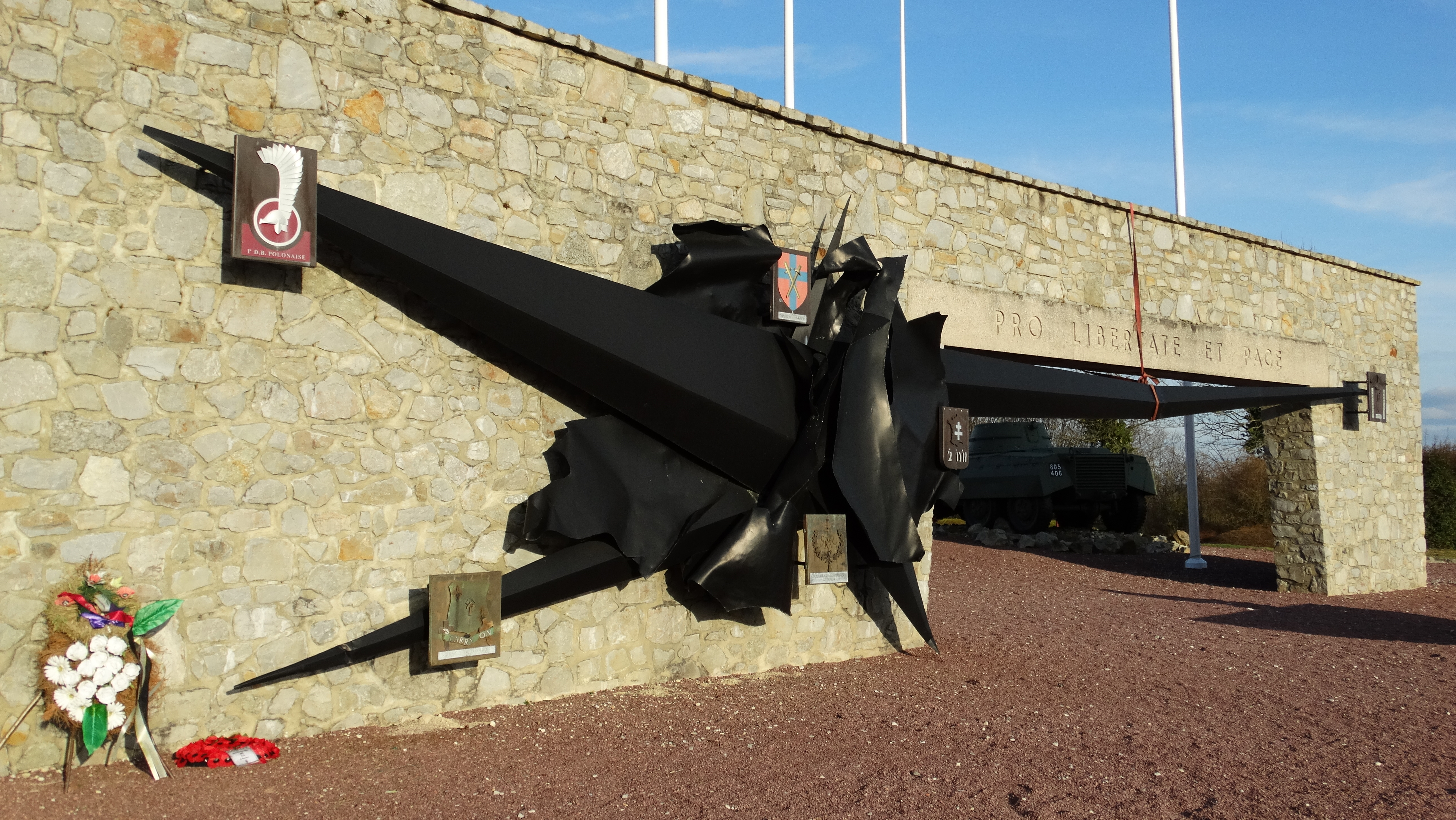
Le mémorial dédié à l'histoire de la bataille de la poche de Falaise, dernier épisode de la bataille de Normandie où s'est illustrée la division polonaise du général Maczek.
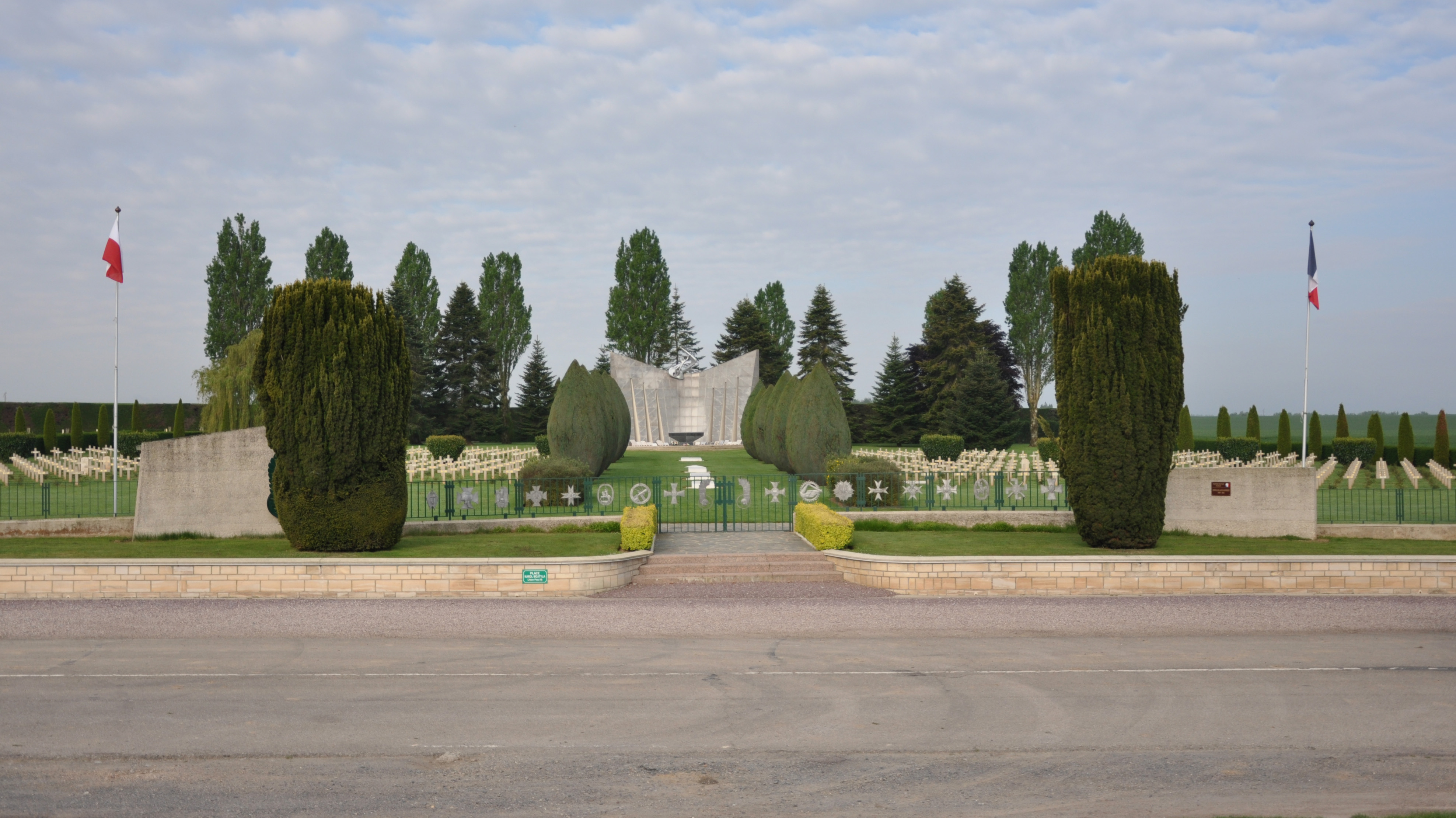
Cimetière militaire polonais de Grainville-Langannerie.
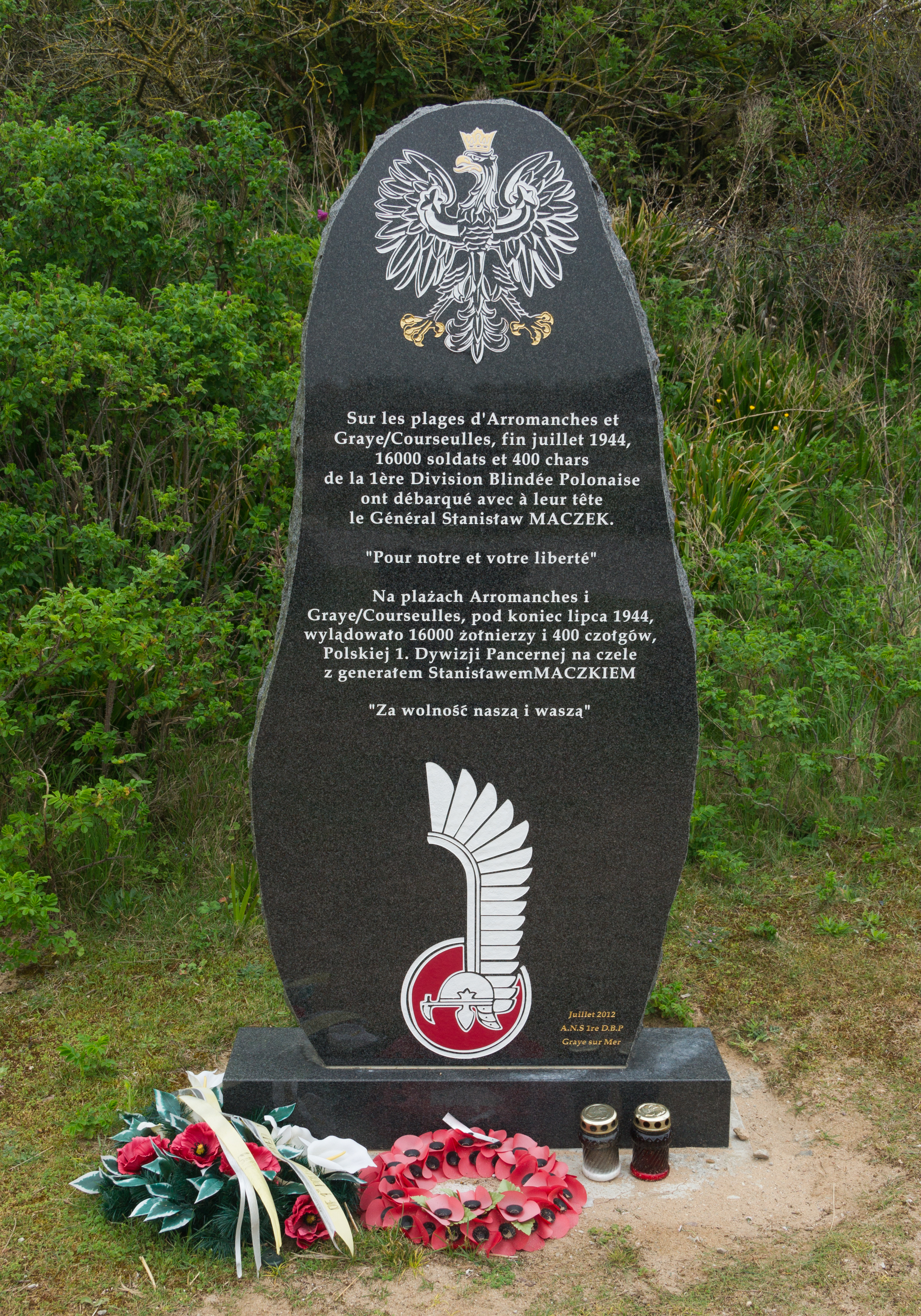
Mémorial en l'honneur de la Ière Division Blindée Polonaise, Normandie 1944, Graye/Courseulles, Calvados.
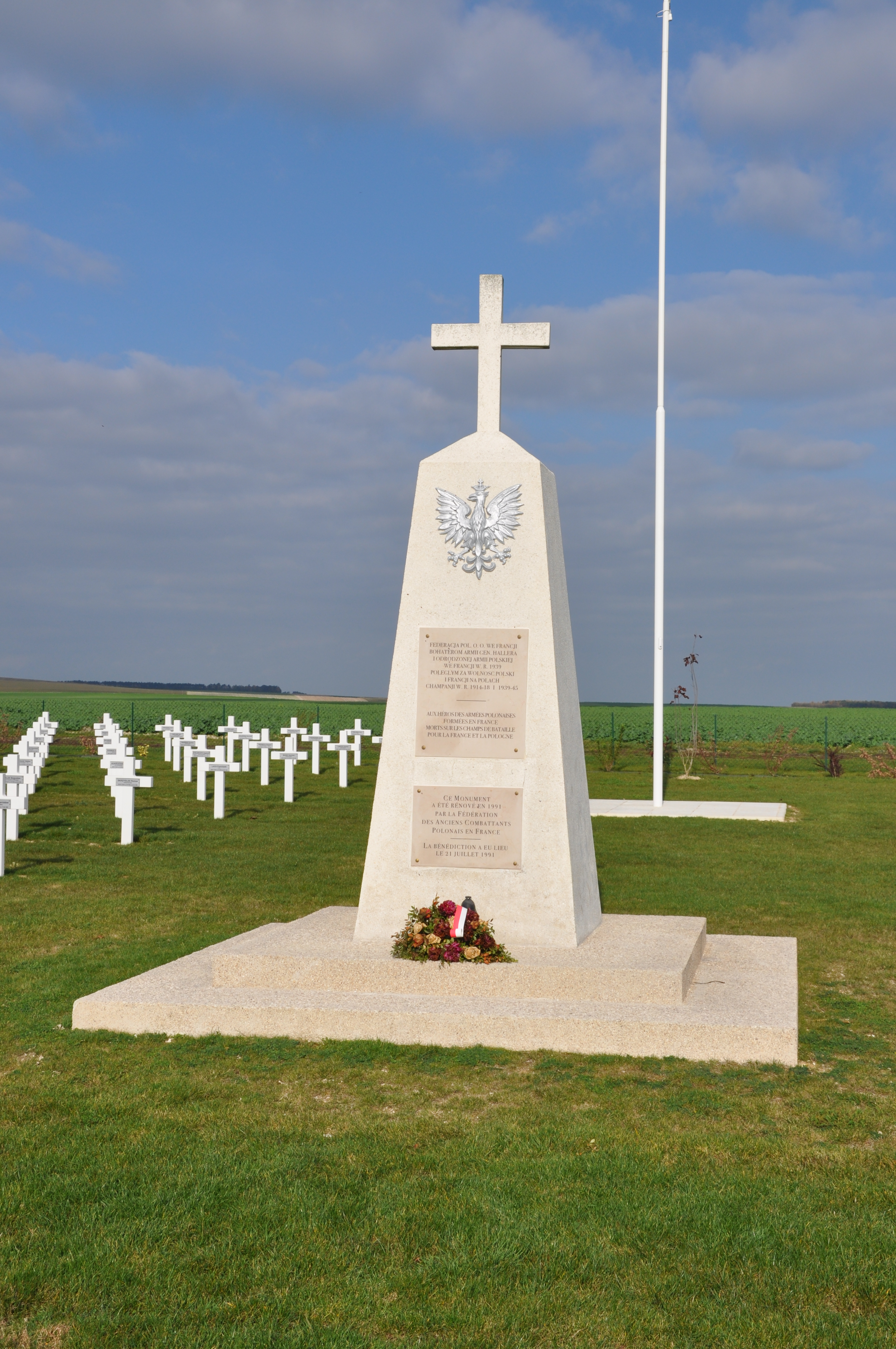
Monument polonais de la première et seconde guerre Mondiale à la Nécropole nationale d'Aubérive.
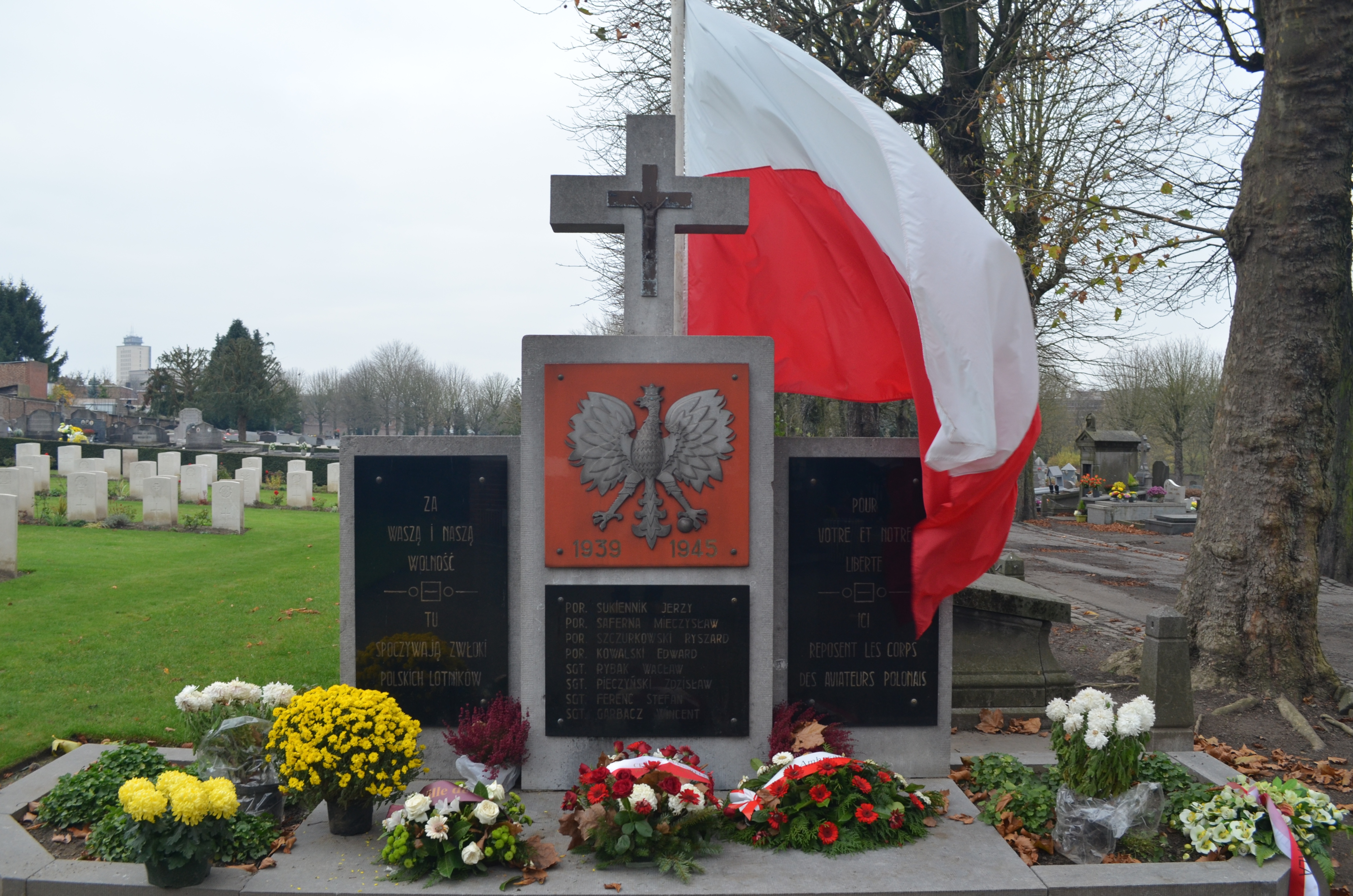
Charleroi - cimetière du Nord - monument aux aviateurs polonais.
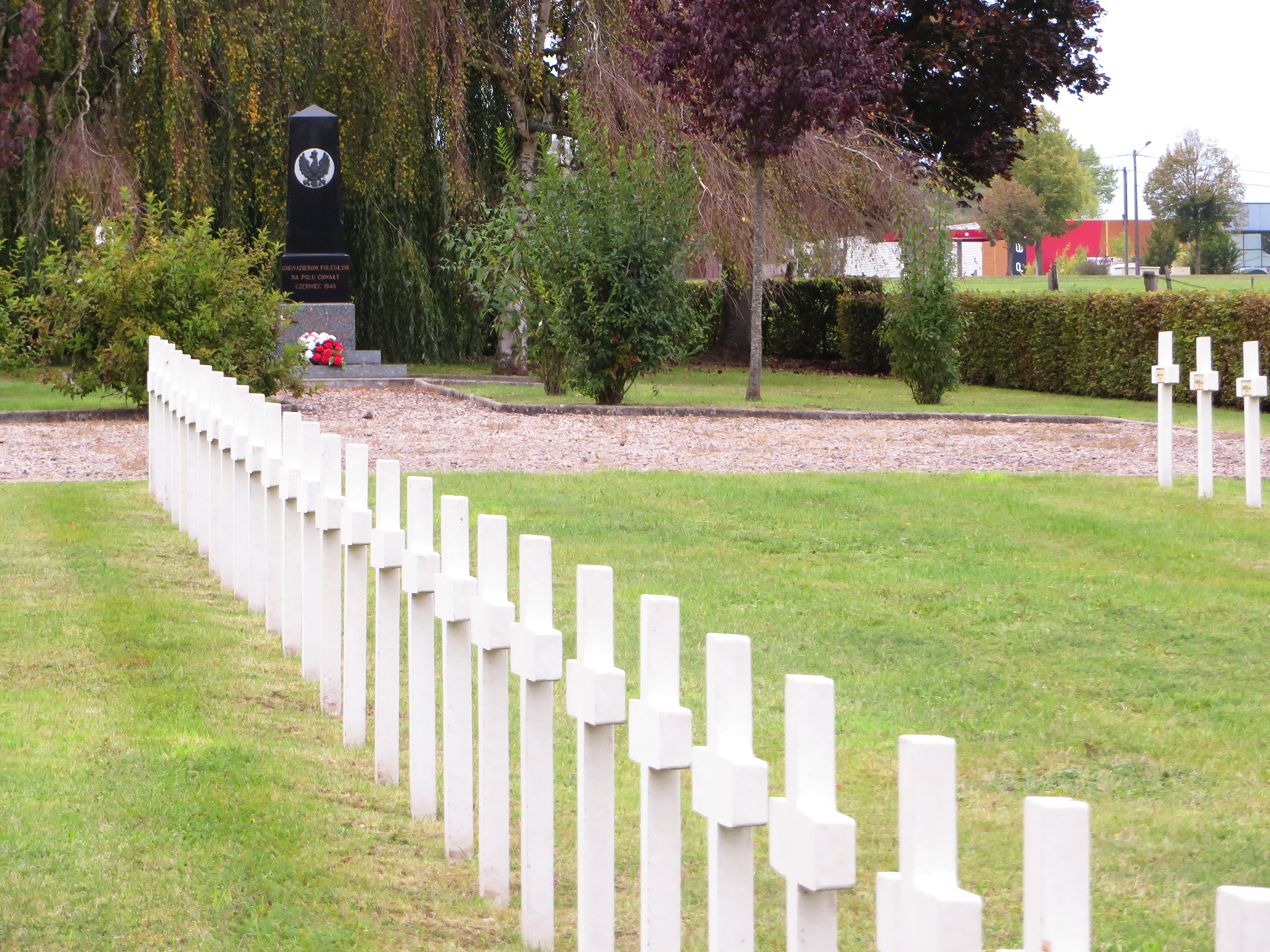
Cimetière militaire polonais Dieuze où reposent les grenadiers polonais (DGP) de la 1re division sous commandement du général Duch.

### La guerre froide
L'année 1946 constitue un tournant qualitatif dans l'histoire de l'immigration polonaise.
En 1944, l'armée soviétique libère progressivement le territoire polonais et met au pouvoir un gouvernement communiste subordonné à Moscou. Aussitôt après la Libération, le gouvernement communiste de la nouvelle Pologne entreprend une campagne de rapatriement. 78 000 Polonais retournent dans leur pays. En 1946, la fermeture de l'État polonais met le coup d'arrêt à l'immigration et la Pologne cesse d'être un fournisseur de la main d'œuvre.
En 1952, la Pologne devient officiellement la république populaire de Pologne. Comme elle est alliée de l'Union soviétique au sein du pacte de Varsovie (créé en 1955) et que la France fait partie de l'OTAN, les deux pays sont désormais ennemis. Mais l'affrontement est indirect, principalement sur le terrain de la propagande.
Le nombre de résidents polonais en France se réduit rapidement. Certains rentrent en Pologne pour reconstruire le pays et bâtir leur rêve communiste, d'autres se décident enfin à prendre la nationalité française et de s'enraciner dans leur pays d’accueil. De nombreux combattants de l'Armée polonaise ne pourront pas retourner en Pologne par peur de représailles politiques : ils demanderont l'asile à la France.
Les relations entre les Polonais de France et ceux restés en Europe de l'Est s'interrompent pour toute la période de la guerre froide. L'effectif des Polonais passe de 423 470 en 1946 (24 % du total des étrangers en France) à 269 269 en 1954 (15 %). Il sera de 5 % en 1968 et de 2,7 % en 1975. En 1990, on dénombre  47 127 Polonais soit seulement 1,3 % des immigrés. En 1946, un étranger sur quatre en France est Polonais. En 1987 - un sur 55. En chiffre absolu, leur présence ne cesse en effet de baisser. 131 700 en 1968 (deux fois moins que douze ans plus tôt), ils sont 93 700 en 1975, 64 800 en 1982n 47 100 en 1990 et 34 000 en 1999. Ce chiffre, s'il est très bas, fait d'eux la huitième communauté européenne en France.
L'intégration, qui ne se faisait que marginalement dans les années 1930, se généralise pour la deuxième et troisième générations. Aussi parce que désormais, tous ceux qui naissent sur le sol français obtiennent la nationalité française d'une manière automatique. Le rideau de fer et la fermeture des frontières qui l’accompagne ont donc pour conséquence que nombre d’immigrants polonais vont considérer leur présence en France comme définitive. L’attachement à la langue et à la culture polonaise continuera à s’exprimer à travers la présence d’une importante presse d’immigration ainsi que des offices religieux en polonais dans le Nord de la France. La vie sociale s’organise à travers de nombreuses associations culturelles et sportives telles que Les Sokols.

### La vague d'immigration de Solidarnosc
Après l'état de siège instauré en Pologne par le général Jaruzelski le 13 décembre 1981, 1 518 Polonais bénéficient du dispositif de la régularisation exceptionnelle de 1982.

### Depuis 1989
L'effondrement du régime communiste en Pologne, les premières élections libres de 1989, la dissolution du pacte de Varsovie en 1991, la candidature de la Pologne à l'Union européenne en 1994 puis son adhésion le 1er mai 2004 et enfin son entrée dans l'espace Schengen le 21 décembre 2007 font évoluer le statut des ressortissants polonais en France.
Ces changements entraînent quelques réactions xénophobes en France, notamment lors des débats sur la Constitution européenne en 2005 puis sur la directive Bolkestein en 2006, avec le mythe du plombier polonais.
Au 1er janvier 2006, le nombre de Polonais en France est estimé à 37 803 personnes, tandis que le nombre d'immigrés polonais en France est de 90 426 personnes. Le flux de travailleurs saisonniers (essentiellement pour l'agriculture, notamment la récolte des fruits et légumes, dont les vendanges) est de 9 943 ressortissants polonais en 2006 et de 11 971. En 2007, l'année de l'ouverture des frontières françaises aux travailleurs ressortissants des nouveaux États membres entrés dans l'Union européenne en 2004, la Pologne dépasse le Maroc et devient le premier fournisseur de travailleurs saisonniers de la France.
Au 1er janvier 2011, les immigrés polonais en France ne sont que 93 000 selon l'INSEE. Selon le quotidien britannique The Guardian, le nombre de Polonais en France s'élève à 350 000 en 2012.

L’Acte de l'Union européenne de 1986 sur la libre-circulation des personnes et, donc, des travailleurs a bénéficié à la Pologne. En 2015, elle est le principal pays d'origine des travailleurs détachés, avec 46 800 des 286 000 travailleurs détachés en France.

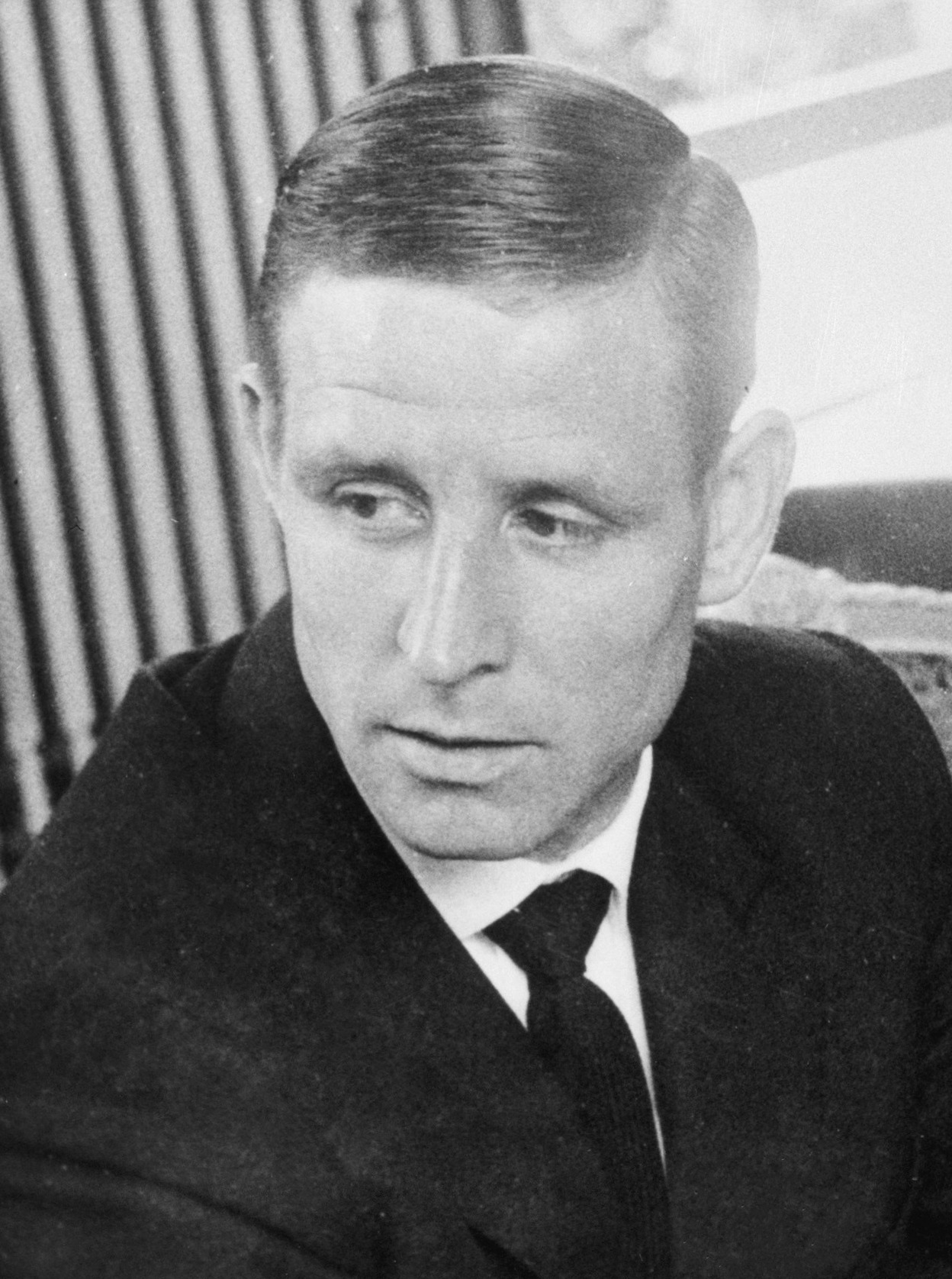
Raymond Kopa.
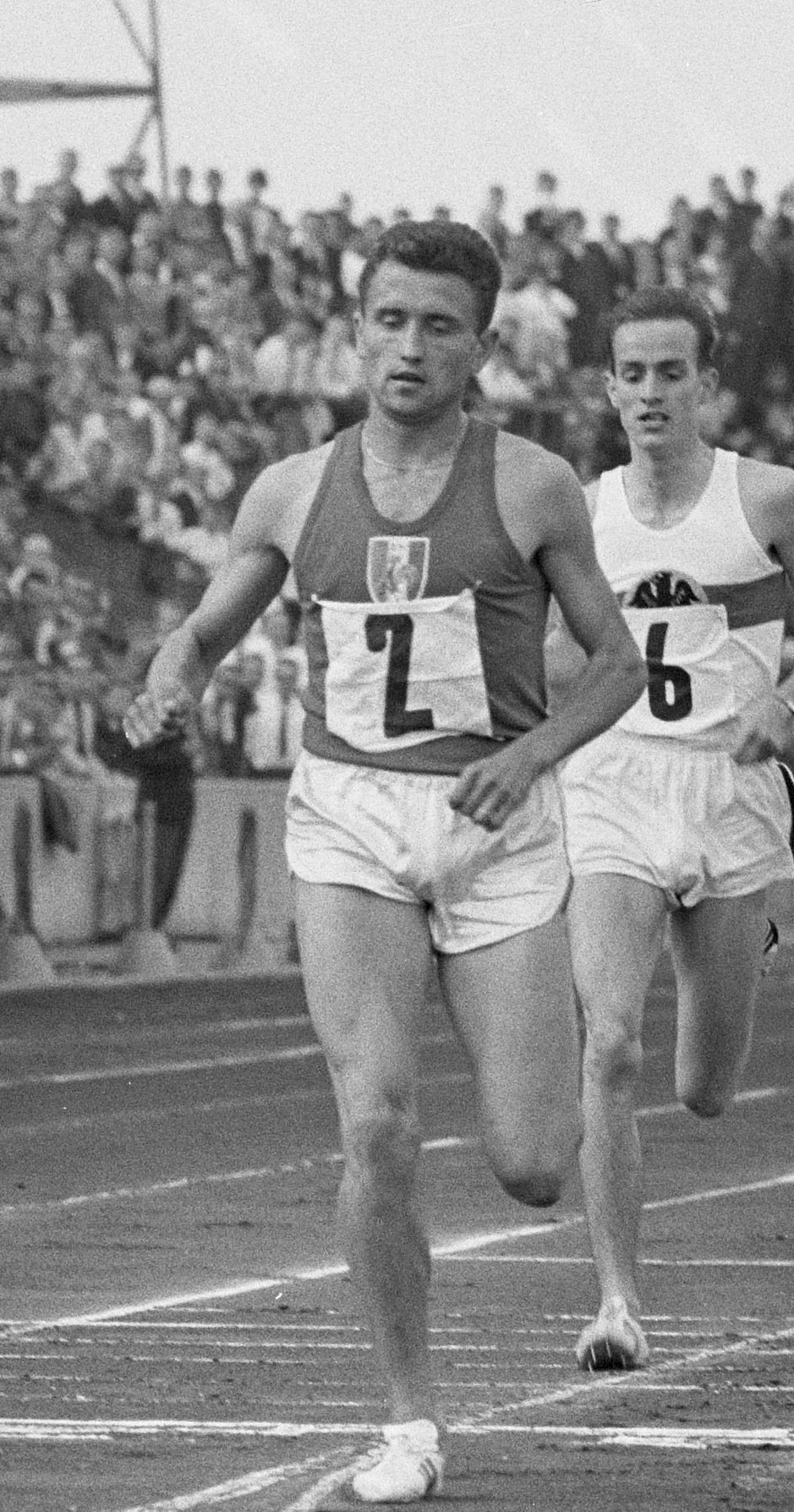
Michel Jazy.
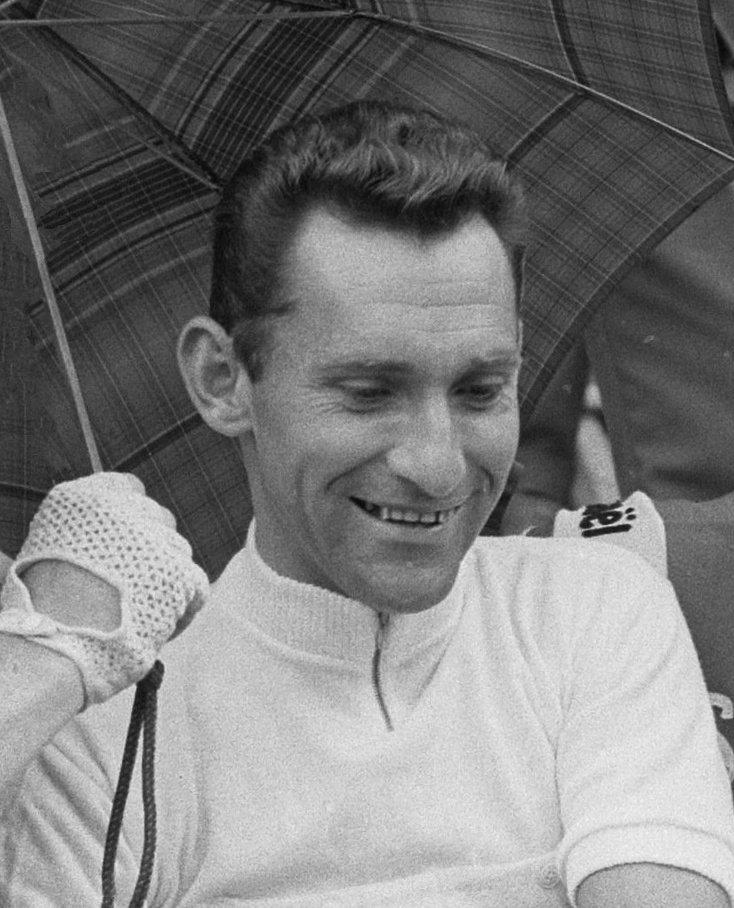
Jean Stablinski.
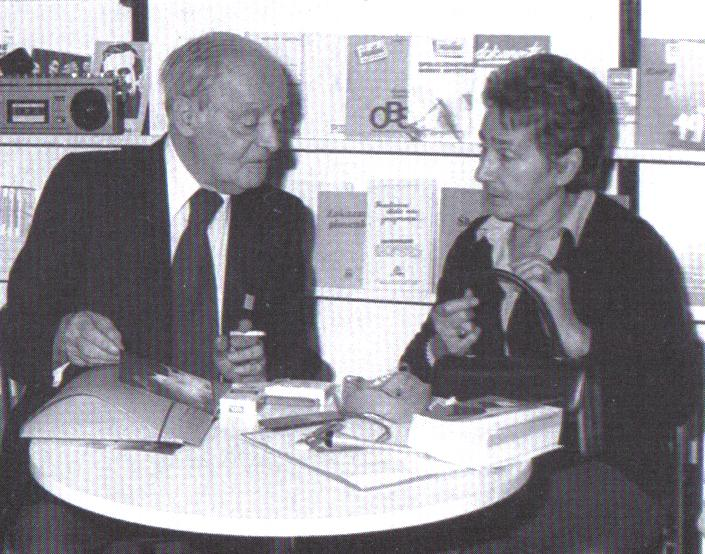
Zofia Hertz et Jerzy Giedroyc.
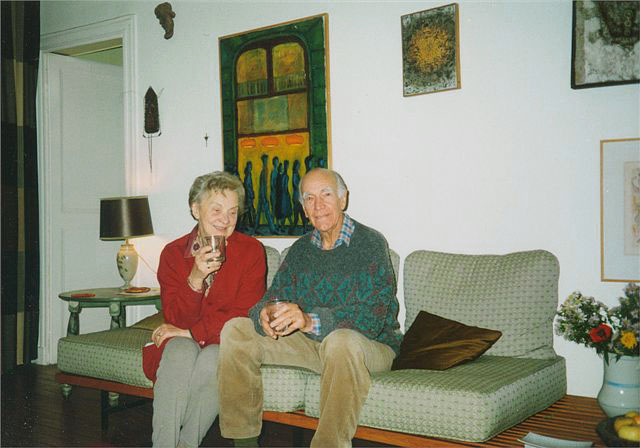
Zofia & Kazimierz Romanowicz.
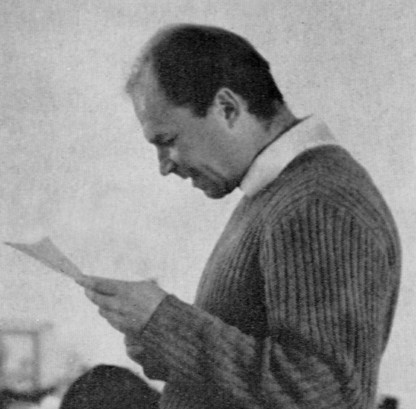
Piotr Słonimski.
Roman Cieślewicz.
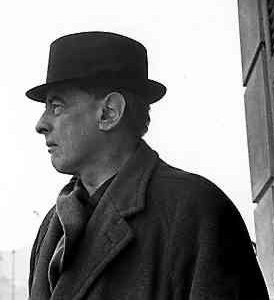
Witold Gombrowicz.
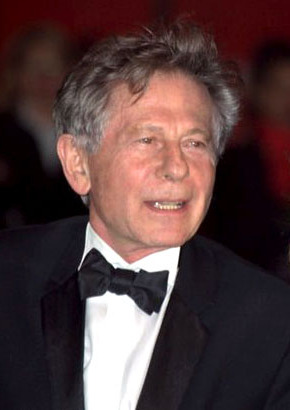
Roman Polanski.
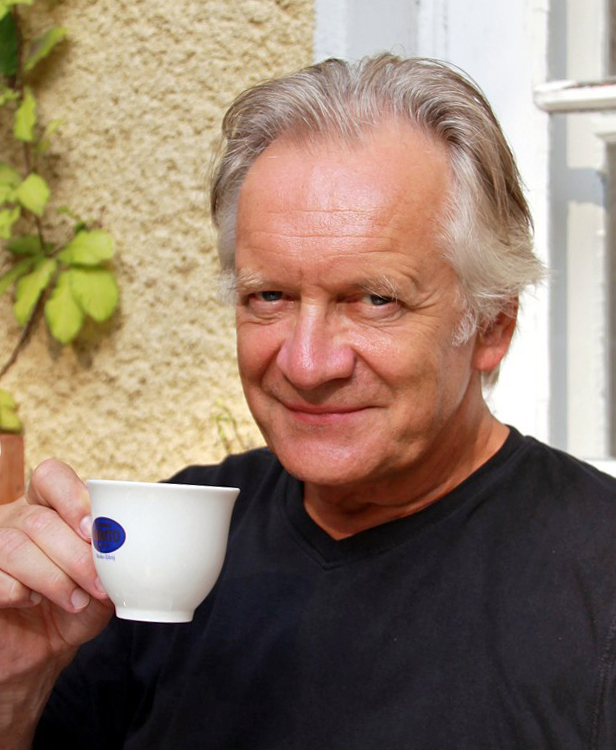
Andrzej Seweryn.
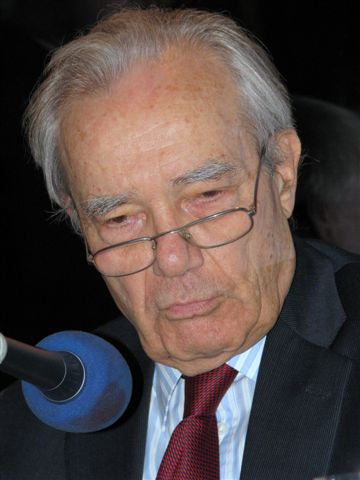
Kazimierz Piotr Zaleski.

## Polonais célèbres en France
- Franciszek Ksawery Branicki, né en 1816 à Varsovie, aristocrate, financier et mécène.
- Joseph Babiński, né en 1857 à Paris, neurologue.
- Walerian Borowczyk, né en 1923 à Kwilcz, cinéaste et plasticien.
- André Tota, né en 1950 à Briey, footballeur.
- Olga Boznańska, née en 1865 à Cracovie, peintre.
- Robert Budzynski, né en 1940 à Calonne-Ricouart, footballeur.
- Henri Burda, né en 1926 à Chwalibogowo, footballeur.
- Stéphane du Château, né à Solwyczegodzk en 1908, architecte, urbaniste et ingénieur.
- Frédéric Chopin, né en 1810 à Żelazowa Wola, compositeur et pianiste.
- Roman Cieślewicz, né en 1930 à Lwów, graphiste.
- Józef Czapski, né en 1896 à Prague, intellectuel, écrivain, peintre et critique d’art.
- Adam Czartoryski, né en 1770 à Varsovie, aristocrat et chef politique de la diaspora polonaise.
- Jan Henryk Dąbrowski, né en 1755 à Pierzchowice, général dans l'Armée napoléonienne, créateur des légions polonaises.
- Jarosław Dąbrowski, né en 1836 à Żytomierz, général de la Commune de Paris.
- Maria Skłodowska Curie, née en 1867 à Varsovie, physicienne, deux fois prix Nobel.
- Jerzy Giedroyc, né en 1906 à Minsk, éditeur, écrivain et homme politique, fondateur du célèbre mensuel de la dissidence polonaise Kultura édité en France.
- Michel Jazy, né en 1936 à Oignies, athlète.
- Witold Gombrowicz, né en 1904 à Małoszyce, écrivain.
- Konstanty Jeleński, né en 1922 à Varsovie, essayiste, critique littéraire, critique d'art.
- Karol Kniaziewicz, né en 1762 à Asite, homme politique et général dans l'armée napoléonienne.
- Raymond Kopa (Kopaszewski) né en 1931 à Nœux-les-Mines, footballeur.
- Jan Leon Kozietulski, né en 1781 à Skierniewice, héros de la bataille de Somosierra.
- Zygmunt Krasiński, né en 1812 à Paris, figure éminente du romantisme et l’un des grands noms de la littérature polonaise.
- Maria Leszczyńska, née en 1703 à Trzebnica, reine de France, épouse de Louis XV.
- Stanisław Leszczyński, né en 1677 à Lwów, roi de Pologne et grand-duc de Lituanie, duc de Lorraine et de Bar.
- Joachim Marx, né en 1944 à Gliwice, footballeur puis entraîneur ; champion olympique en 1972.
- Adam Mickiewicz, né en 1798 à Zaosie ou à Nowogródek, le plus grand nom de la littérature polonaise.
- Cyprian Kamil Norwid, né en 1821 à Laskowo-Głuche, poète.
- Roman Palester, né en 1907, pianiste, compositeur
- Roman Polanski (Raymond Thierry Liebling) né en 1933 à Paris, réalisateur, scénariste et producteur de cinéma.
- Józef Poniatowski, né en 1763 à Vienne ou à Varsovie, prince, militaire et homme d'État.
- Alexandra Putra, née en 1986 à Olsztyn, nageuse.
- César Ruminski (Czesław Rumiński), né en 1924 à Douai, footballeur.
- Samuel Rosenthal, né en 1837 à Suwałki, maître d'échecs.
- Andrzej Seweryn, né en 1946 à Heilbronn, comédien et sociétaire honoraire de la Comédie-Française.
- Michel Sima (Michał Smajewski), né en 1912 à Słonim, sculpteur et photographe.
- Pierre Skawinski, né en 1912, athlète olympique et journaliste sportif.
- Piotr Słonimski, né en 1922 à Varsovie, résistant, médecin, biologiste et généticien.
- Juliusz Słowacki, né en 1809 à Krzemieniec, grand poète et dramaturge romantique.
- Jean Stablinski (Jean Stablewski), né en 1932 à Thun-Saint-Amand, Nord, cycliste.
- January Suchodolski, né en 1789 à Siedlce, peintre.
- Aleksander Wat, né en 1900 à Varsovie, écrivain.
- Louis Wołowski, né  en 1810 à Varsovie, juriste, économiste et homme politique.
- Walery Wróblewski, né en 1836 à Żołudek, leader de la Commune de Paris.
- Zygmunt Lubicz-Zaleski, né en 1882 à Klonówiec, écrivain, pianiste, universitaire et diplomate.
- Kazimierz Piotr Zaleski, né en1928 à Paris, physicien nucléaire.
- Roman Zaleski, né en 1933 à Paris, homme d'affaires.
- Kasimir Zgorecki, né en 1904 à Recklinghausen, photographe[47].

## Français d'origine polonaise
- Sylviane Agacinski, née en 1945 à Nades, écrivain philosophe.
- Mathieu Amalric, né en 1965 à Neuilly-sur-Seine, acteur et réalisateur de cinéma.
- Guillaume Apollinaire (Wilhelm Albert Włodzimierz Apolinary de Wąż-Kostrowicki), né en 1880 à Rome, poète et écrivain.
- Georges Bereta, né en 1946 à Saint-Étienne, footballeur.
- Claude Berri, né en 1934 à Paris, réalisateur et producteur de cinéma.
- Serge Blisko, né en 1950 à Nancy, conseiller municipal et député.
- Juliette Binoche, née en 1964 à Paris, actrice.
- Élisabeth Borne, née en 1961 à Paris, femme d'État et Première ministre, fille de Joseph Borne né à Anvers et rescapé d'Auschwitz, petite-fille de Zelig Bornstein né à Łuków, réfugié à Anvers et mort à Auschwitz[48].
- Agnès Buzyn, née à Paris en 1962, ministre des Solidarités et de la Santé depuis 2017.
- Marie-George Buffet, née en 1949 à Sceaux, secrétaire du PCF, ministre (Jeunesse et Sport), candidate aux présidentielles 2007.
- Henri Gaudier-Brzeska, né en 1891 à Saint-Jean-de-Braye, sculpteur.
- Georges Charpak, né en 1924 à Dąbrowica, physicien.
- André Citroën, né en 1878 à Paris, ingénieur et fondateur de l'entreprise Citroën.
- Michel Constantin (Constantin Hokloff), né en 1924 à Billancourt, acteur de cinéma et capitaine de l'équipe de France de volley-ball
- Danielle Darrieux, née en 1917 à Bordeaux, actrice et chanteuse
- Charles Denner, né en 1926 à Tarnów, acteur.
- Jean Epstein, né en 1897 à Varsovie, réalisateur de film et romancier.
- Marie Epstein, née en 1899 à Varsovie, actrice, scénariste et réalisatrice de cinéma.
- Alain Finkielkraut, né en 1949 à Paris, écrivain philosophe.
- Hanna Gas, née en 1986 en Pologne, influenceuse.
- Jean-Jacques Goldman, né en 1951 à Paris, chanteur.
- René Goscinny, né en 1926 à Paris, écrivain, humoriste et scénariste de bande dessinée.
- Francis Huster, en 1947 à Neuilly-sur-Seine, acteur.
- Christophe Jakubyszyn, né en 1967 à Paris, présentateur.
- Sandrine Kiberlain, née en 1968 à Boulogne-Billancourt, actrice de cinéma.
- Aurore Kichenin, née en 1995 à Clamart, 1re dauphine de Miss France 2017 et 3e dauphine de Miss Monde 2017.
- Ladislas Kijno, né en 1921 à Varsovie, peintre français.
- Erich Klossowski de Rola, né à Ragnit en 1875, un historien de l'art et un peintre français.
- Pierre Klossowski, né à Paris en 1905, est un romancier, essayiste, philosophe, traducteur, scénariste, acteur et peintre français.
- Balthasar Kłossowski (Balthus), né à Paris en 1908, peintre figuratif.
- Nathalie Kosciusko-Morizet, née en 1973 à Paris, maire, députée et ministre (de l'Écologie, du Développement durable, des Transports et du Logement).
- Henri Krasucki (Henoch Krasucki), né en 1924 à Wołomin, syndicaliste, secrétaire général de la CGT.
- Gérard Krawczyk, né en 1953 à Paris, acteur, scénariste et réalisateur de cinéma.
- Richard Krawczyk, né en 1947 à Aix-Noulette, footballeur.
- Marcel Landowski, né en 1915 à Pont-l'Abbé, compositeur.
- Paul Landowski, né en 1875 à Paris, peintre.
- Georges Lech, né en 1945 à Montigny-en-Gohelle, footballeur.
- René Leibowitz, né en 1913 à Varsovie, chef d'orchestre et compositeur.
- Jean Noël de Lipkowski, né en 1920 à Paris, secrétaire d'État aux Affaires étrangères de 1968 à 1974
- Jean-Marie Lustiger (Aron Lustiger), né en 1926 à Paris, archevêque de Paris, puis cardinal et membre de l'Académie française.
- M. Pokora (Matthieu Tota), né en 1985 à Strasbourg, chanteur.
- Roland Magdane, né en 1949 à Grenoble, humoriste et acteur.
- Frédéric Michalak, né en 1982 à Toulouse, rugbyman.
- Marc Minkowski, né en 1962 à Paris, musicien et chef d'orchestre.
- Natoo (Nathalie Odzierejko), née en 1985 à Paris, vidéaste.
- Cécile Nowak, née en 1967 à Valenciennes, judokate.
- Michel d'Ornano, né en 1924 à Paris, député du Calvados et ministre (de l'Industrie, puis de la Culture et de l'Environnement).
- Stéphane Ostrowski, né en 1962 à Bron, basketteur.
- Gaston Palewski, né en 1901 à Paris, président du Conseil constitutionnel (1965-1974) et diplomate.
- Georges Perec, né en 1936 à Paris, écrivain et verbicruciste.
- Sarah Pitkowski, née en 1975 à Seclin, joueuse de tennis.
- Catherine Plewinski, née en 1968 à Courrières, nageuse.
- PLK (Mathieu Pruski), né en 1997 à Paris, rappeur.
- Axel Poniatowski, né en 1951 à Rabat, maire et député.
- Ladislas Poniatowski, né en 1946 à Boulogne-Billancourt, sénateur.
- Bernard Pullman, né en 1919 à Włocławek, chimiste quantique.
- Andy Raconte (Nadège Dabrowski), née en 1986, vidéaste.
- Régine, né en 1929 à Anderlecht, chanteuse.
- Catherine Ringer, née en 1957 à Suresnes, chanteuse.
- Laurent Romejko, né en 1963 à Meulan-en-Yvelines, journaliste et animateur de télévision.
- Jeanloup Sieff, né en 1933 à Paris, photographe.
- Simone Signoret (Simone Kaminker), née en 1921 à Wiesbaden, actrice de cinéma.
- Jean-Claude Skrela, né en 1949 à Colomiers, rugbyman et ancien sélectionneur de l'Équipe de France de rugby à XV.
- Pierre Sled, né en 1958 à Paris, journaliste et animateur de télévision.
- Jean Snella, né en 1914 à Dortmund, footballeur et ancien sélectionneur de l'Équipe de France de football
- Soko (Stéphanie Sokolinski), née en 1985 à Bordeaux, chanteuse.
- Yannick Stopyra, né en 1961 à Troyes, footballeur.
- Dimitri Szarzewski, né en 1983 à Narbonne, rugbyman.
- Haroun Tazieff, né en 1914 à Varsovie, ingénieur agronome, géologue et volcanologue.
- Roger Walkowiak, né en 1927 à Montluçon, cycliste.
- Georges Wolinski, né en 1934 à Tunis, dessinateur.
- Bruno Wolkowitch, né en 1961 à Paris, acteur.
- Józef Wrzesiński, né en 1917 à Angers, prêtre et fondateur d'ATD Quart Monde.
- Elsa Zylberstein, née en 1968 à Paris, actrice de cinéma.